# Liste der Kulturdenkmäler in Neukirchen (Knüll)
Aufgrund ihrer Größe ist die Liste der Kulturdenkmäler in Neukirchen (Knüll) nach Ortsteilen aufgeteilt:
- Liste der Kulturdenkmäler in Asterode
- Liste der Kulturdenkmäler in Christerode
- Liste der Kulturdenkmäler in Hauptschwenda
- Liste der Kulturdenkmäler in Nausis (Neukirchen)
- Liste der Kulturdenkmäler in Riebelsdorf
- Liste der Kulturdenkmäler in Rückershausen (Neukirchen)
- Liste der Kulturdenkmäler in Seigertshausen

Die Liste der Kulturdenkmäler in Wincherode ist leer.

## Neukirchen
Die folgende Liste enthält die in der Denkmaltopographie ausgewiesenen Kulturdenkmäler auf dem Gebiet des Ortsteils Neukirchen der  Stadt Neukirchen, Schwalm-Eder-Kreis, Hessen.
Hinweis: Die Reihenfolge der Denkmäler in dieser Liste orientiert sich an der Anschrift, alternativ ist sie auch nach der Bezeichnung oder der Bauzeit sortierbar.
Kulturdenkmäler werden fortlaufend im Denkmalverzeichnis des Landes Hessen durch das Landesamt für Denkmalpflege Hessen auf Basis des Hessischen Denkmalschutzgesetzes (HDSchG) geführt. Die Schutzwürdigkeit eines Kulturdenkmals hängt nicht von der Eintragung in das Denkmalverzeichnis des Landes Hessen oder der Veröffentlichung in der Denkmaltopographie ab.

### Gesamtanlage Neukirchen
| Bild                                                         | Bezeichnung                                                  | Lage                                           | Beschreibung | Bauzeit                                                          | Daten |
| ------------------------------------------------------------ | ------------------------------------------------------------ | ---------------------------------------------- | --- | ---------------------------------------------------------------- | ----- |
| Gesamtanlage Neukirchen                                      | Gesamtanlage Neukirchen                                      | Lage                                           | Die Gesamtanlage Neukirchen umfasst den mittelalterlichen Marktort. Dieser wird durch die 1369 erstmals erwähnte Stadtmauer begrenzt. Am Rathaus 1–8; Biegenweg; Blaufärbergasse 2–16; Bleicherweg 1–3; Brauhausgasse 1–11; Burgtorgasse 2–37; Gerichtsgäßchen; Hinter dem Zinn 2; Hofstadt 7–13; Hospitalgasse 2–10; Kirchgasse 2–3; Kurhessenstraße 5–67, 32–64; Landvermesserplatz; Ludwig-Jahn-Straße 5–6; Marktgasse 1; Marktplatz 2–13; Mauergäßchen 1; Mauergasse 13; Mauerweg; Mühlenpforte 1–7; Mühlgraben 1–14; Raiffeisenplatz 3–5; Steingasse 2; Untergasse 2–55; Zum Mühltor. (g, k, w) |                                                                  |       |
| Fachwerkhaus Am Rathaus 6                                    | Fachwerkhaus Am Rathaus 6                                    | Am Rathaus 6 Lage                              | | Um 1600                                                          |       |
| Fachwerkhaus Am Rathaus 8                                    | Fachwerkhaus Am Rathaus 8                                    | Am Rathaus 8 Lage                              | | Mittleres 16. Jahrhundert                                        |       |
| Fachwerkhaus Blaufärbergasse 10                              | Fachwerkhaus Blaufärbergasse 10                              | Blaufärbergasse 10 Lage                        | | Frühes 18. Jahrhundert                                           |       |
| Fachwerkhaus Burgtorgasse 9                                  | Fachwerkhaus Burgtorgasse 9                                  | Burgtorgasse 9 Lage                            | | 1820                                                             |       |
| weitere Bilder                                               | Fachwerkhaus Burgtorgasse 21                                 | Burgtorgasse 21 Lage                           | | Mitte des 18. Jahrhunderts                                       |       |
| Wohnwirtschaftsgebäude Burgtorgasse 25                       | Wohnwirtschaftsgebäude Burgtorgasse 25                       | Burgtorgasse 25 Lage                           | | 1884                                                             |       |
| Fachwerkhaus Burgtorgasse 26                                 | Fachwerkhaus Burgtorgasse 26                                 | Burgtorgasse 26 Lage                           | | 1602                                                             |       |
| Fachwerkhaus Burgtorgasse 37                                 | Fachwerkhaus Burgtorgasse 37                                 | Burgtorgasse 37 Lage                           | | 19. Jahrhundert                                                  |       |
| Fachwerkhaus Hofstadt 8                                      | Fachwerkhaus Hofstadt 8                                      | Hofstadt 8 Lage                                | | Mitte des 18. Jahrhunderts                                       |       |
| Wohnhaus Hospitalgasse 2                                     | Wohnhaus Hospitalgasse 2                                     | Hospitalgasse 2 Lage                           | | Um 1900                                                          |       |
| Fachwerkhaus Kirchgasse 4                                    | Fachwerkhaus Kirchgasse 4                                    | Kirchgasse 4 Lage                              | | Zweite Hälfte des 17. Jahrhunderts                               |       |
| Fachwerkhaus Kurhessenstraße 39                              | Fachwerkhaus Kurhessenstraße 39                              | Kurhessenstraße 39 Lage                        | | 16. Jahrhundert                                                  |       |
| Fachwerkhaus Kurhessenstraße 41 und 41a                      | Fachwerkhaus Kurhessenstraße 41 und 41a                      | Kurhessenstraße 41 und 41a Lage                | | um 1540                                                          |       |
| Fachwerkhaus Kurhessenstraße 43                              | Fachwerkhaus Kurhessenstraße 43                              | Kurhessenstraße 43 Lage                        | | 1538                                                             |       |
| die Alte Apotheke in Neukirchen                              | Alte Apotheke                                                | Kurhessenstraße 44 Lage                        | Stattlicher dreigeschossiger Bau mit seitlichem Erker und geschnitzten Eckpfosten, Gesimsen und Portal von Zimmerermeister Johann Weber aus Hersfeld erbaut. | 1600                                                             |       |
| Fachwerkhaus Kurhessenstraße 47                              | Fachwerkhaus Kurhessenstraße 47                              | Kurhessenstraße 47 Lage                        | | 17. Jahrhundert                                                  |       |
| Fachwerkhaus Kurhessenstraße 55                              | Fachwerkhaus Kurhessenstraße 55                              | Kurhessenstraße 55 Lage                        | | 1735                                                             |       |
| Fachwerkhaus Kurhessenstraße 56                              | Verschindeltes Fachwerkhaus Kurhessenstraße 56               | Kurhessenstraße 56 Lage                        | | Mitte des 19. Jahrhunderts                                       |       |
| Fachwerkhaus Kurhessenstraße 60                              | Fachwerkhaus Kurhessenstraße 60                              | Kurhessenstraße 60 Lage                        | | Mitte des 19. Jahrhunderts                                       |       |
| Fabrikantenwohnhaus Kurhessenstraße 64                       | Fabrikantenwohnhaus Kurhessenstraße 64                       | Kurhessenstraße 64 Lage                        | | Um 1900                                                          |       |
| Wohn- und Geschäftshaus Marktplatz 2                         | Wohn- und Geschäftshaus Marktplatz 2                         | Marktplatz 2 Lage                              | | Frühes 17. Jahrhundert                                           |       |
| Fachwerkhaus Marktplatz 3                                    | Fachwerkhaus Marktplatz 3                                    | Marktplatz 3 Lage                              | | Um 1800                                                          |       |
| Fachwerkhaus Marktplatz 5                                    | Fachwerkhaus Marktplatz 5                                    | Marktplatz 5 Lage                              | | Spätes 16. Jahrhundert                                           |       |
| Fachwerkhaus Marktplatz 6                                    | Fachwerkhaus Marktplatz 6                                    | Marktplatz 6 Lage                              | | 18. Jahrhundert                                                  |       |
| Fachwerkhaus Marktplatz 9                                    | Fachwerkhaus Marktplatz 9                                    | Marktplatz 9 Lage                              | | Um 1800                                                          |       |
| Fachwerkhaus Marktplatz 10 und 10a                           | Fachwerkhaus Marktplatz 10 und 10a                           | Marktplatz 10 und 10a Lage                     | | 16. Jahrhundert                                                  |       |
| Fachwerkhaus Marktplatz 12                                   | Fachwerkhaus Marktplatz 12                                   | Marktplatz 12 Lage                             | | Mitte des 19. Jahrhunderts                                       |       |
| Fachwerkhaus Marktplatz 13                                   | Fachwerkhaus Marktplatz 13                                   | Marktplatz 13 Lage                             | | 16. Jahrhundert                                                  |       |
| Evangelische Stadtkirche Neukirchen (Schwalm-Eder)           | Evangelische Stadtkirche (Nikolaikirche)                     | Marktplatz 15 Lage                             | | Nach 1350                                                        |       |
| Fachwerkhaus Mühlenpforte 4                                  | Fachwerkhaus Mühlenpforte 4                                  | Mühlenpforte 4 Lage                            | | 1826                                                             |       |
| Fachwerkhaus Mühlenpforte 5                                  | Fachwerkhaus Mühlenpforte 5                                  | Mühlenpforte 5 Lage                            | | 1781                                                             |       |
| Ehemaliger Wehrturm im Fachwerkhaus Mühlenpforte 6 eingebaut | Ehemaliger Wehrturm in Fachwerkhaus eingebaut Mühlenpforte 6 | Mühlenpforte 6 Lage                            | | 14. Jahrhundert (Turm), im 19. Jahrhundert in das Haus eingebaut |       |
| Fachwerkhaus Raiffeisenplatz 3                               | Fachwerkhaus Raiffeisenplatz 3                               | Raiffeisenplatz 3 LageFlur: 31, Flurstück: 159 | | 16. Jahrhundert                                                  |       |
| Fachwerkhaus Untergasse 3                                    | Fachwerkhaus Untergasse 3                                    | Untergasse 3 Lage                              | | 17. Jahrhundert                                                  |       |
| Bild gesucht BW                                              | Fachwerkhaus Untergasse 4                                    | Untergasse 4 Lage                              | | Mitte des 16. Jahrhunderts                                       |       |
| Fachwerkhaus Untergasse 5                                    | Fachwerkhaus Untergasse 5                                    | Untergasse 5 Lage                              | | Frühes 16. Jahrhundert                                           |       |
| Fachwerkhaus Untergasse 6                                    | Fachwerkhaus Untergasse 6                                    | Untergasse 6 Lage                              | | Mitte des 16. Jahrhunderts                                       |       |
| Fachwerkhaus Untergasse 7                                    | Fachwerkhaus Untergasse 7                                    | Untergasse 7 Lage                              | | 1589                                                             |       |
| Fachwerkhaus Untergasse 8                                    | Fachwerkhaus Untergasse 8                                    | Untergasse 8 Lage                              | | Spätes 16. Jahrhundert                                           |       |
| Fachwerkhaus Untergasse 9                                    | Fachwerkhaus Untergasse 9                                    | Untergasse 9 Lage                              | | Mittleres 16. Jahrhundert                                        |       |
| Fachwerkhaus Untergasse 11                                   | Fachwerkhaus Untergasse 11                                   | Untergasse 11 Lage                             | | Spätes 18. Jahrhundert                                           |       |
| Fachwerkhaus Untergasse 20                                   | Fachwerkhaus Untergasse 20                                   | Untergasse 20 Lage                             | | Spätes 17. Jahrhundert                                           |       |
| Fachwerkhaus Untergasse 27                                   | Fachwerkhaus Untergasse 27                                   | Untergasse 27 Lage                             | | Mitte des 18. Jahrhunderts                                       |       |
| Fachwerkhaus Untergasse 29                                   | Fachwerkhaus Untergasse 29                                   | Untergasse 29 Lage                             | | 16. Jahrhundert                                                  |       |
| Fachwerkhaus Untergasse 30                                   | Fachwerkhaus Untergasse 30                                   | Untergasse 30 Lage                             | | Spätes 17. Jahrhundert                                           |       |
| Fachwerkhaus Untergasse 34                                   | Fachwerkhaus Untergasse 34                                   | Untergasse 34 Lage                             | | Um 1600                                                          |       |
| Fachwerkhaus Untergasse 36                                   | Fachwerkhaus Untergasse 36                                   | Untergasse 36 Lage                             | | 17. Jahrhundert                                                  |       |
| Fachwerkhaus Untergasse 41                                   | Fachwerkhaus Untergasse 41                                   | Untergasse 41 Lage                             | | 1756                                                             |       |
| Fachwerkhaus Untergasse 51 und 51a                           | Fachwerkhaus Untergasse 51 und 51a                           | Untergasse 51 und 51a Lage                     | | 16. Jahrhundert                                                  |       |
| ein Teil der Stadtmauer von Neukirchen am Mauerweg           | Stadtmauer                                                   | Lage                                           | Türme und Tore im 19. Jahrhundert abgebrochen. Erhaltene Reste der Stadtmauer, teilweise von Häusern überbaut. | 14. Jahrhundert; 1369                                            |       |

Denkmäler der Gesamtanlage historischer Ortskern ohne eigenen Eintrag in der Topographie
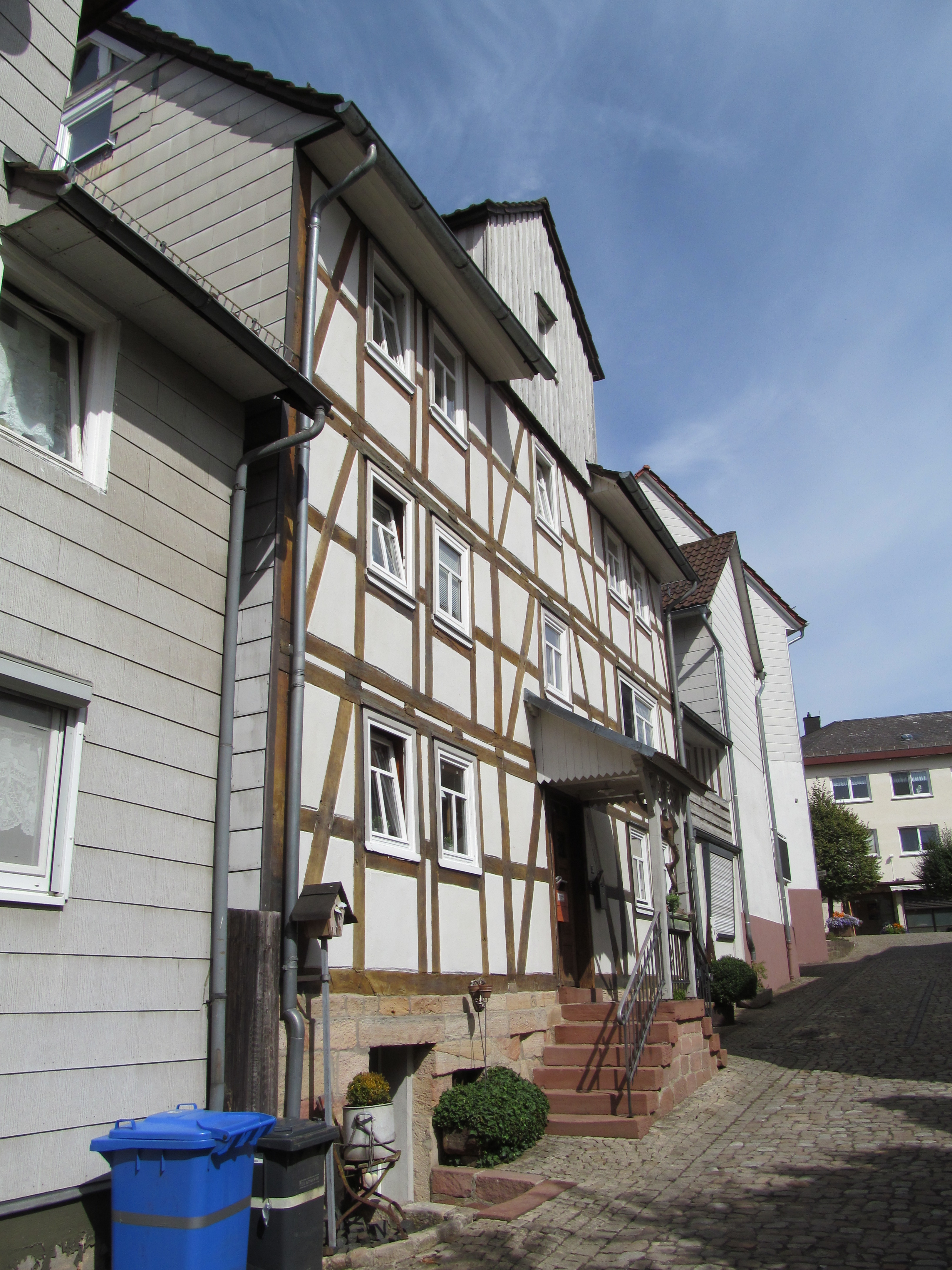
Blaufärbergasse 2
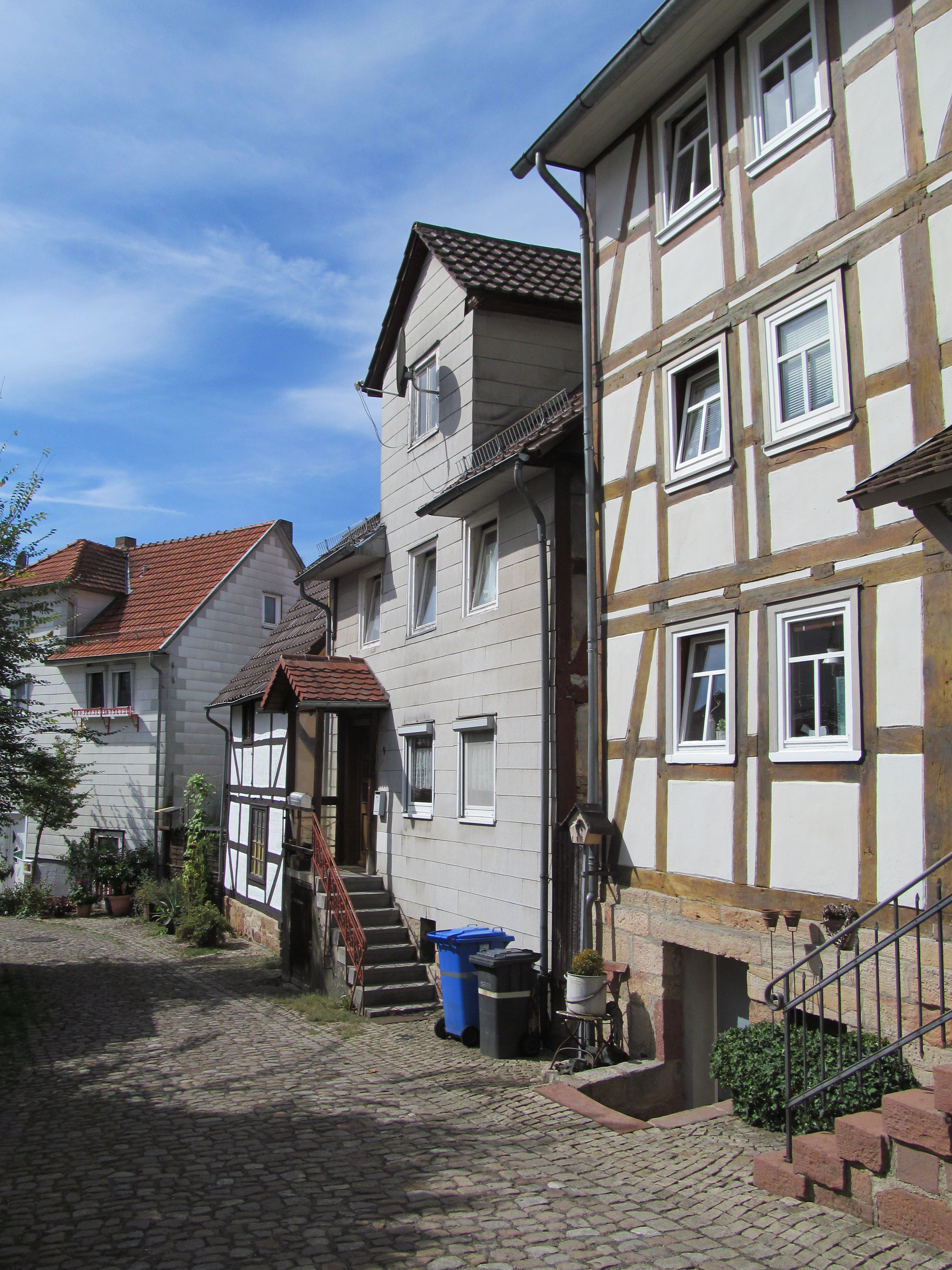
Blaufärbergasse 4
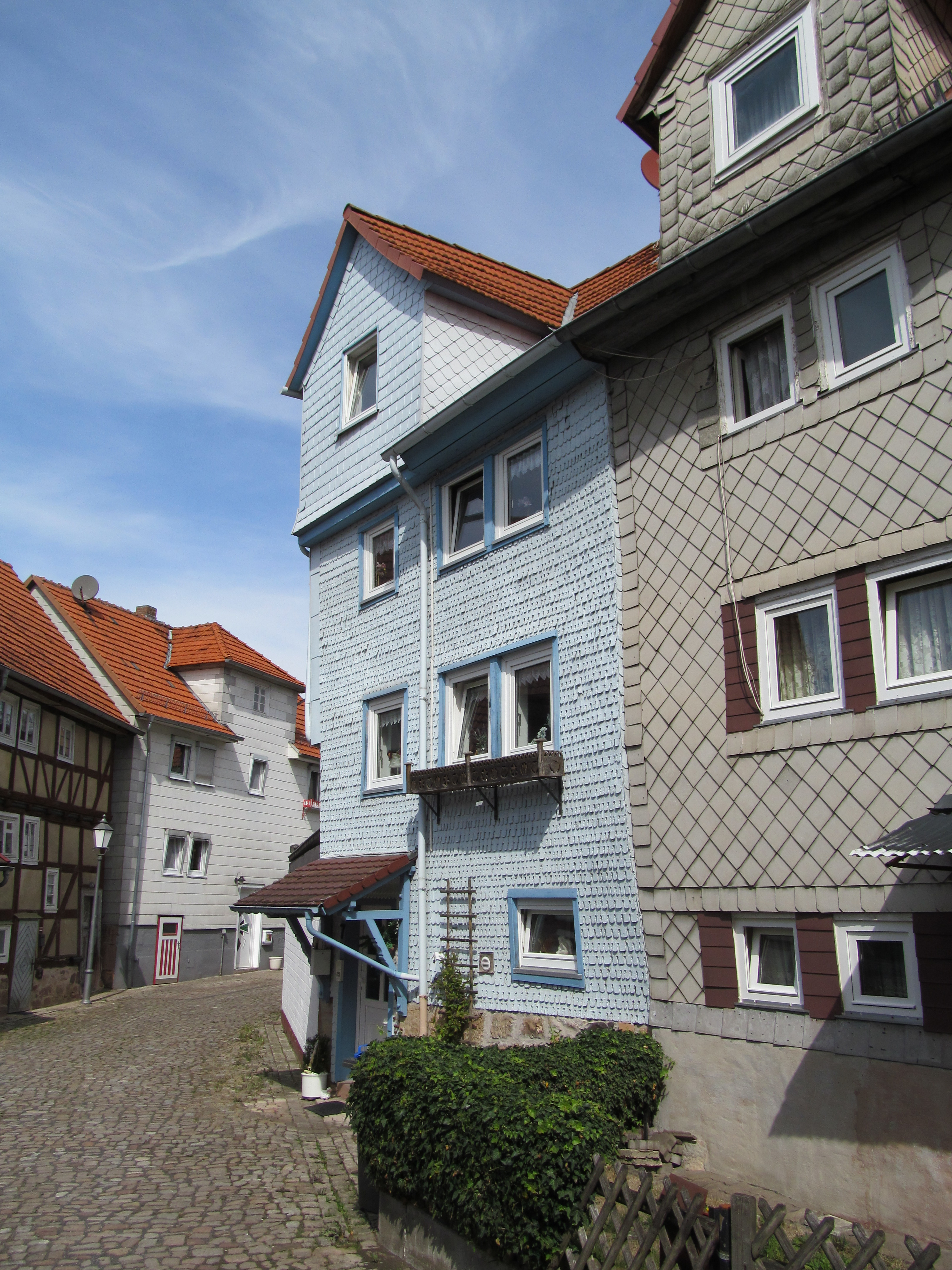
Blaufärbergasse 7
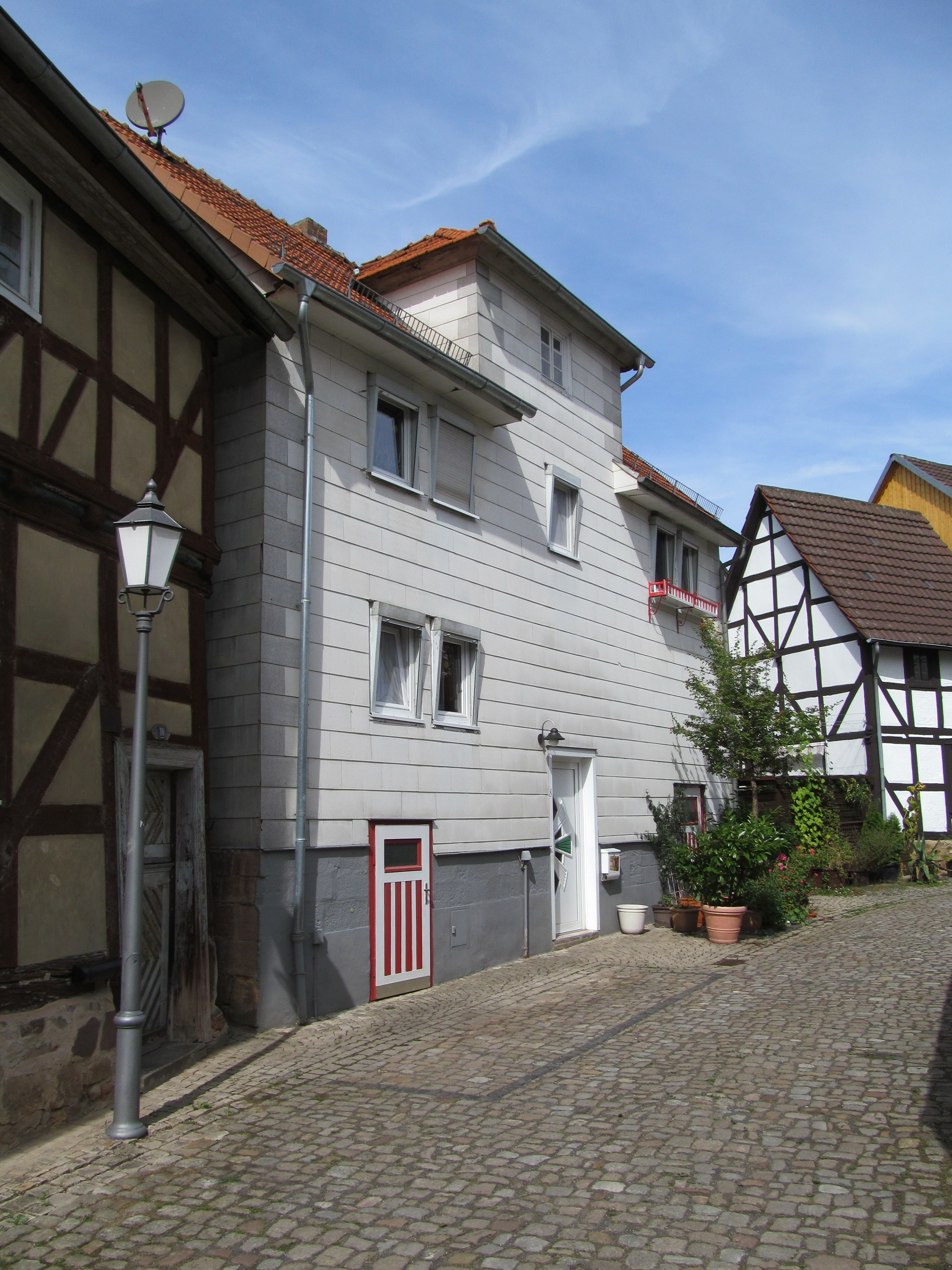
Blaufärbergasse 8
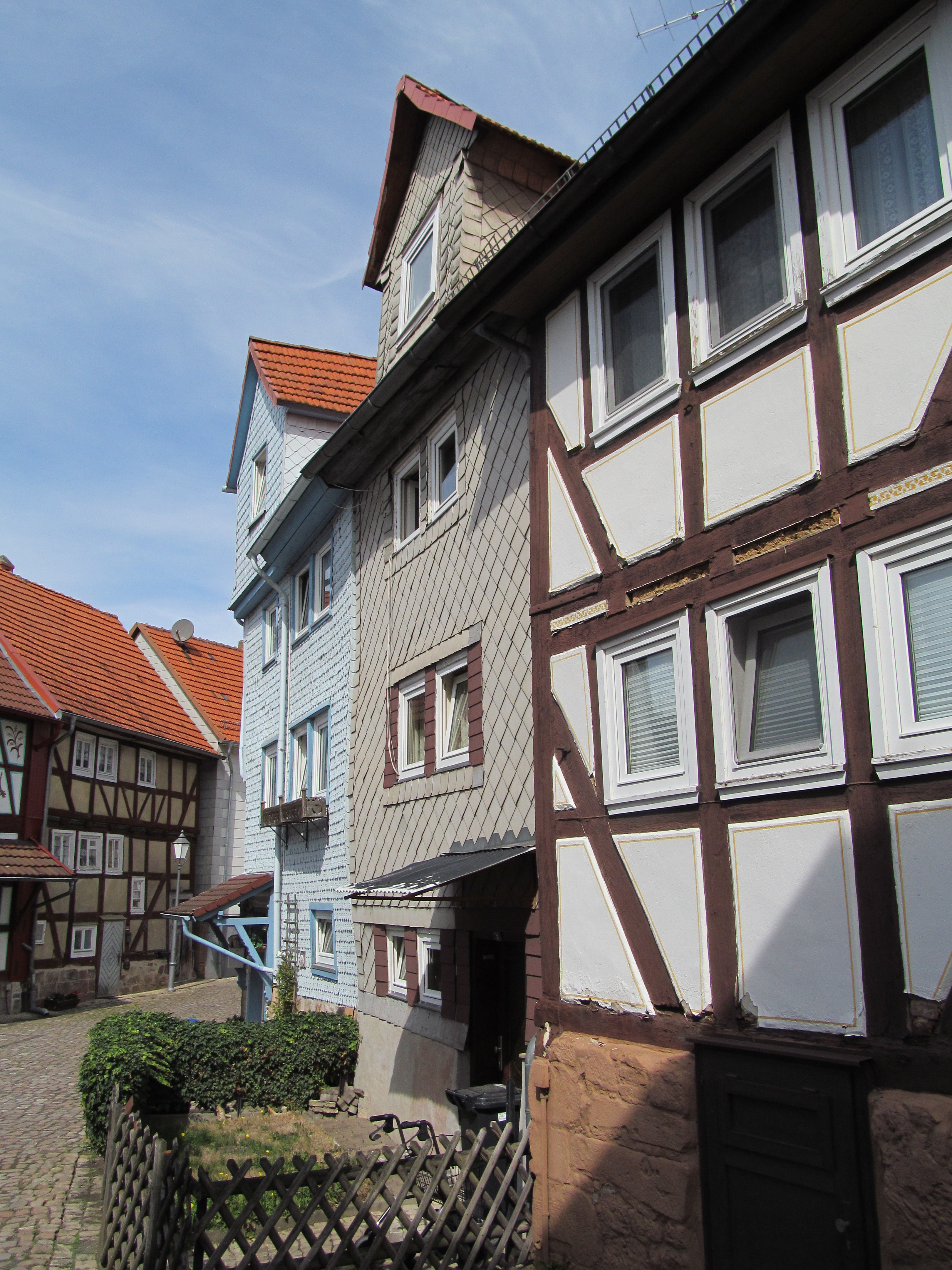
Blaufärbergasse 9
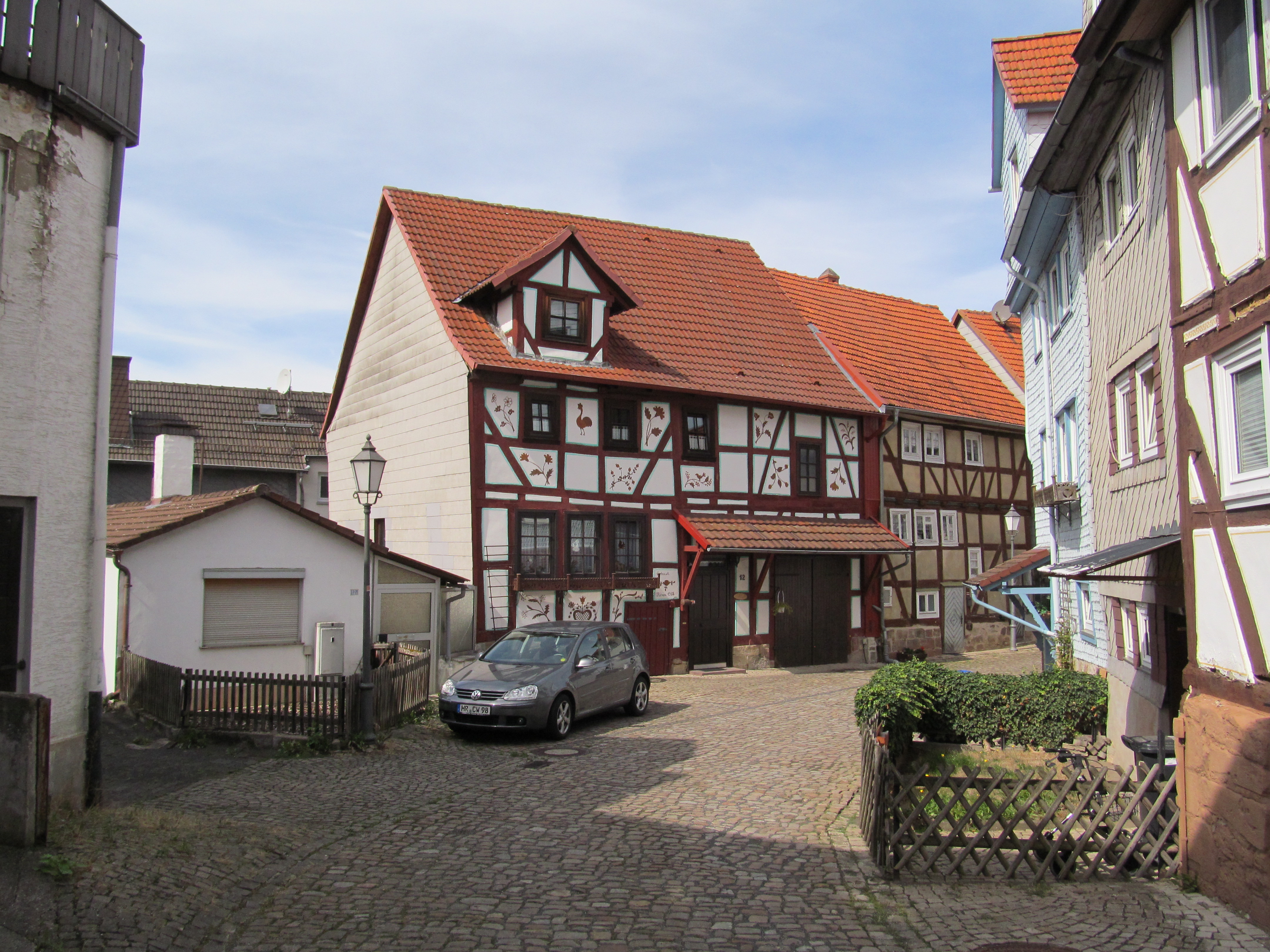
Blaufärbergasse 12
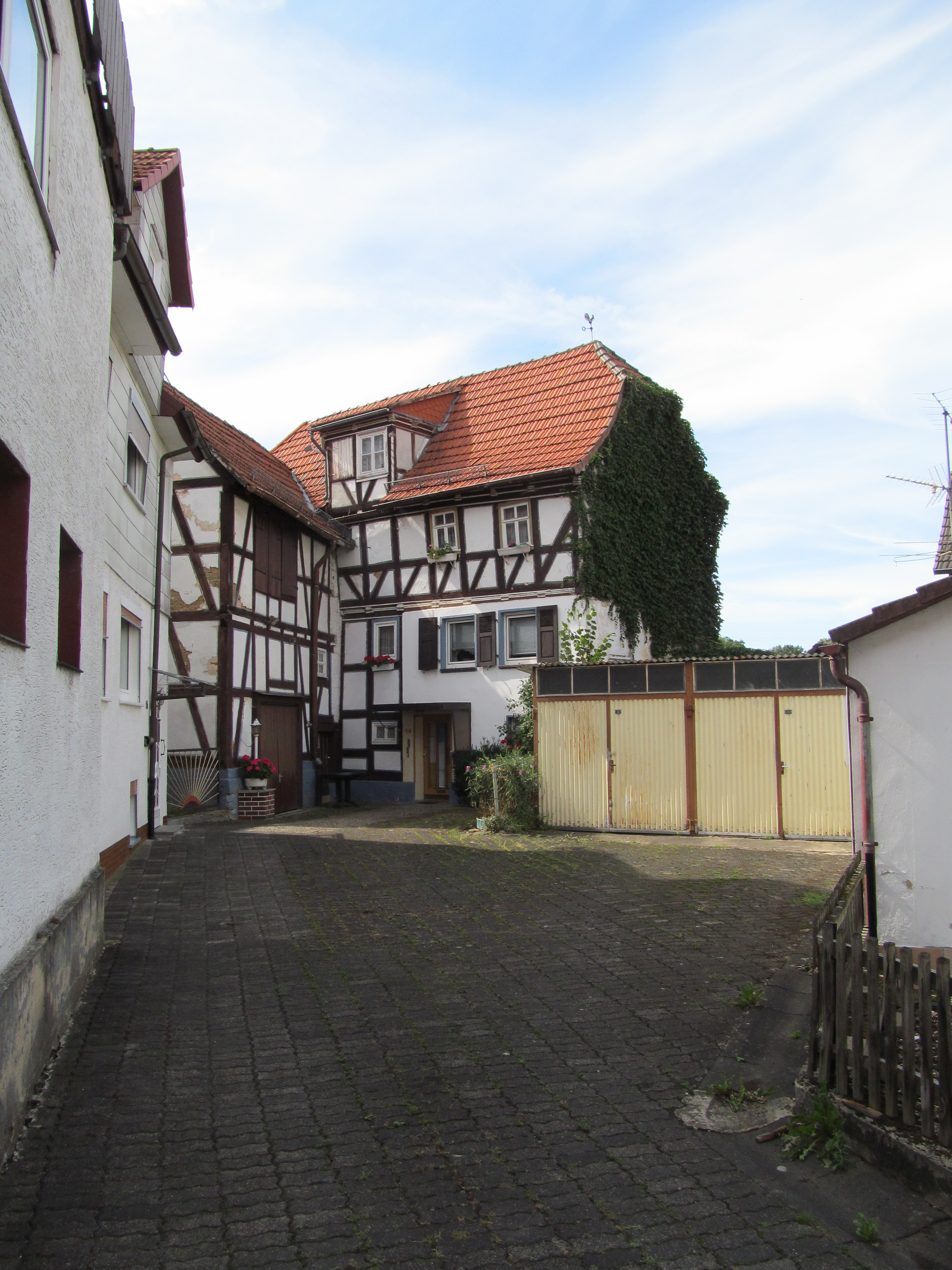
Blaufärbergasse 14
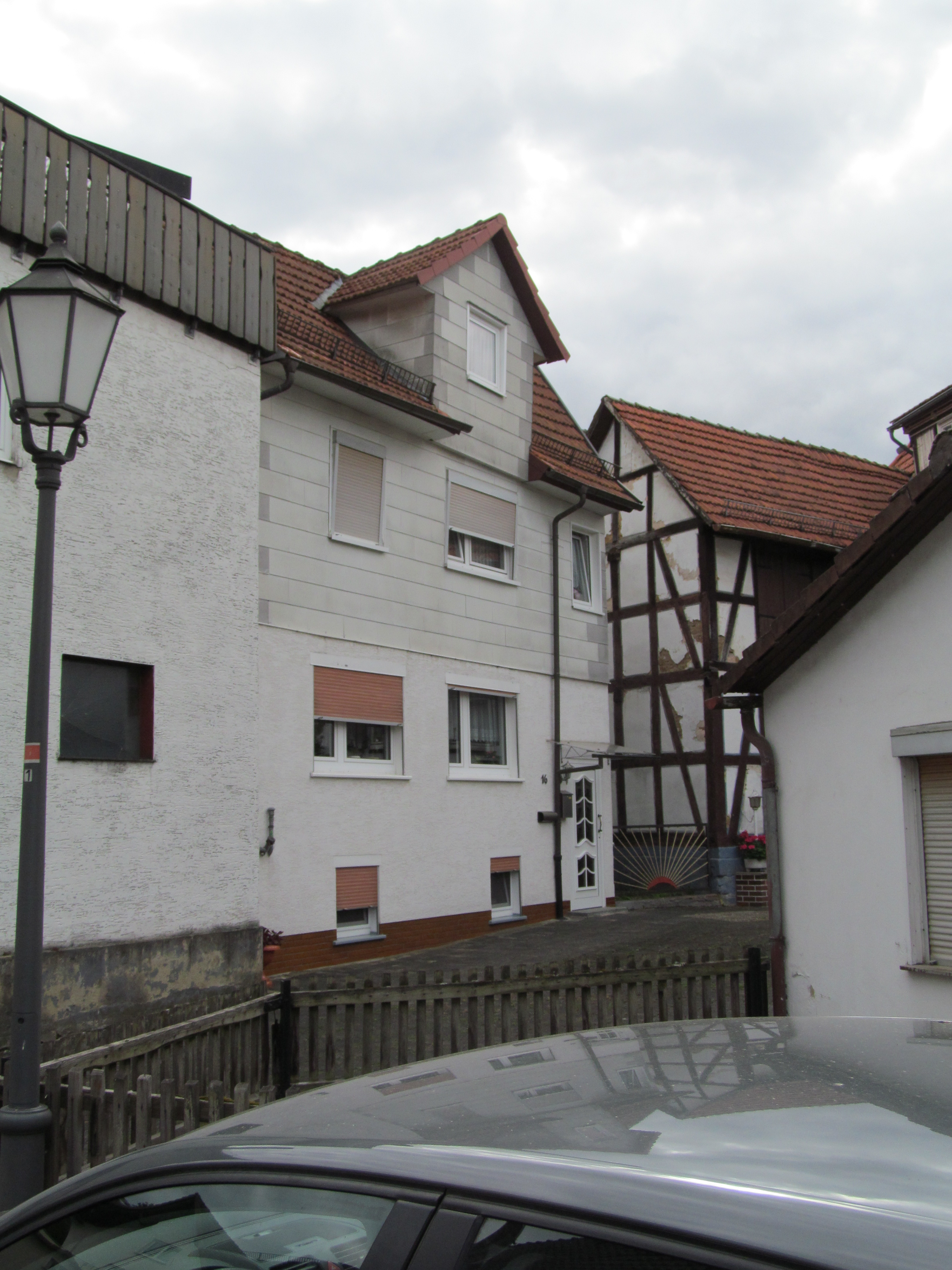
Blaufärbergasse 16
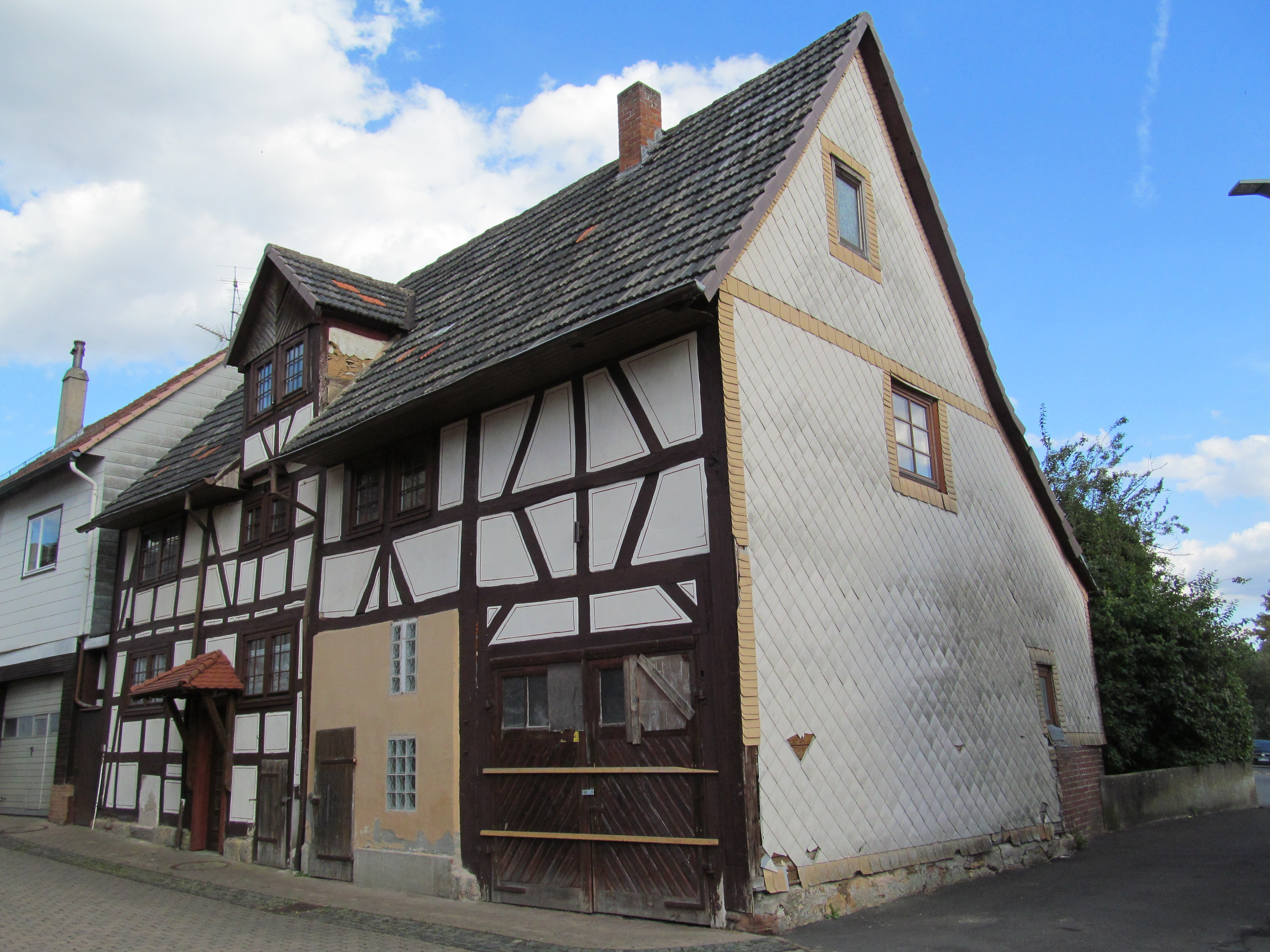
Bleicherweg 1
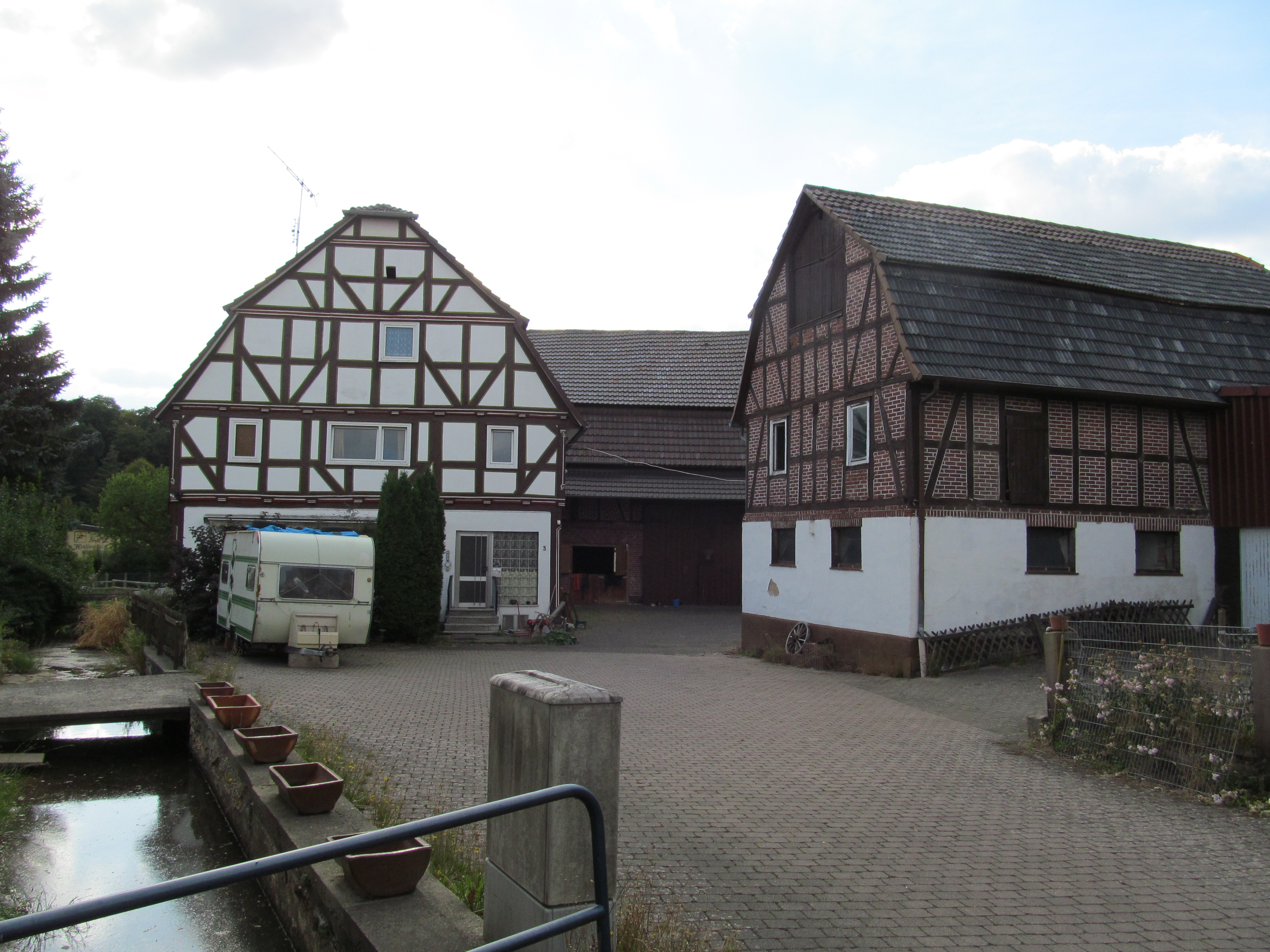
Bleicherweg 3
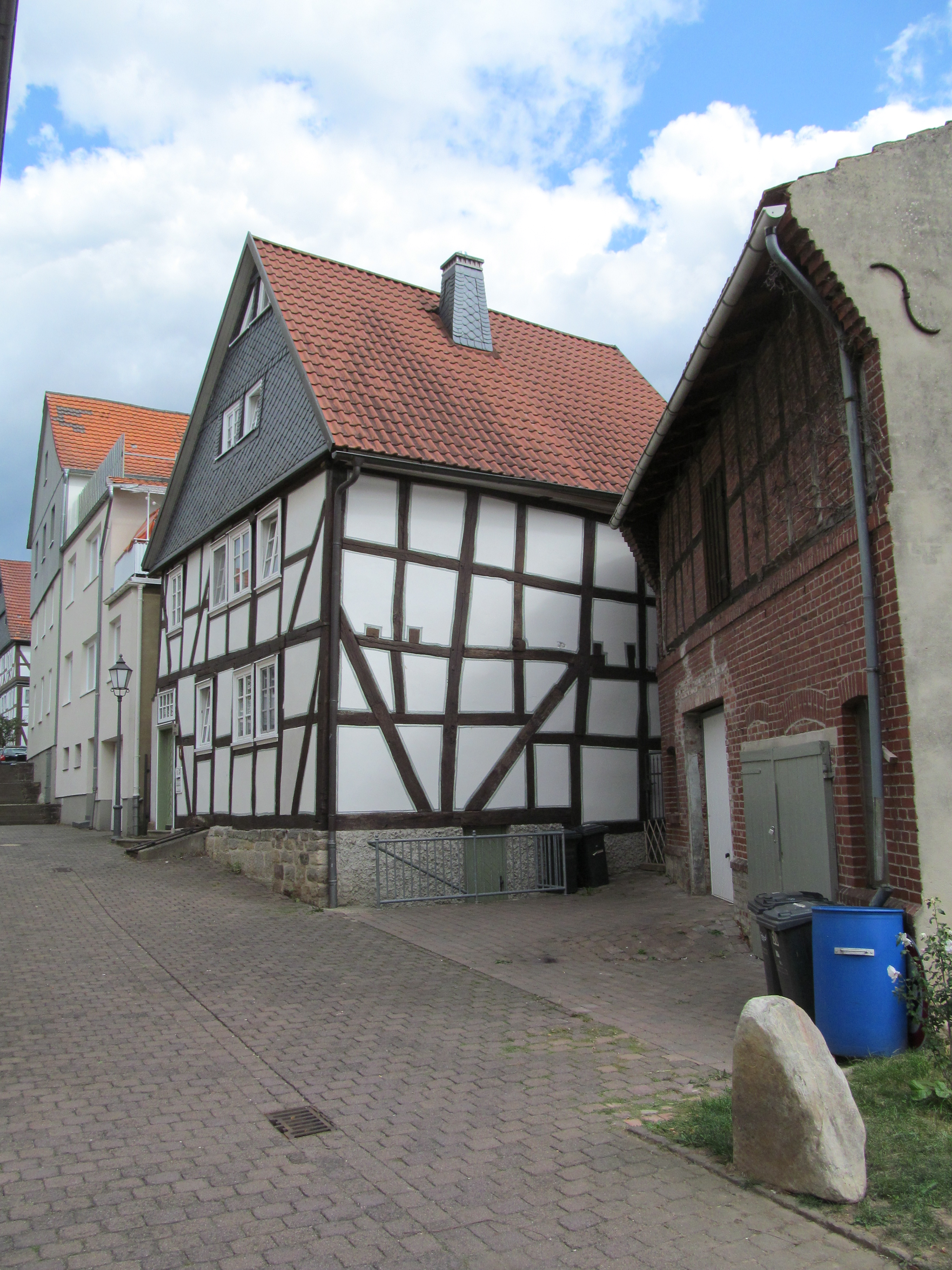
Brauhausgasse 1
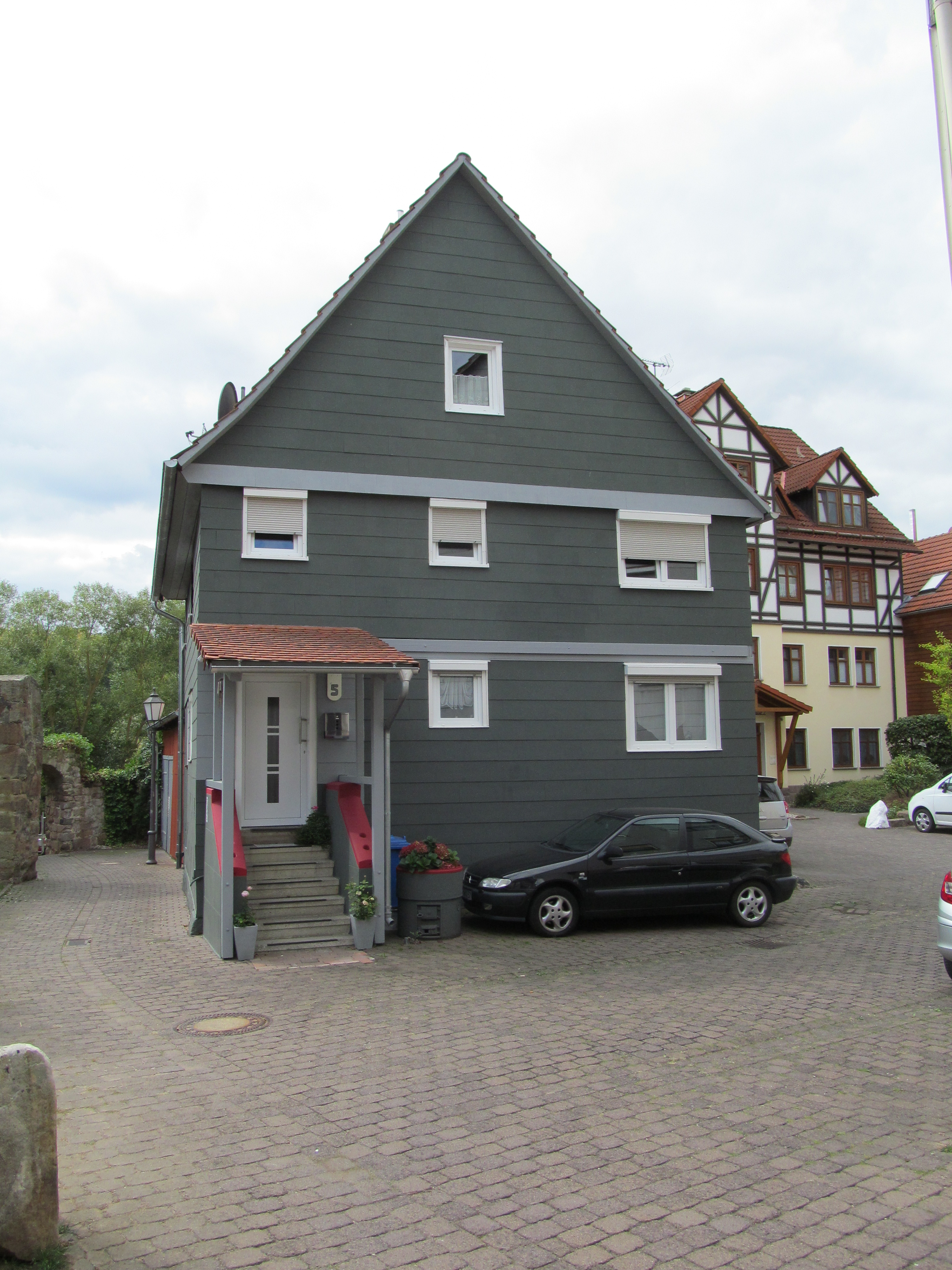
Brauhausgasse 5
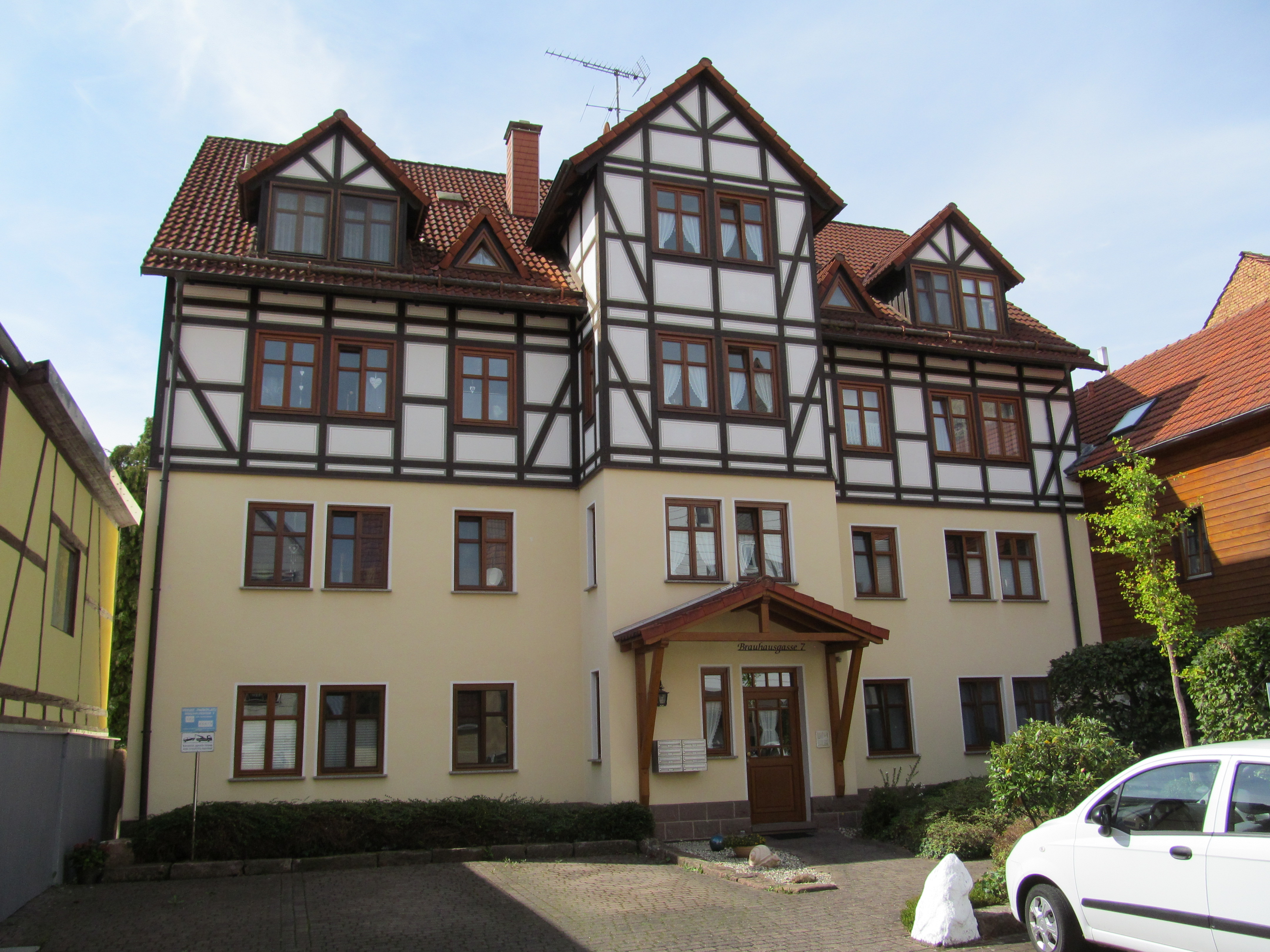
Brauhausgasse 7
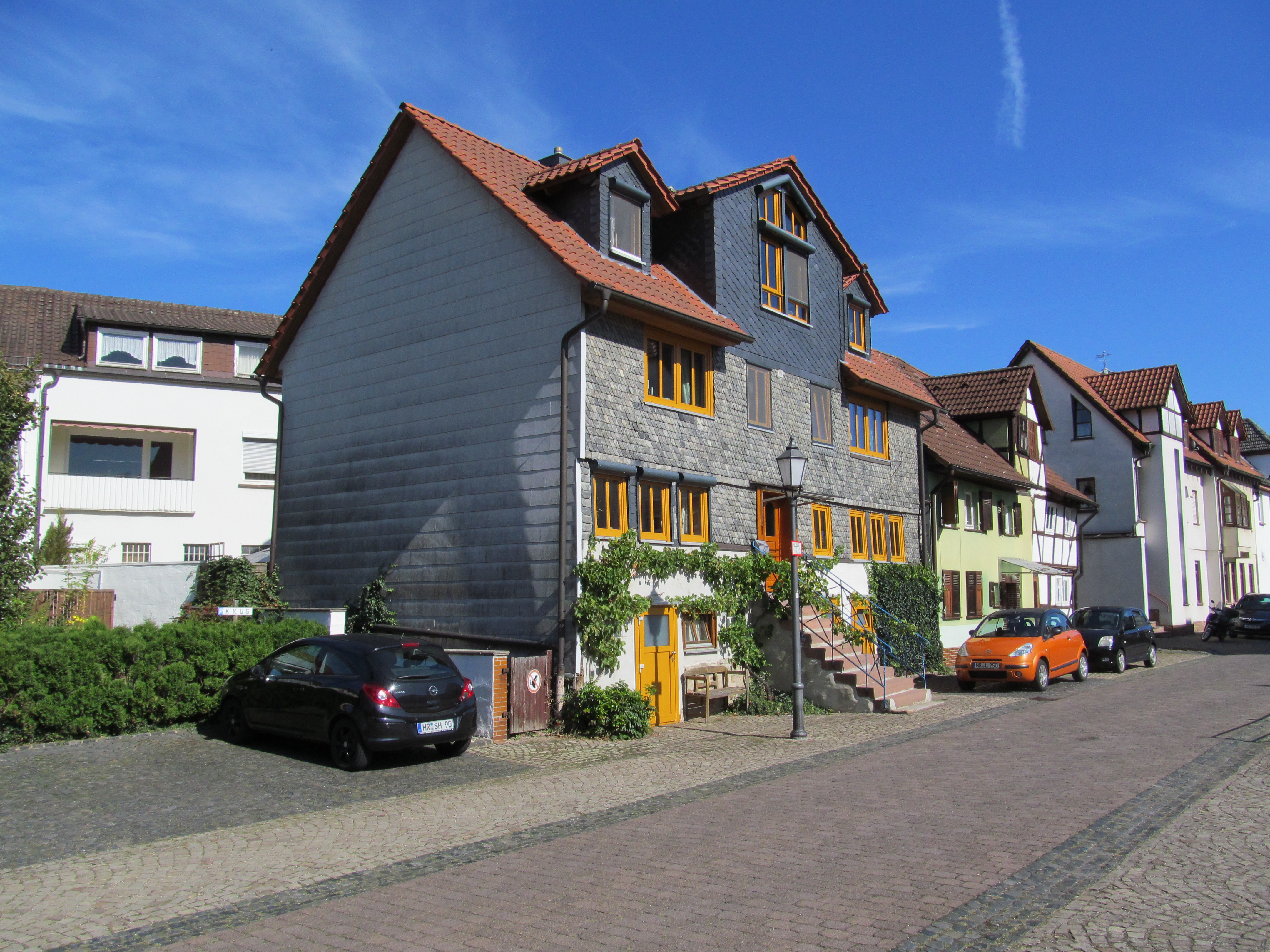
Burgtorgasse 8
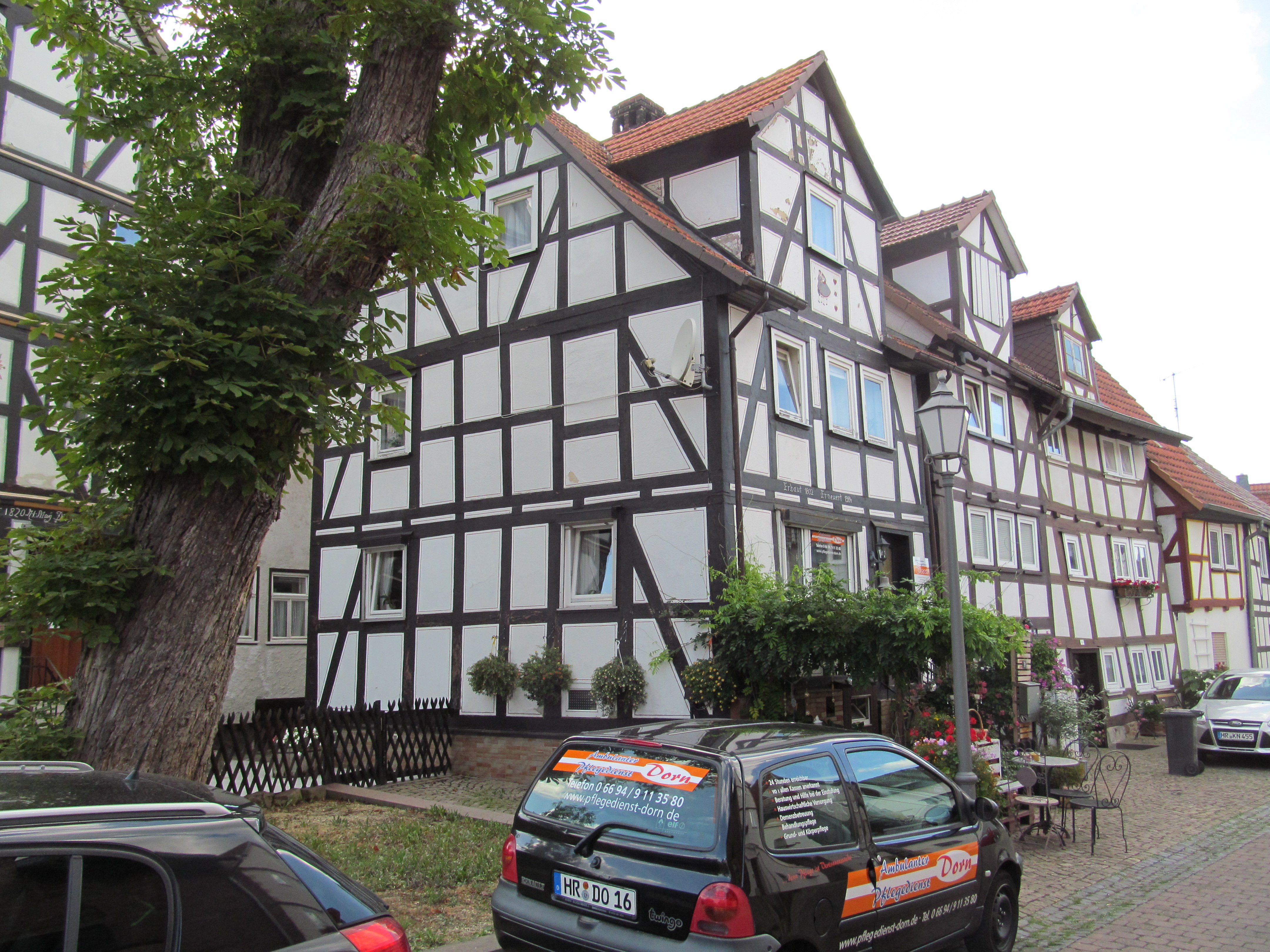
Burgtorgasse 11
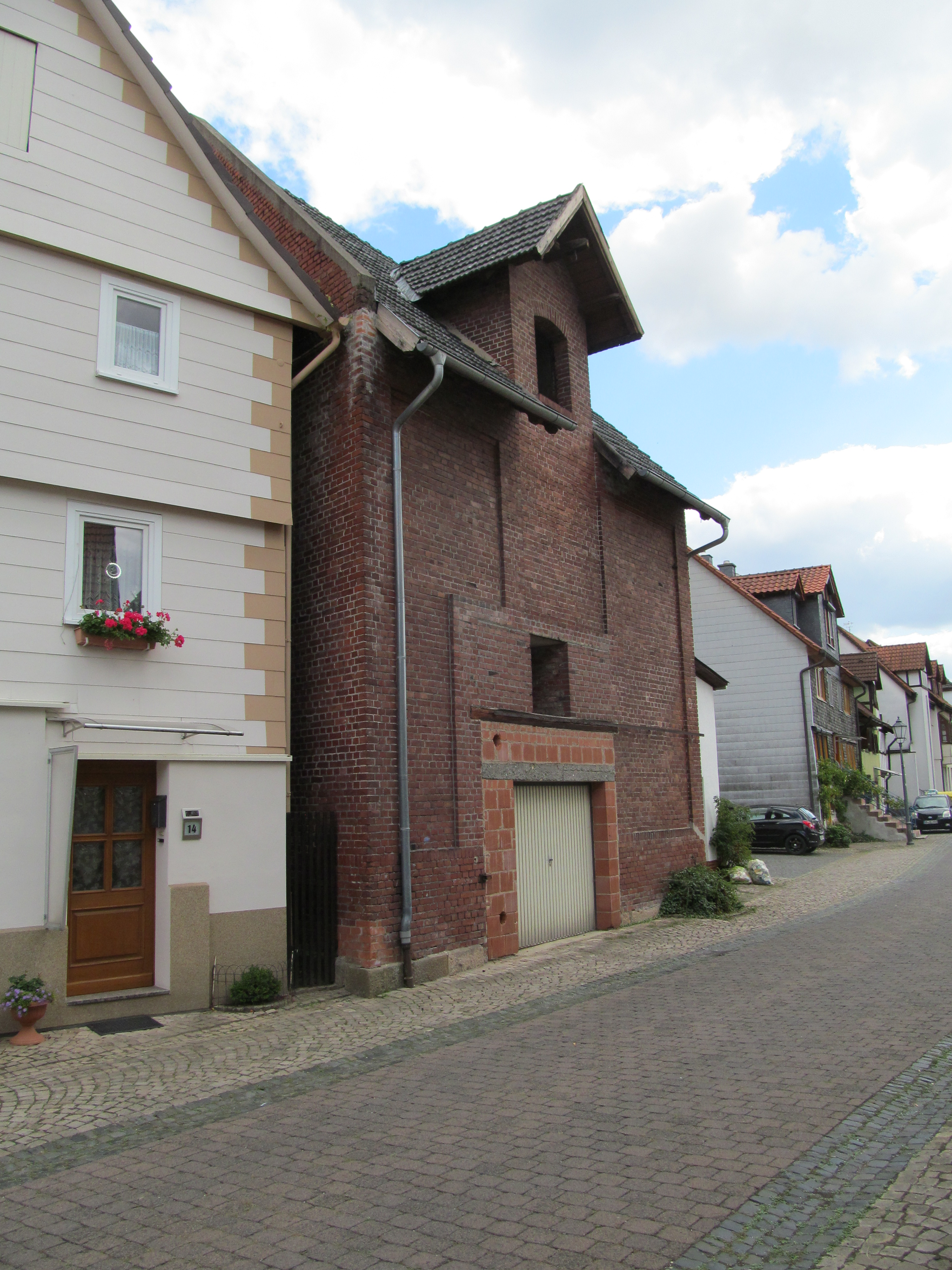
Burgtorgasse 12
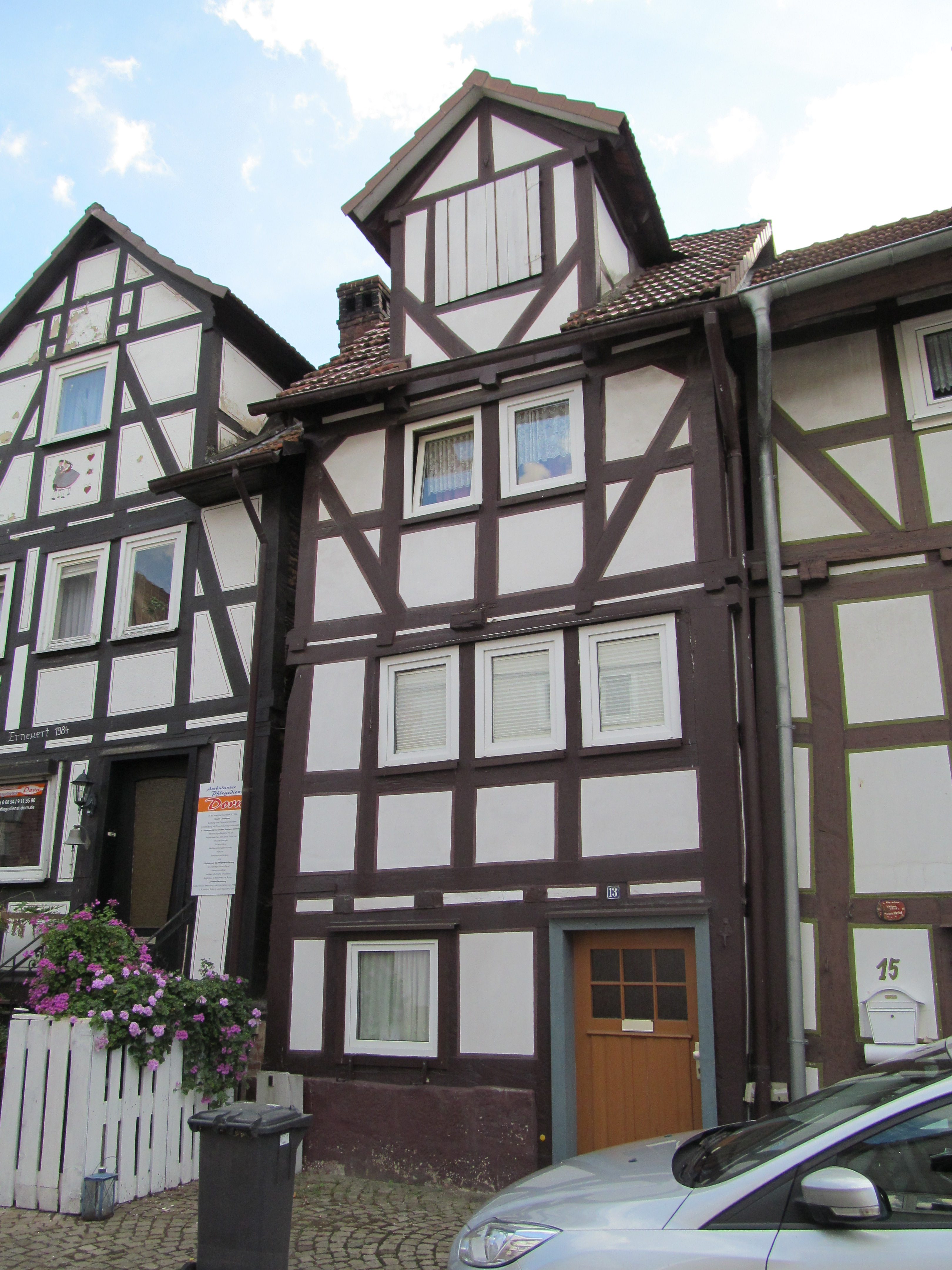
Burgtorgasse 13
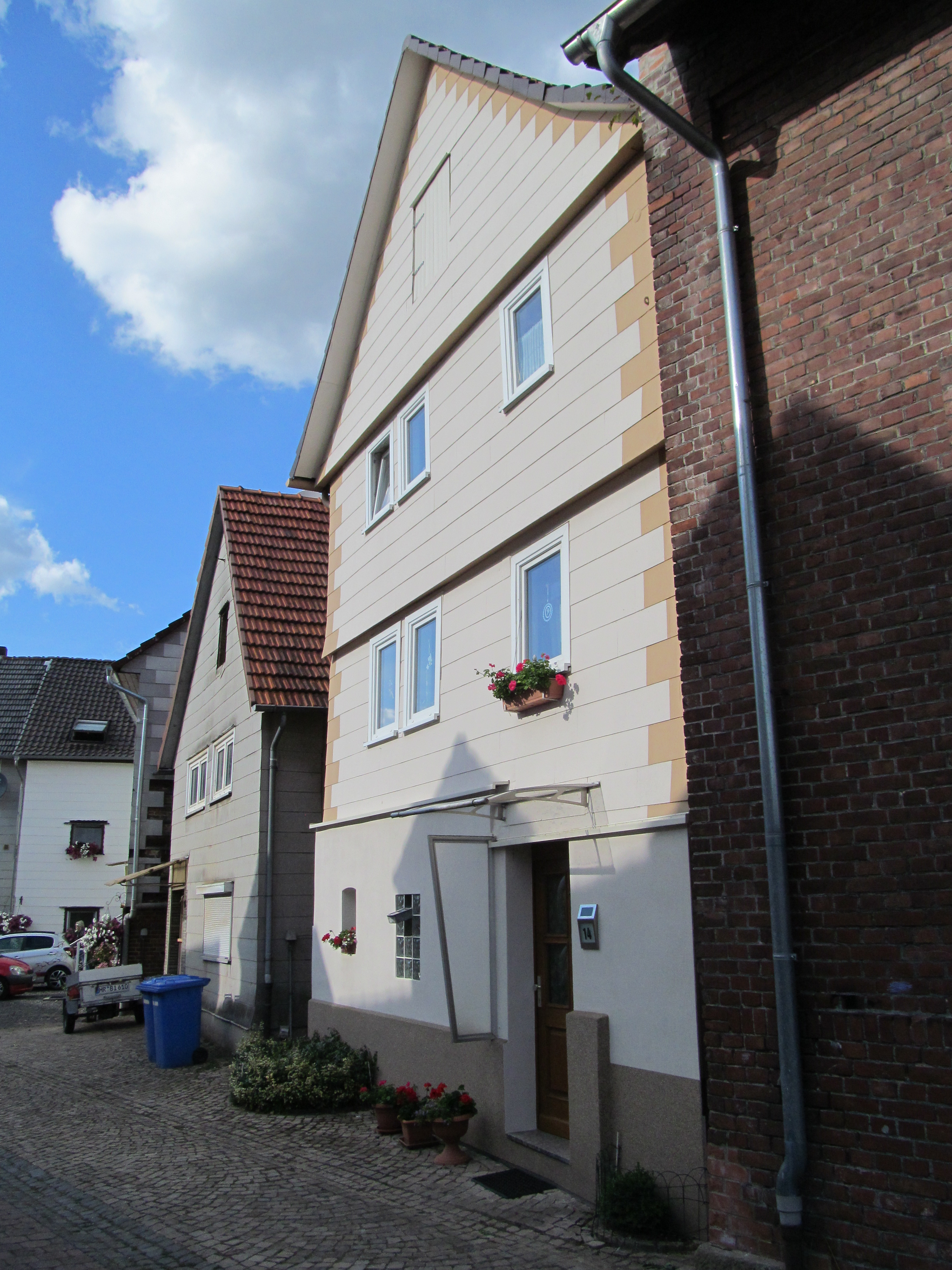
Burgtorgasse 14
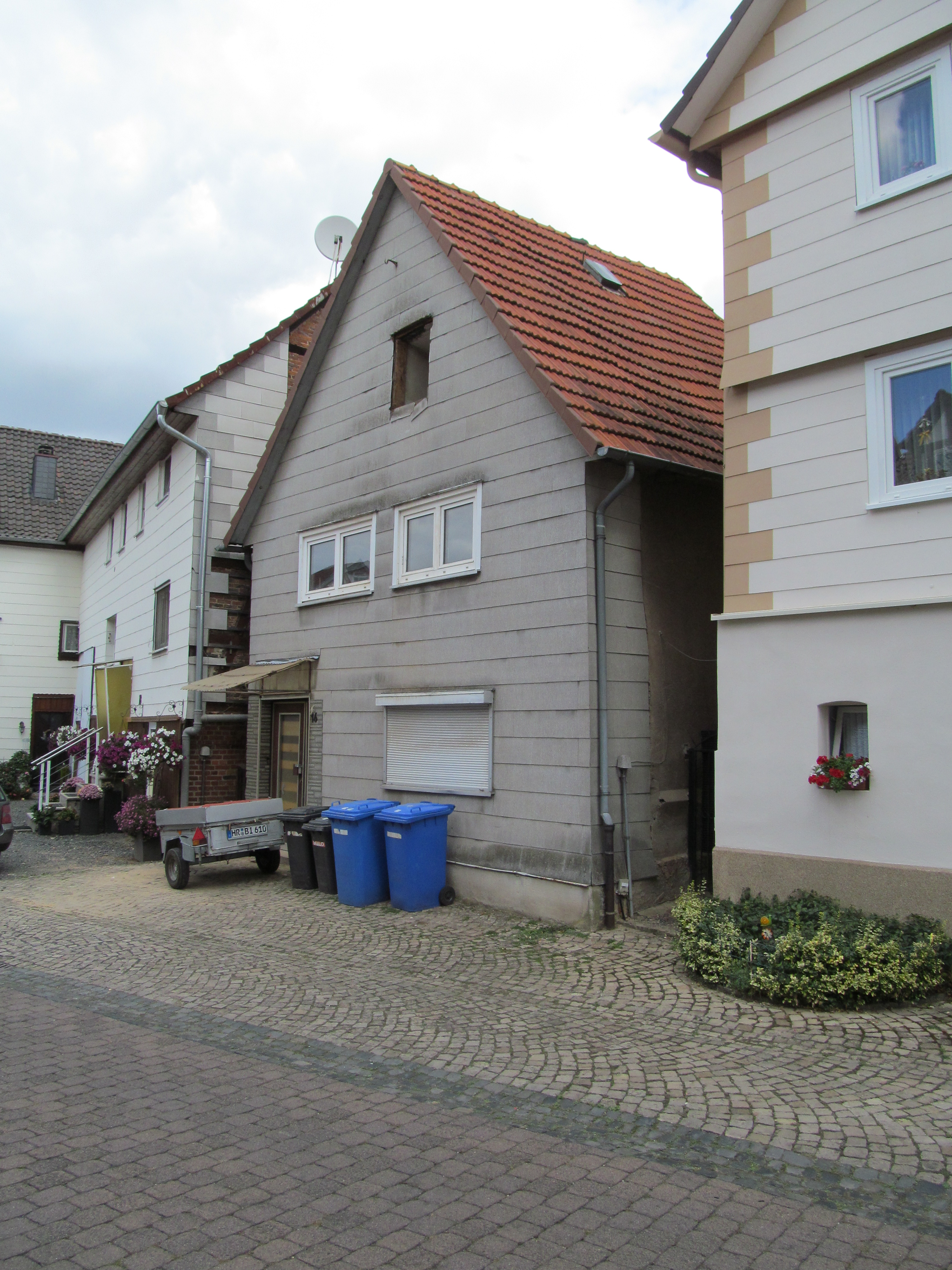
Burgtorgasse 16
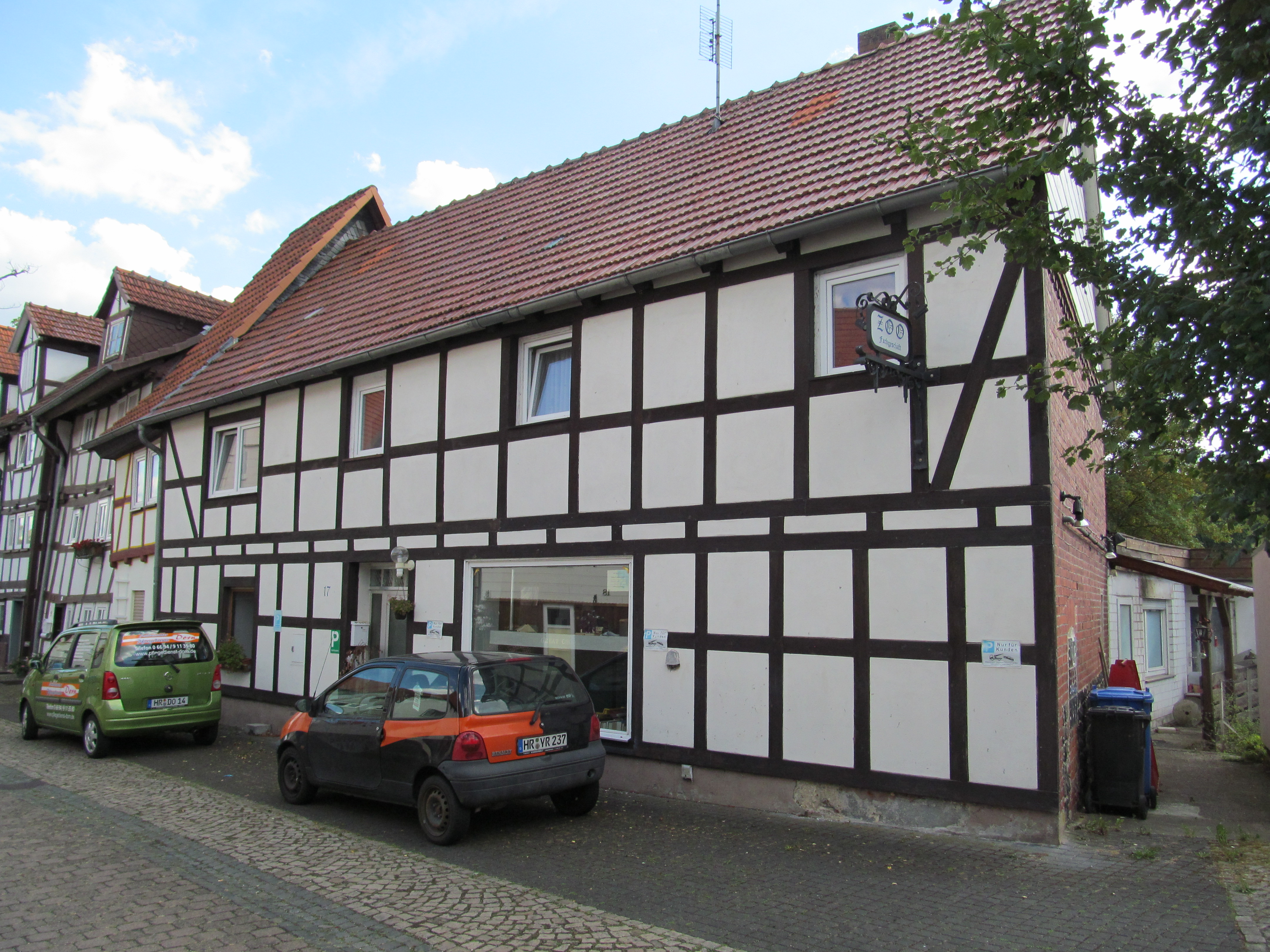
Burgtorgasse 17
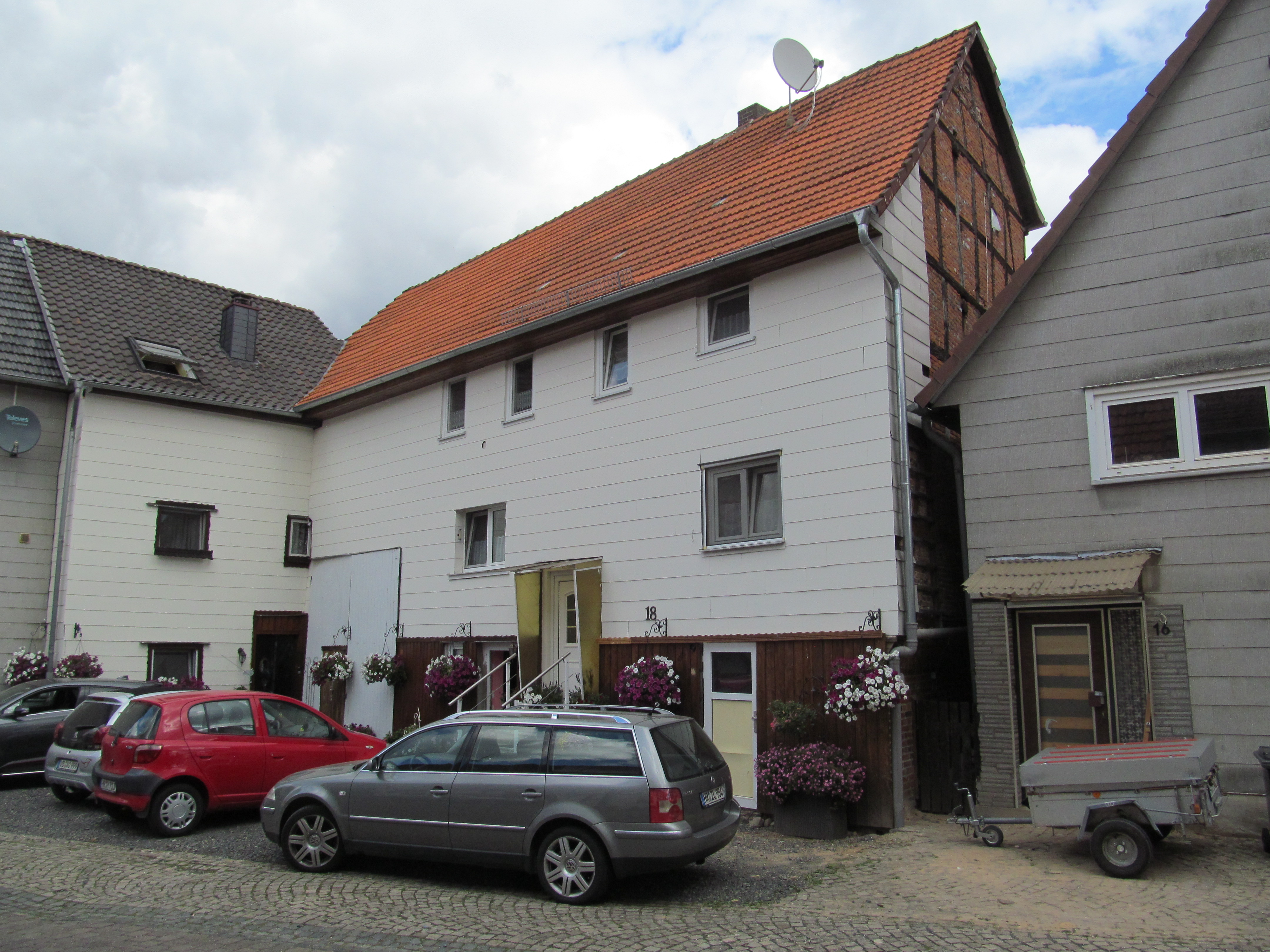
Burgtorgasse 18
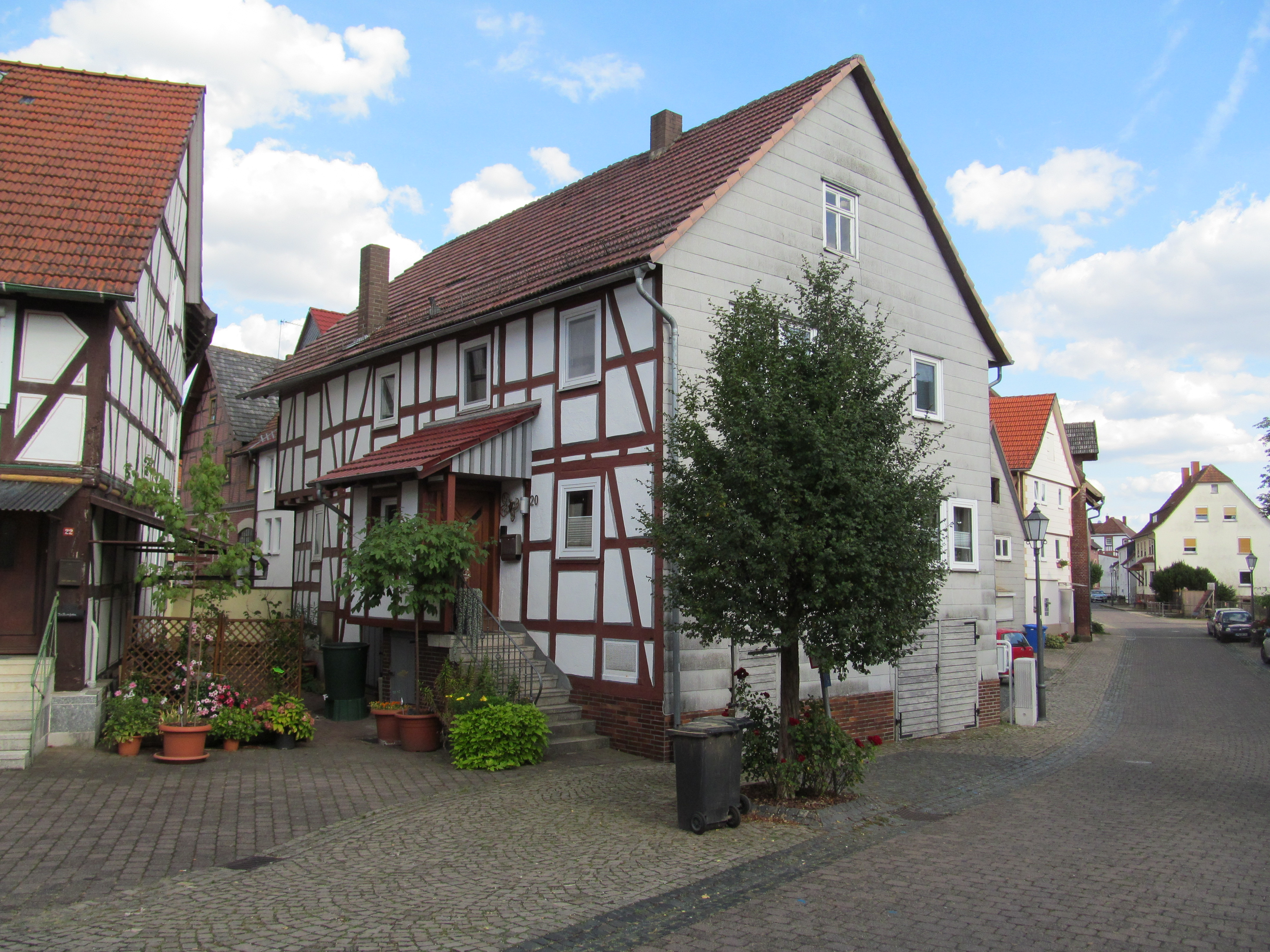
Burgtorgasse 20
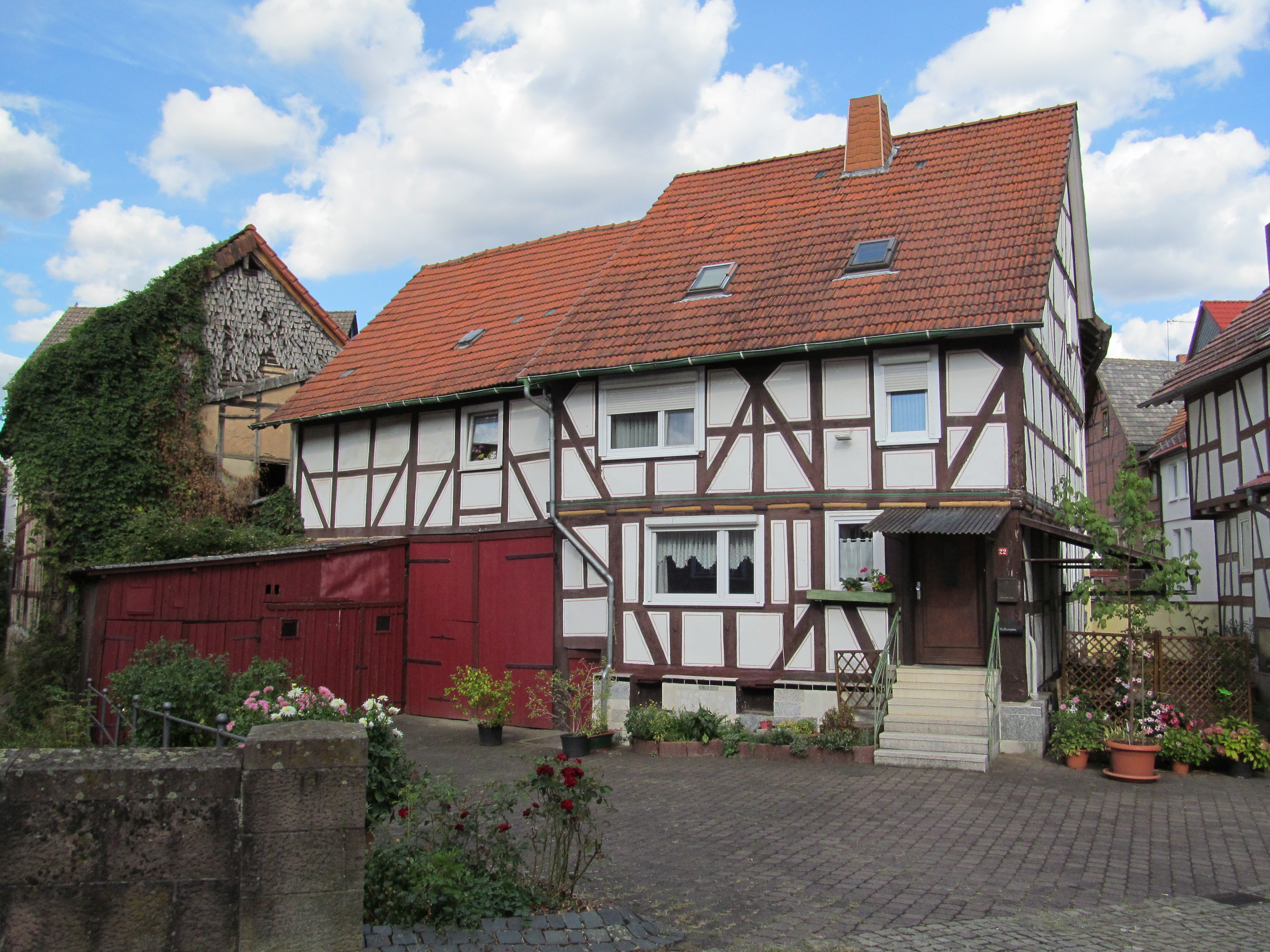
Burgtorgasse 22
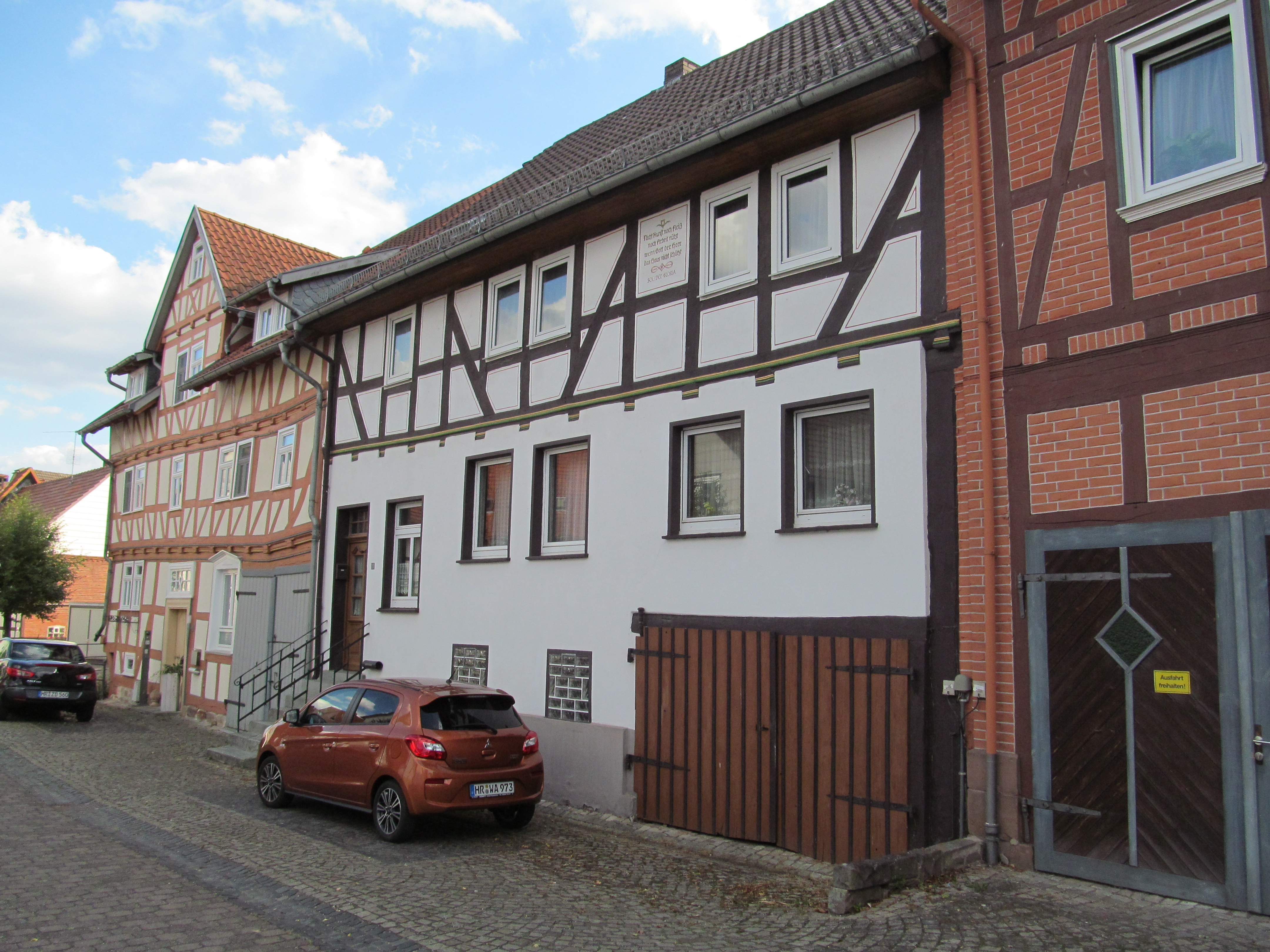
Burgtorgasse 23
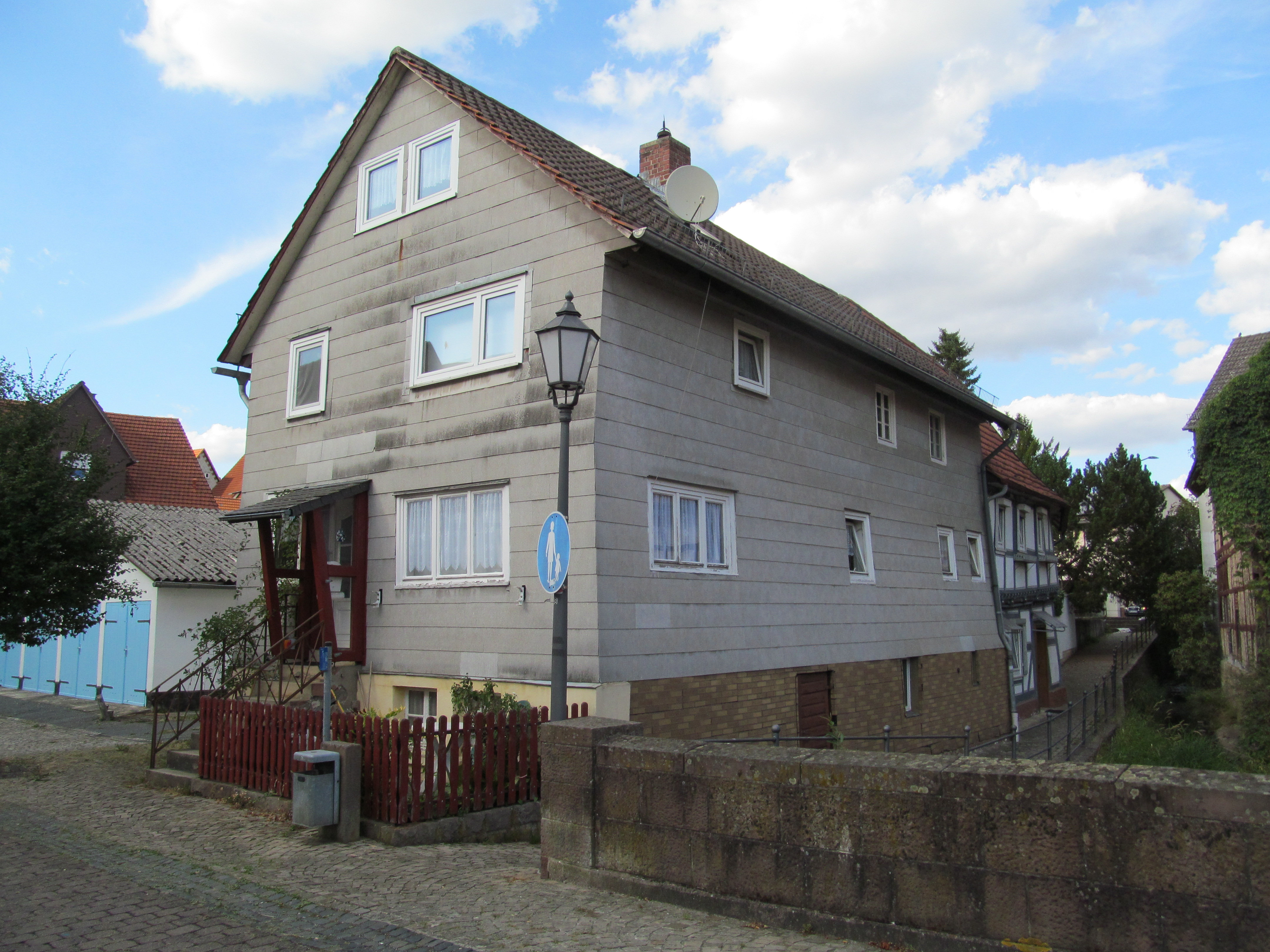
Burgtorgasse 24
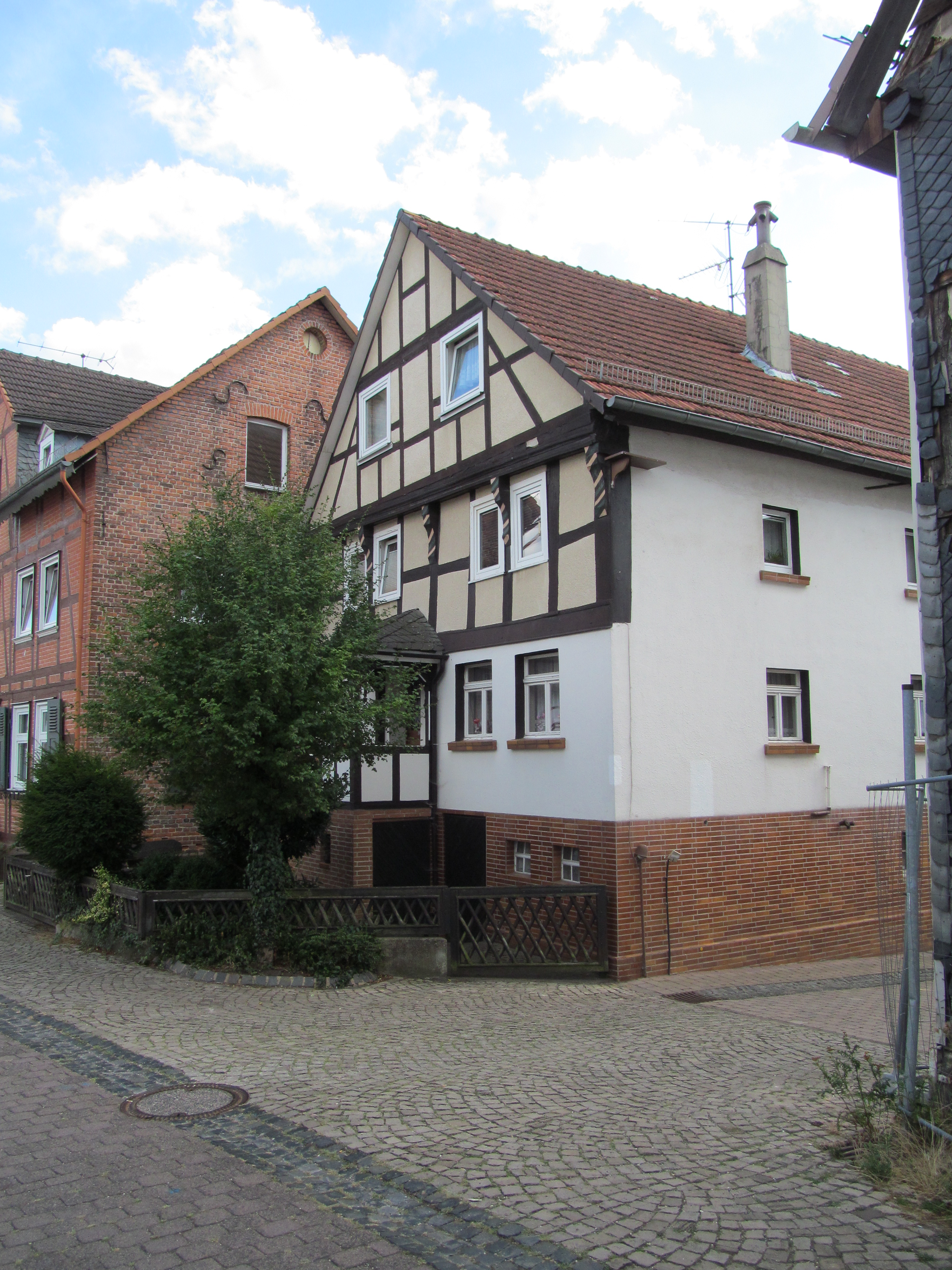
Burgtorgasse 27
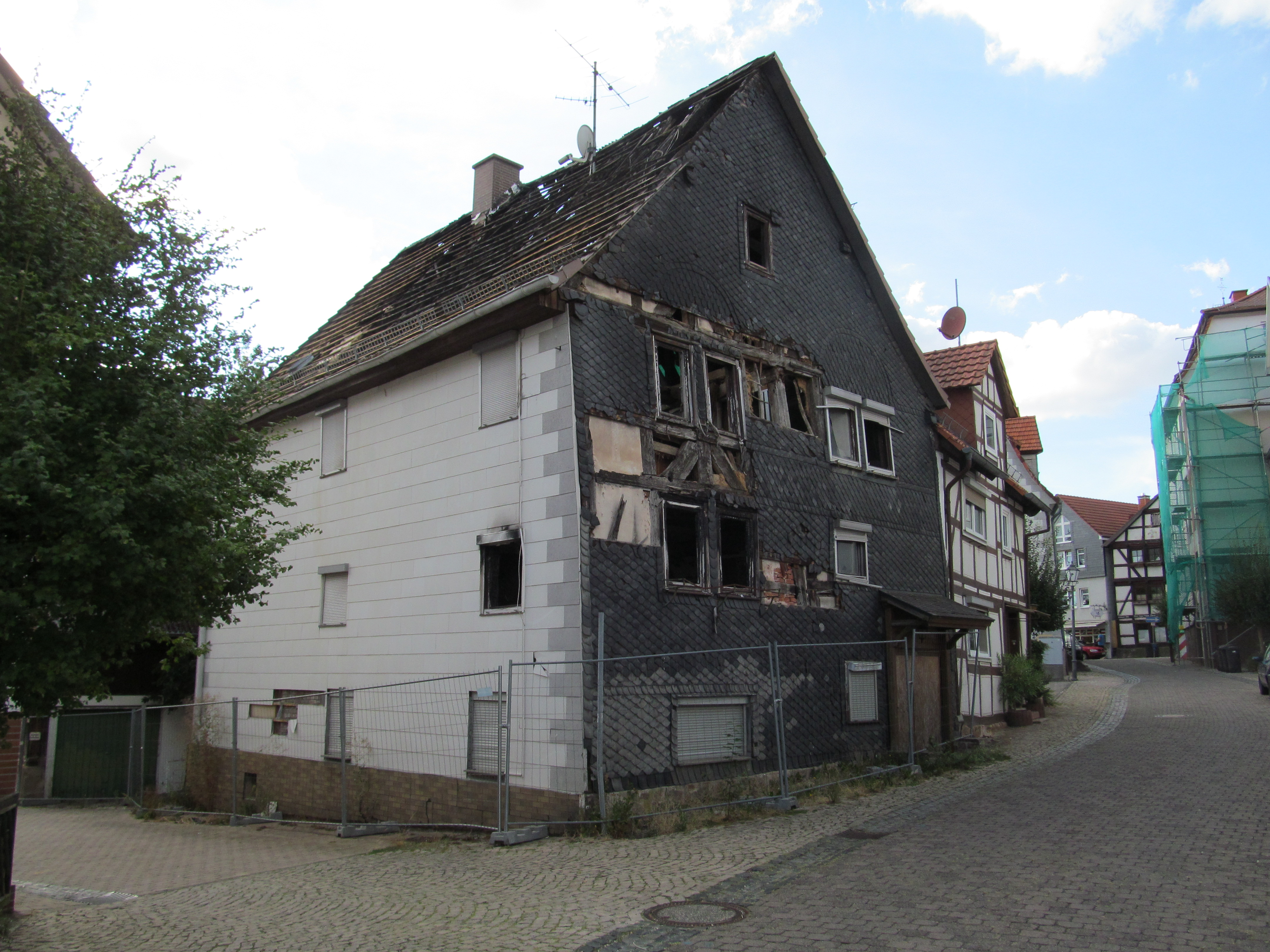
Burgtorgasse 29
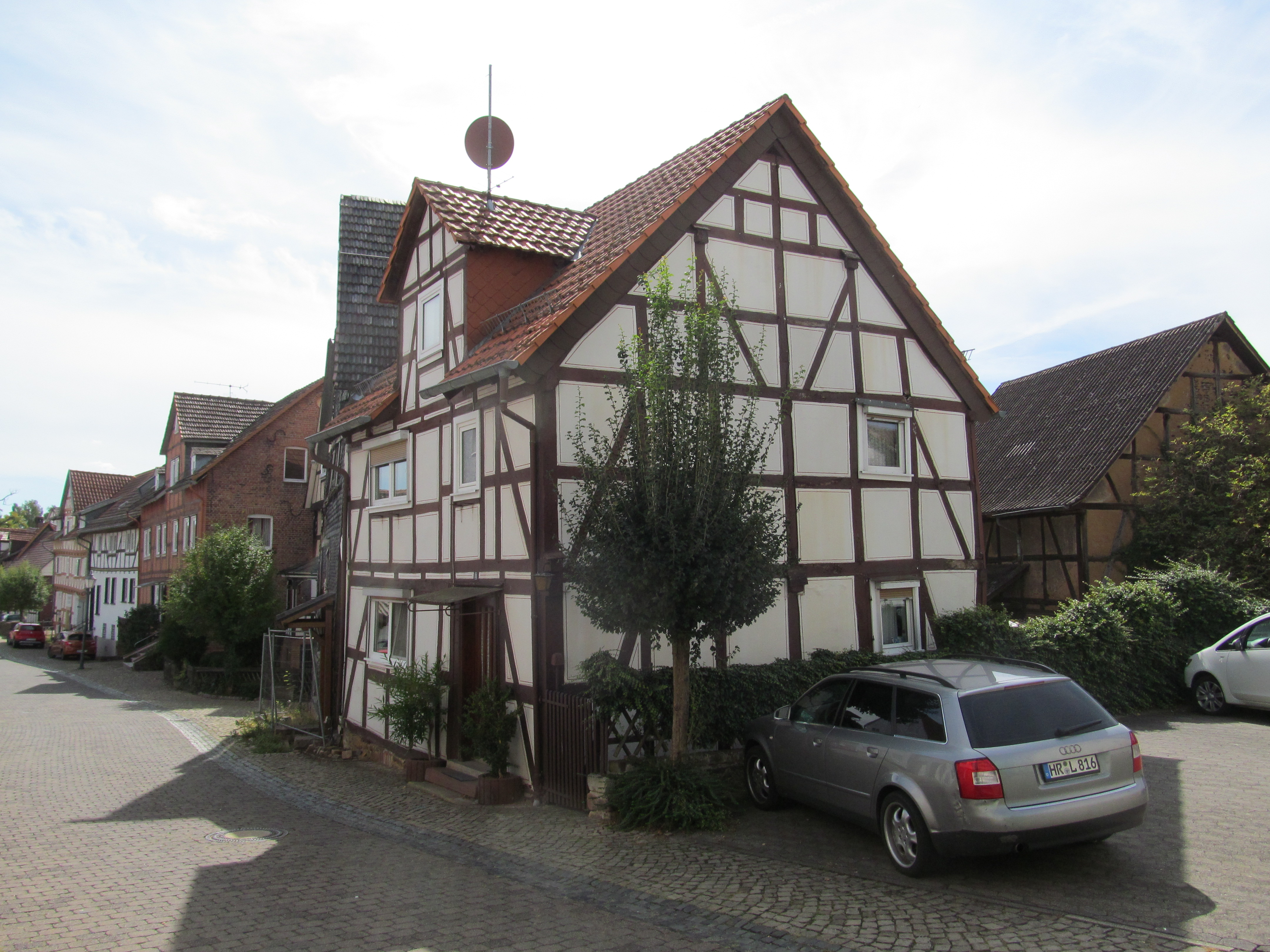
Burgtorgasse 31
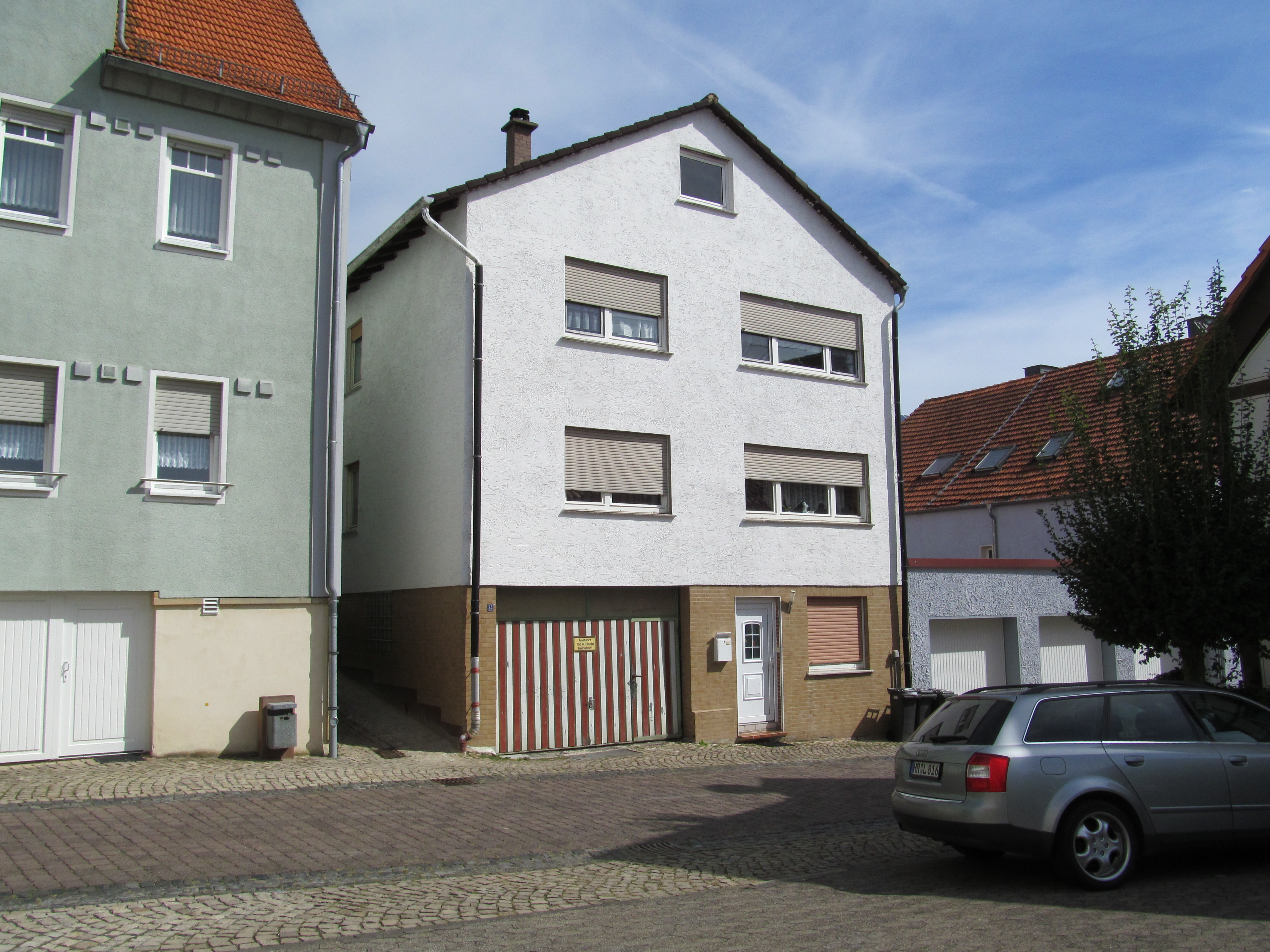
Burgtorgasse 34
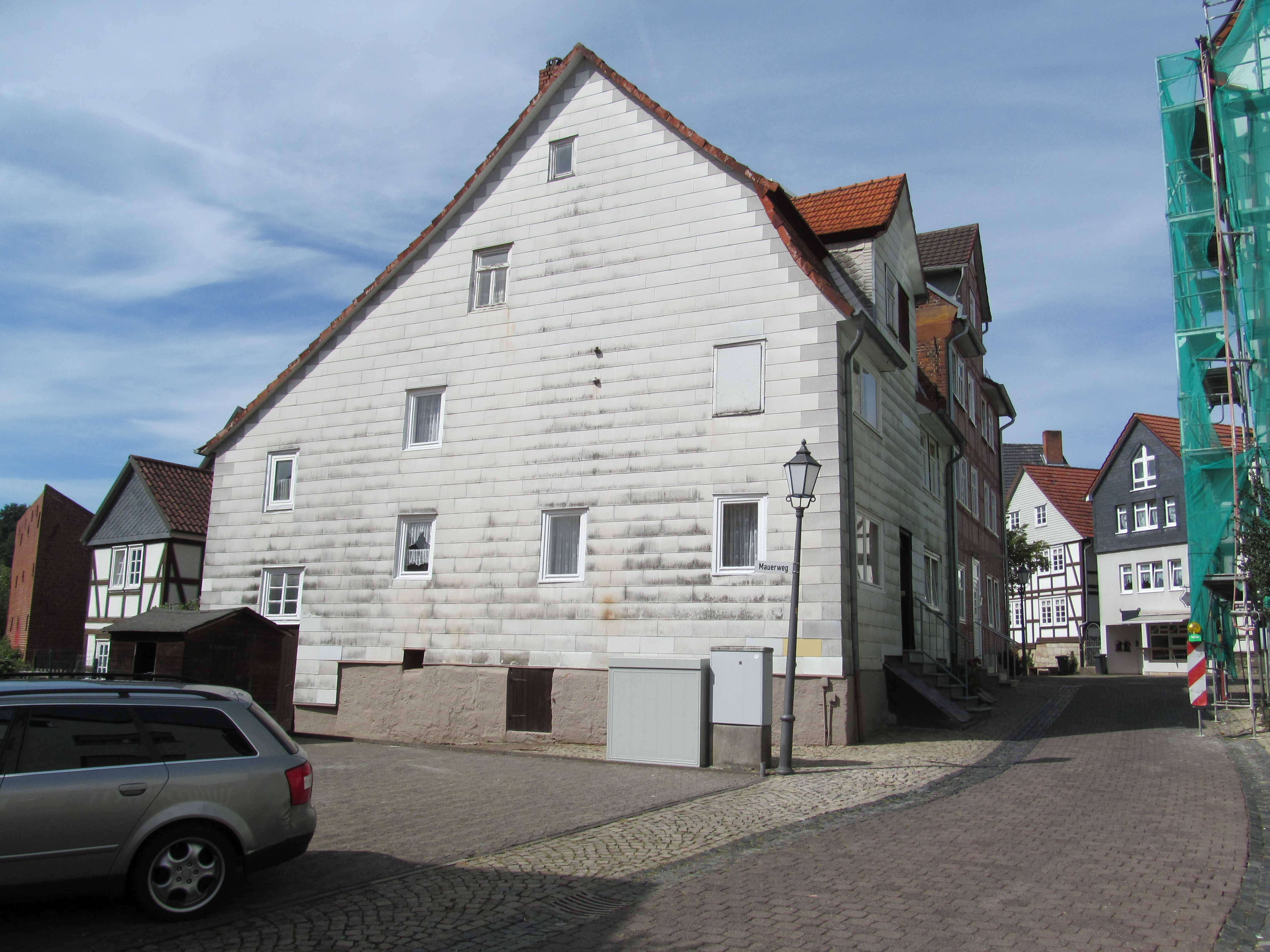
Burgtorgasse 35
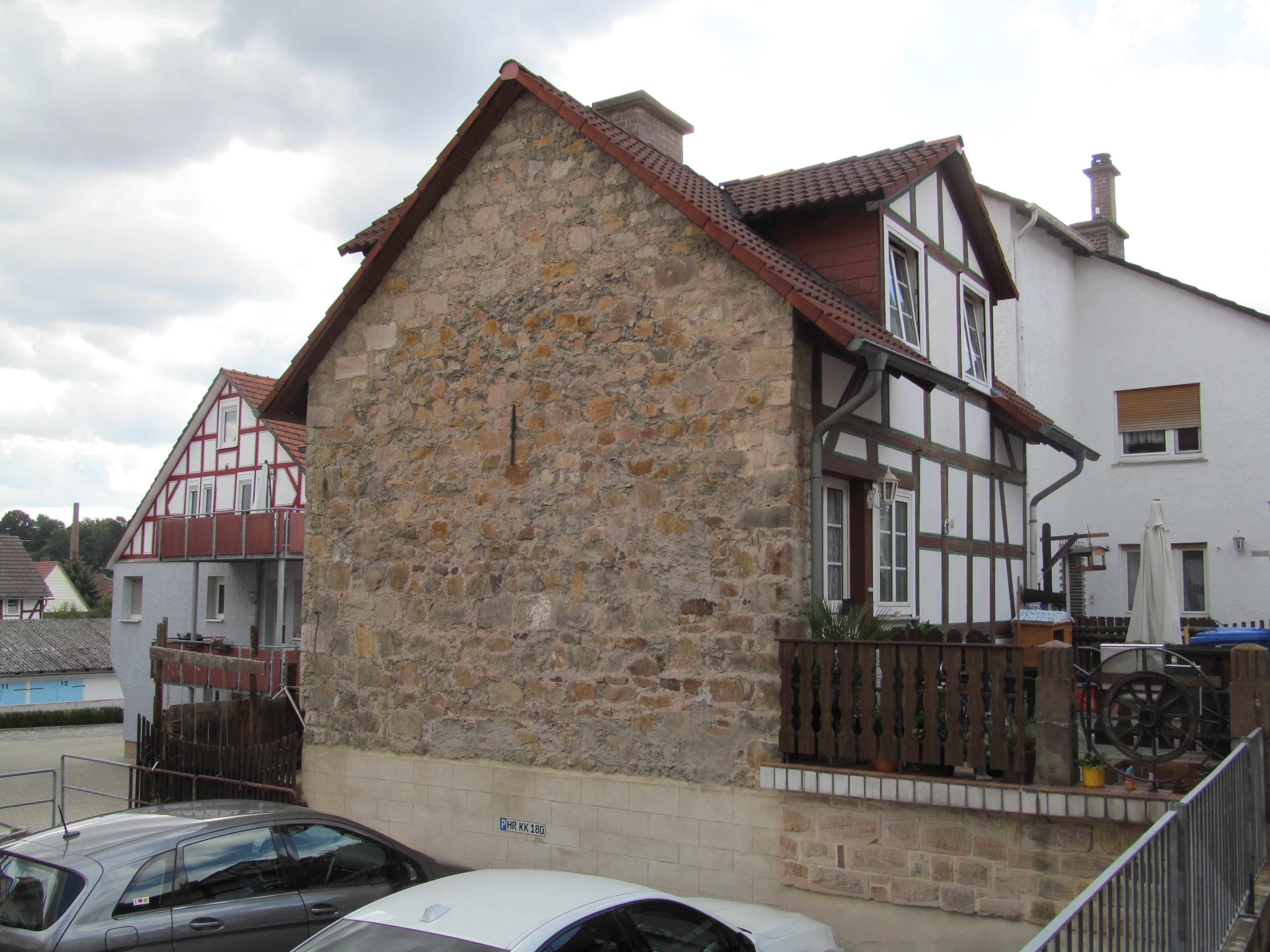
Gerichtsgäßchen
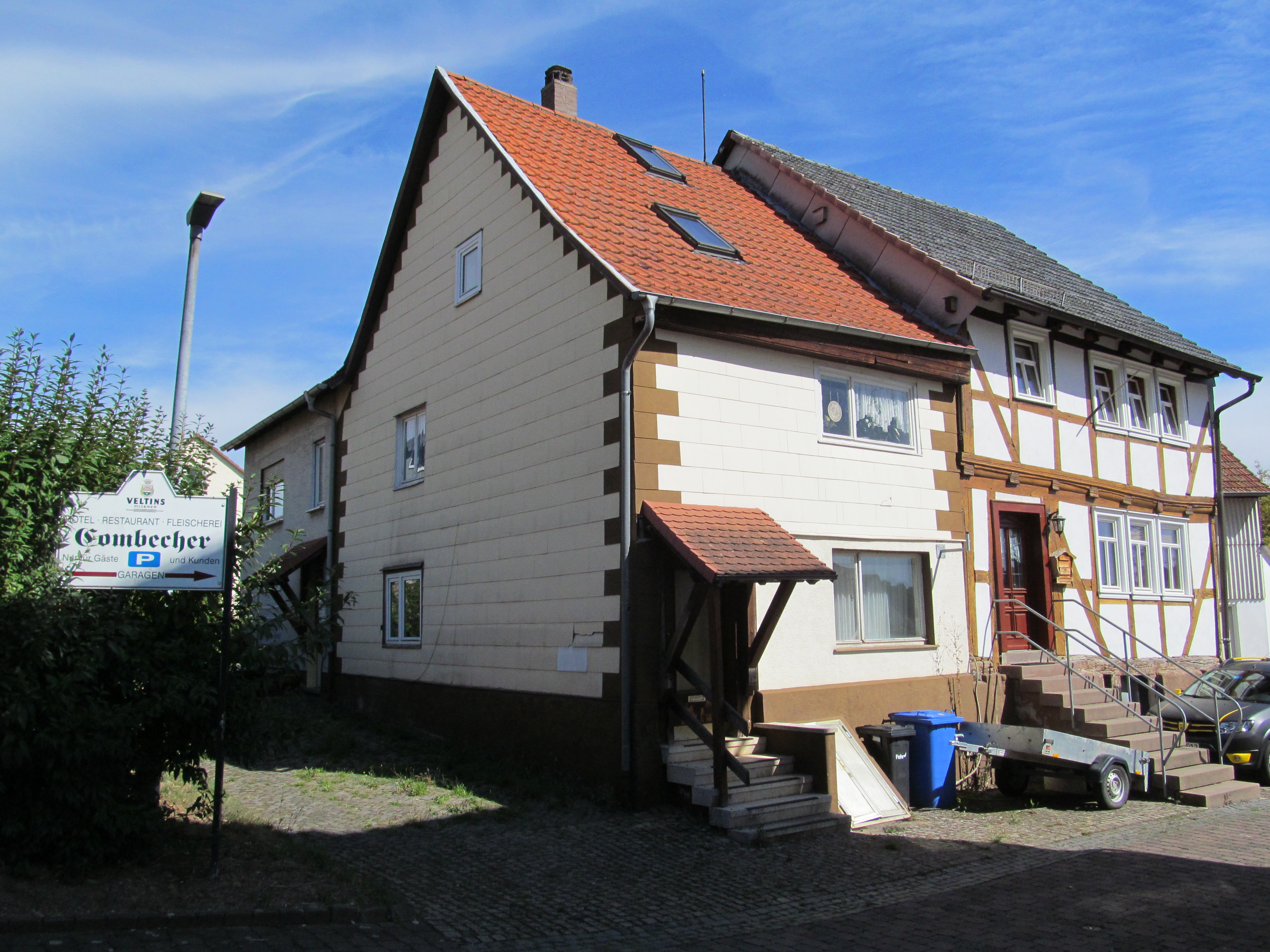
Hofstadt 7
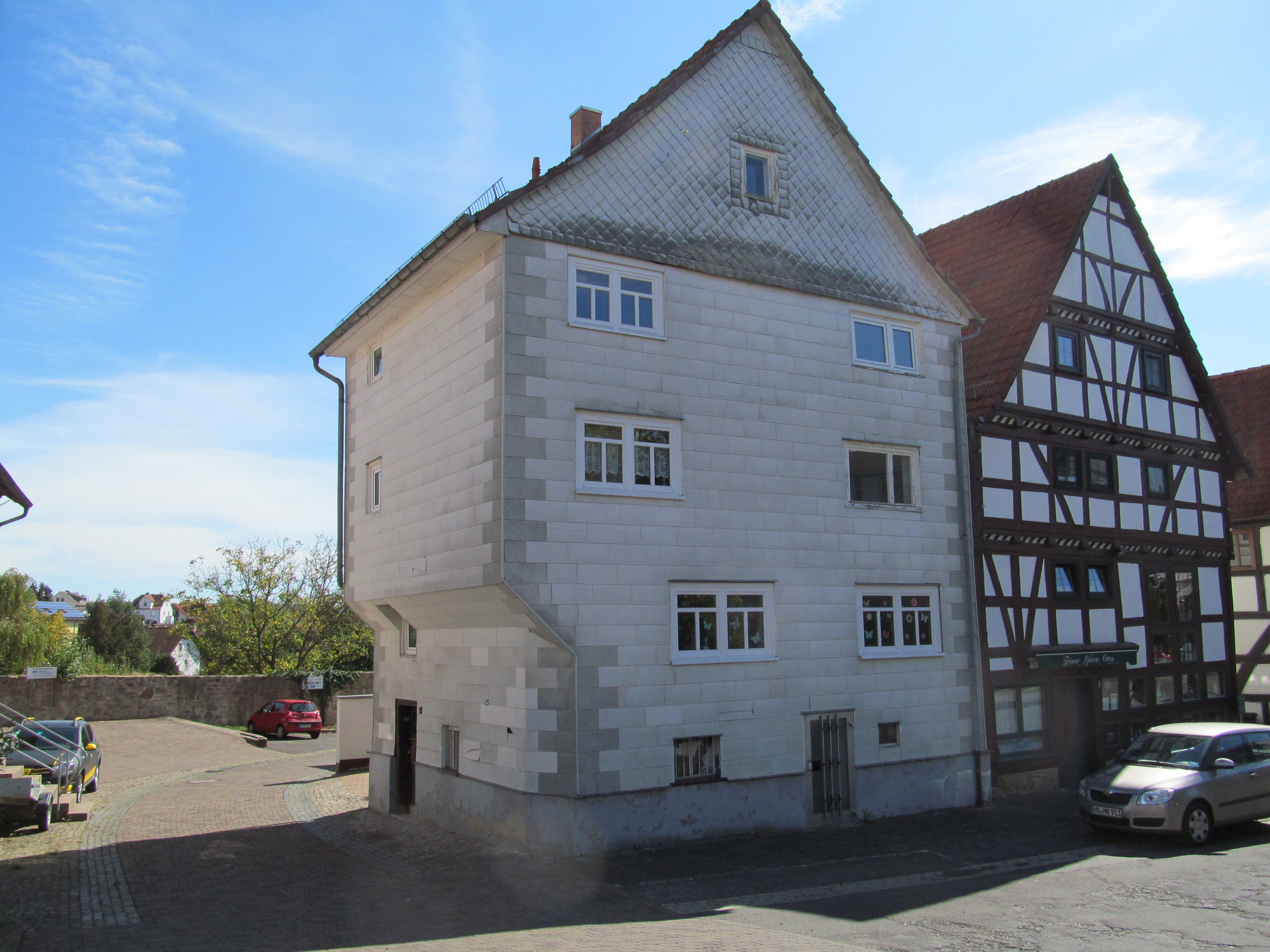
Hofstadt 13
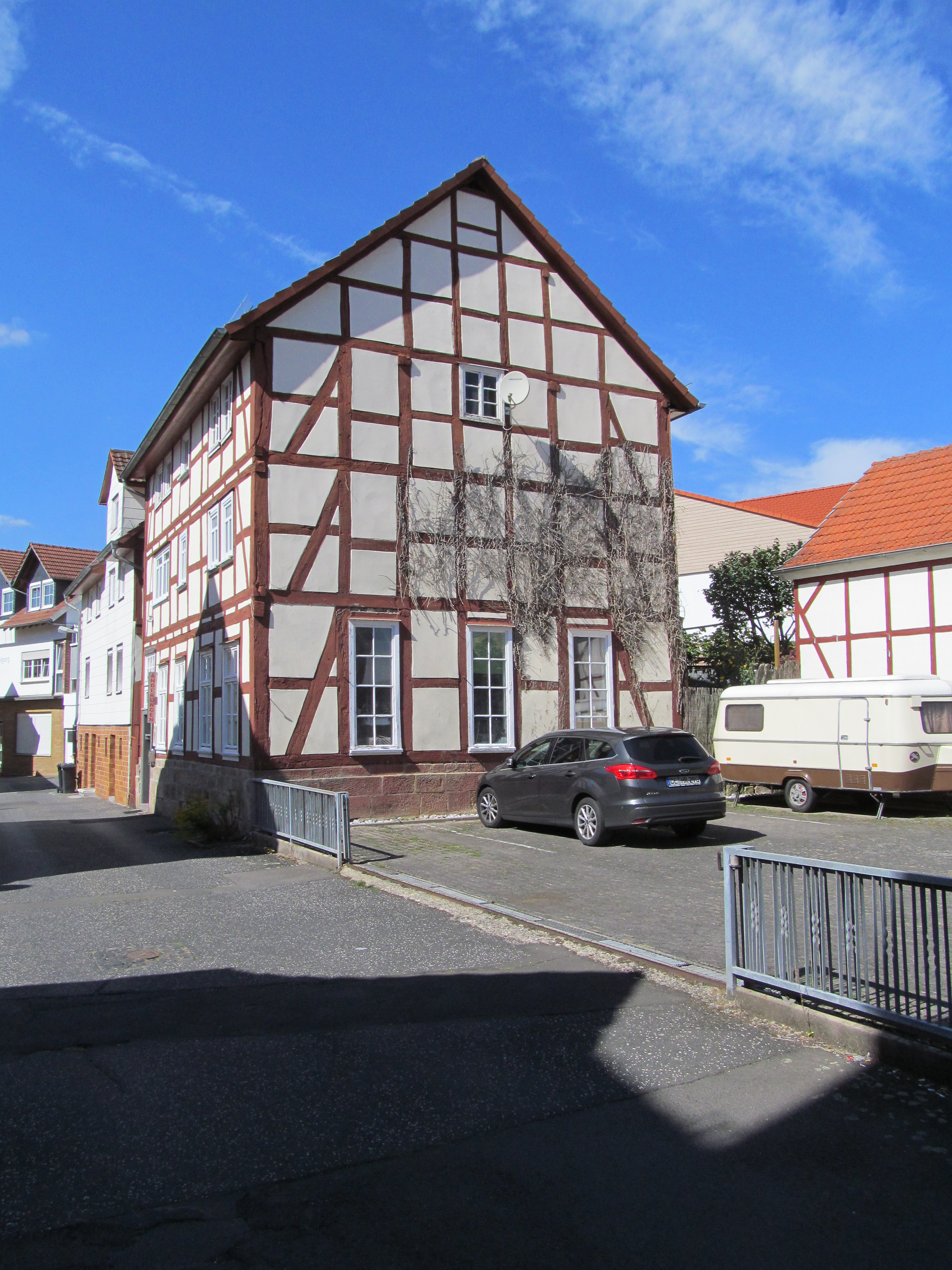
Hospitalgasse 6
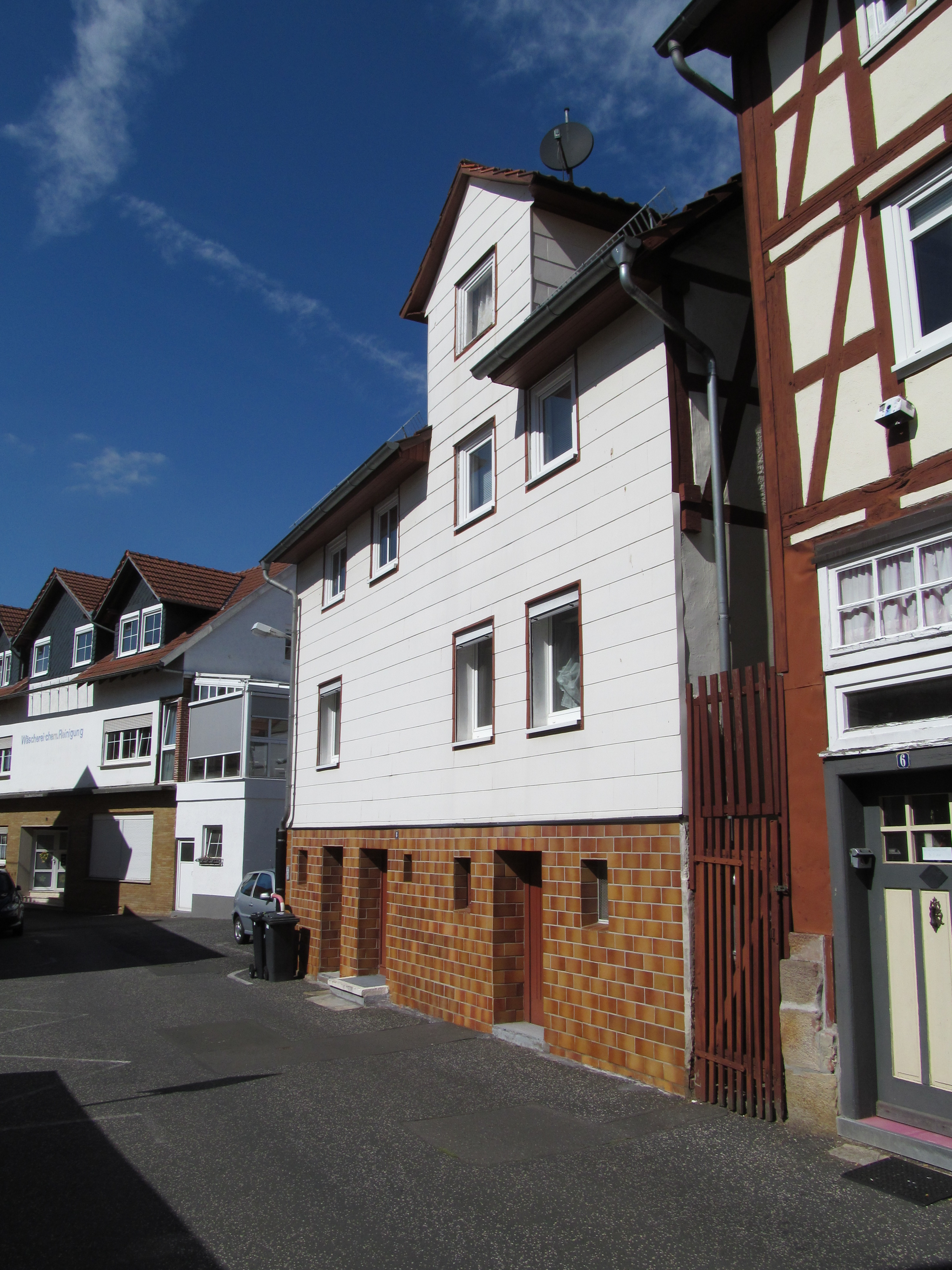
Hospitalgasse 8
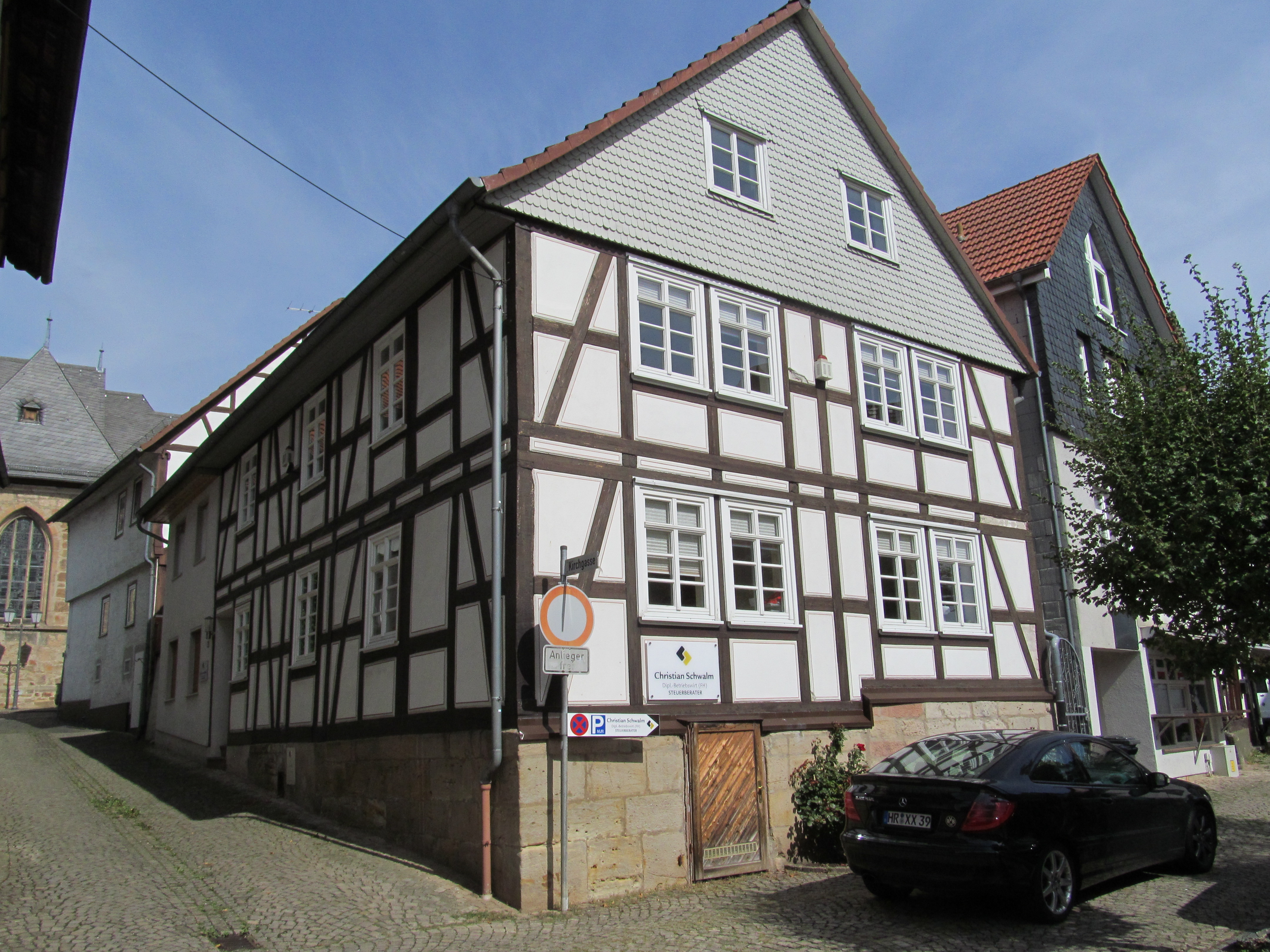
Kirchgasse 3
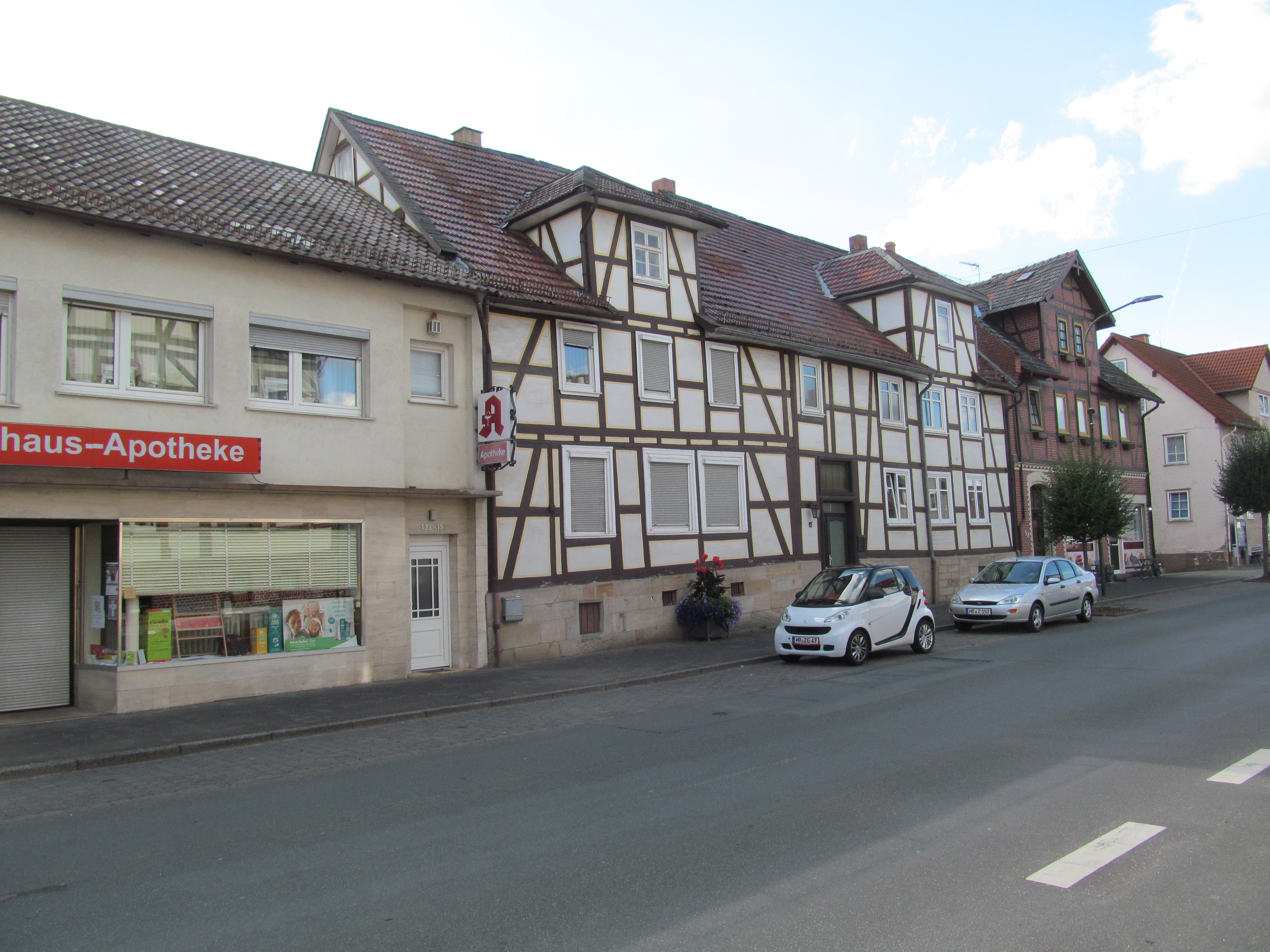
Kurhessenstraße 15
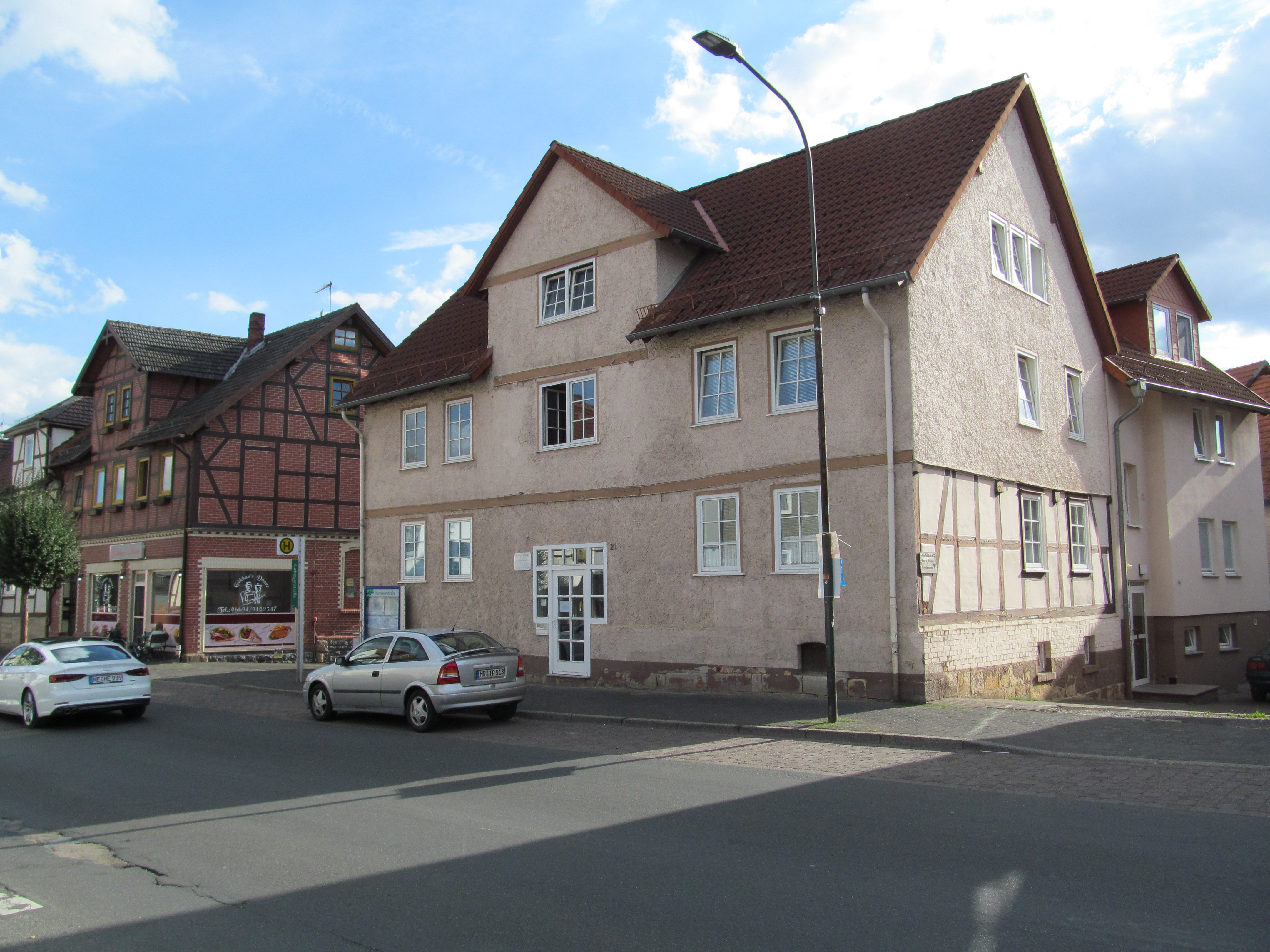
Kurhessenstraße 21
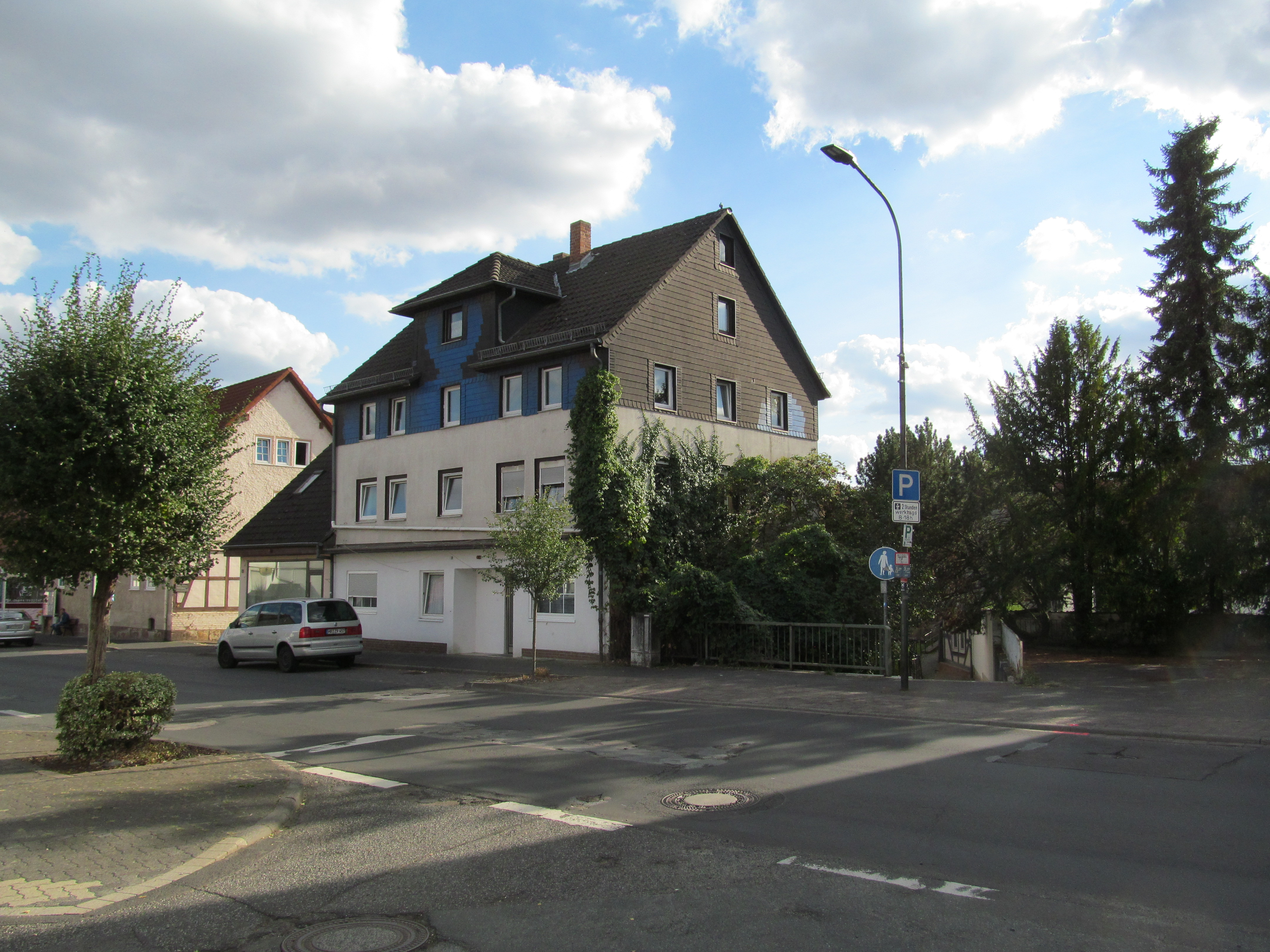
Kurhessenstraße 23
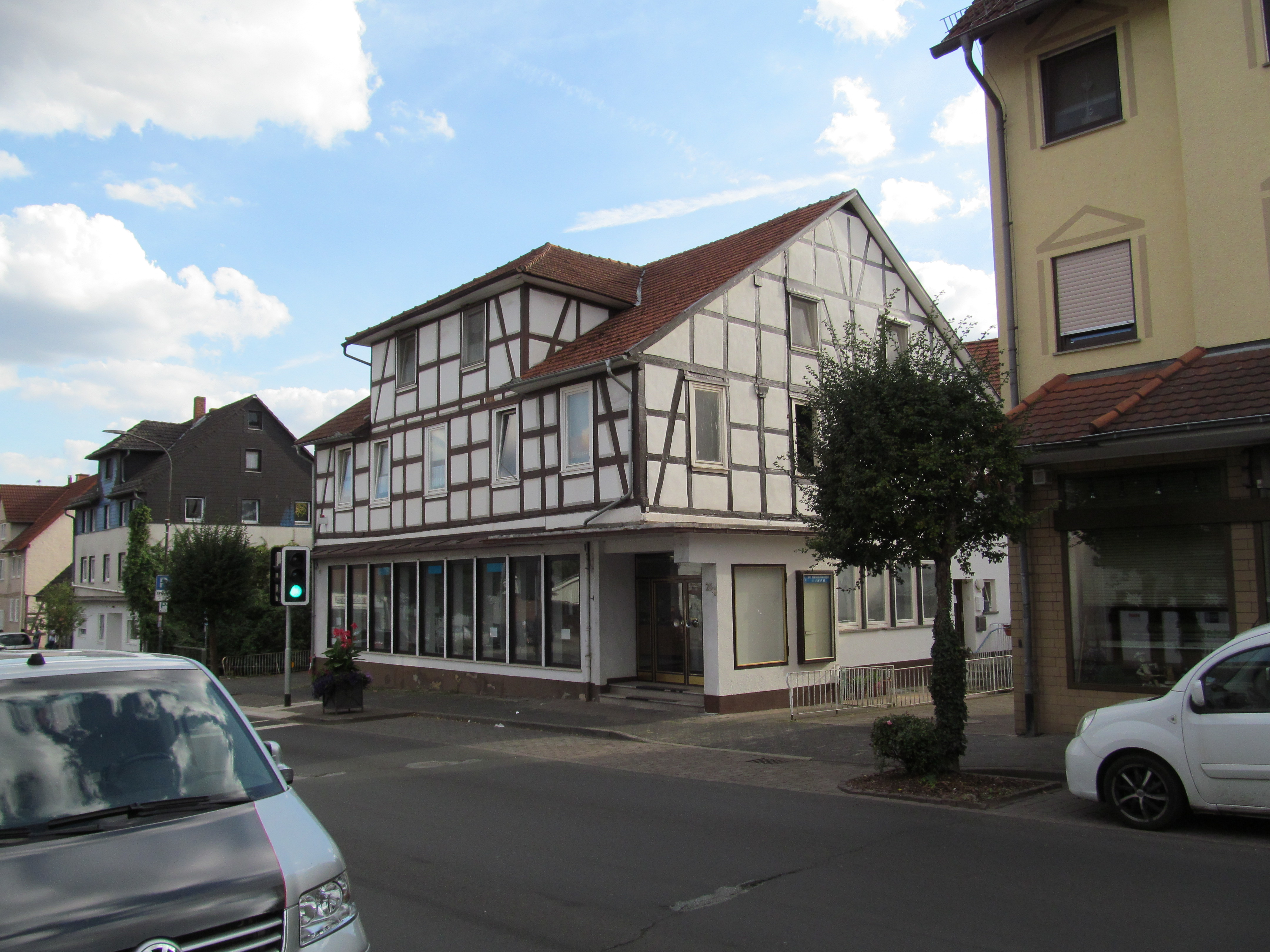
Kurhessenstraße 25
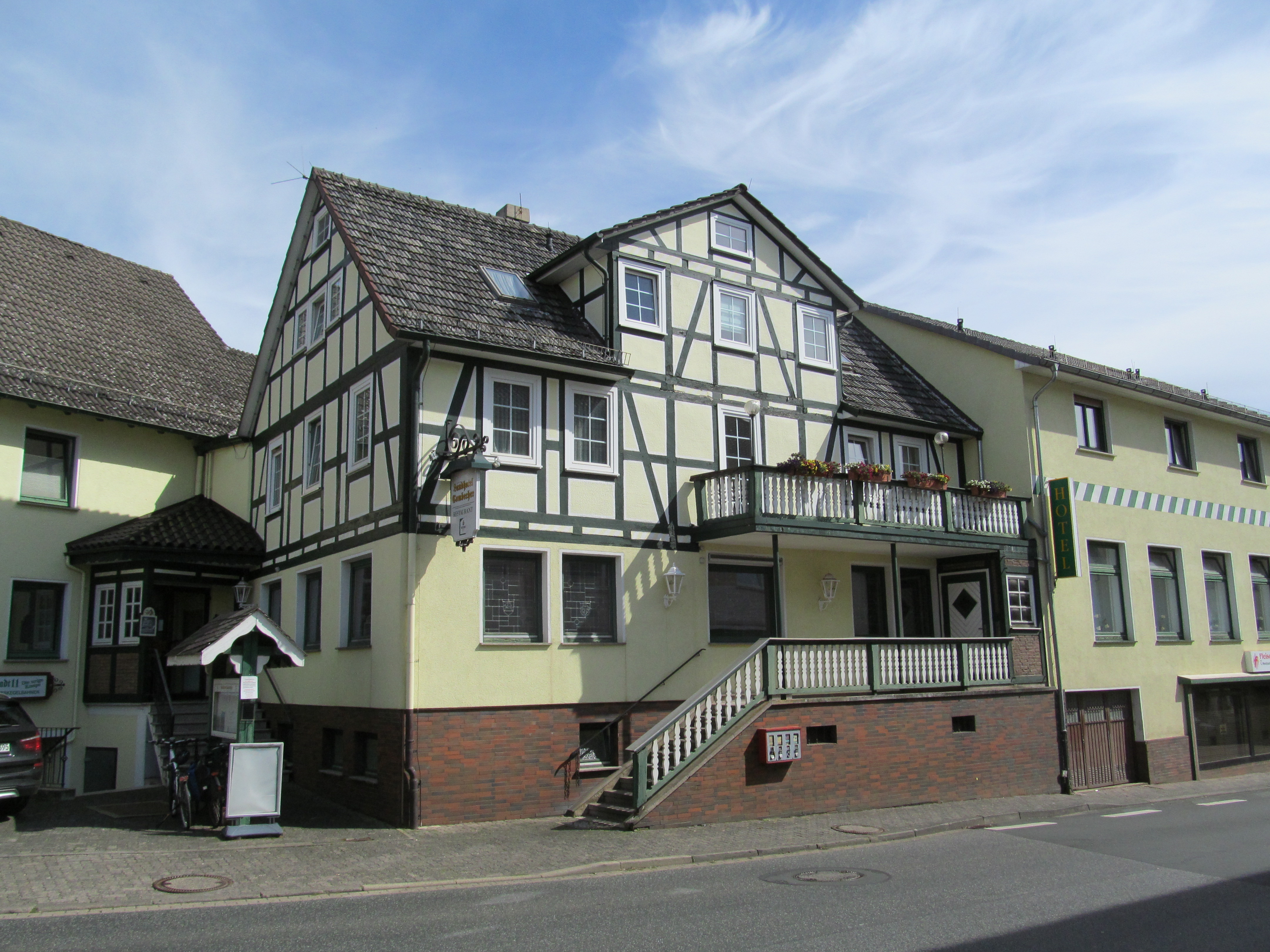
Kurhessenstraße 32
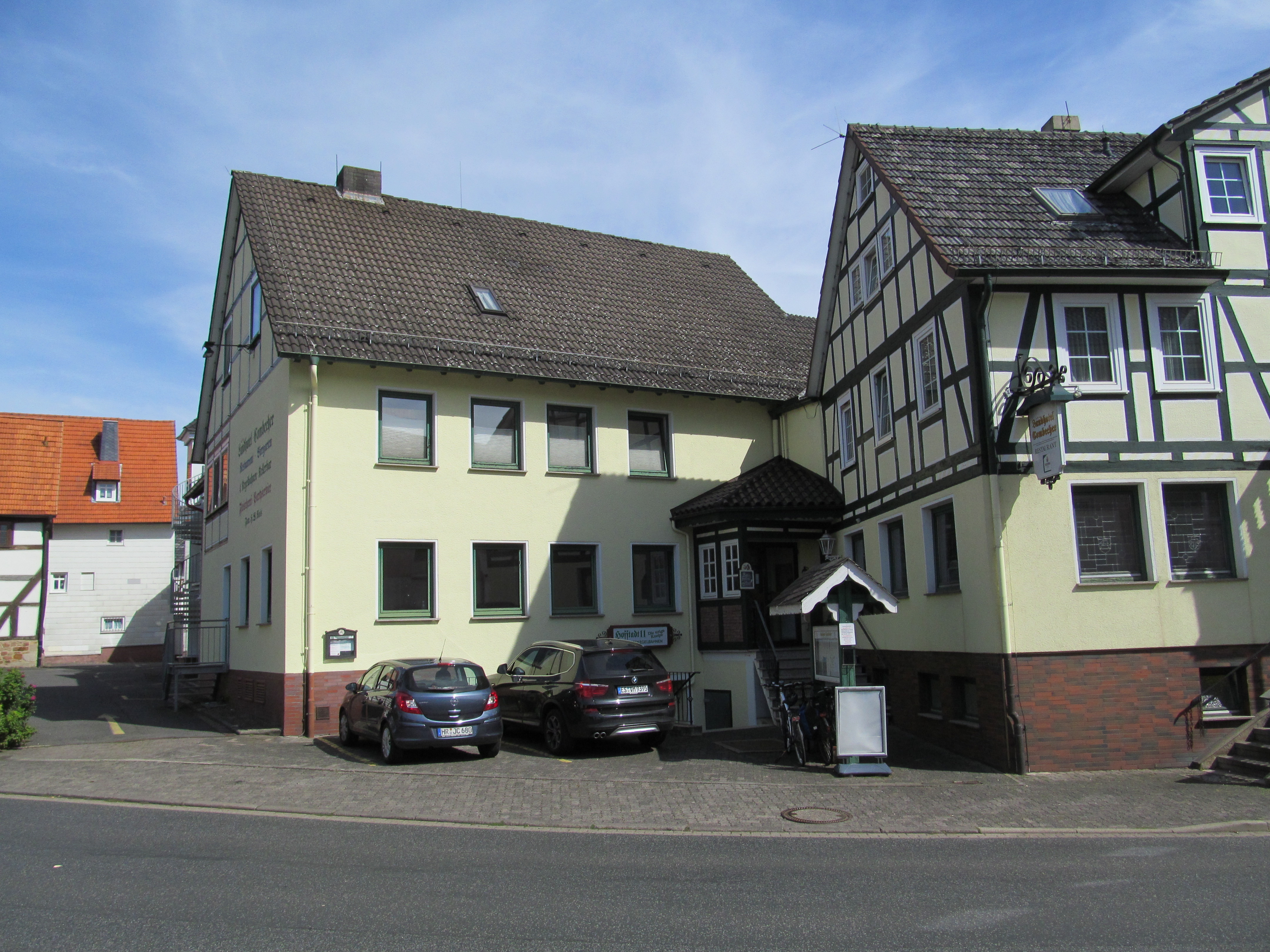
Kurhessenstraße 34
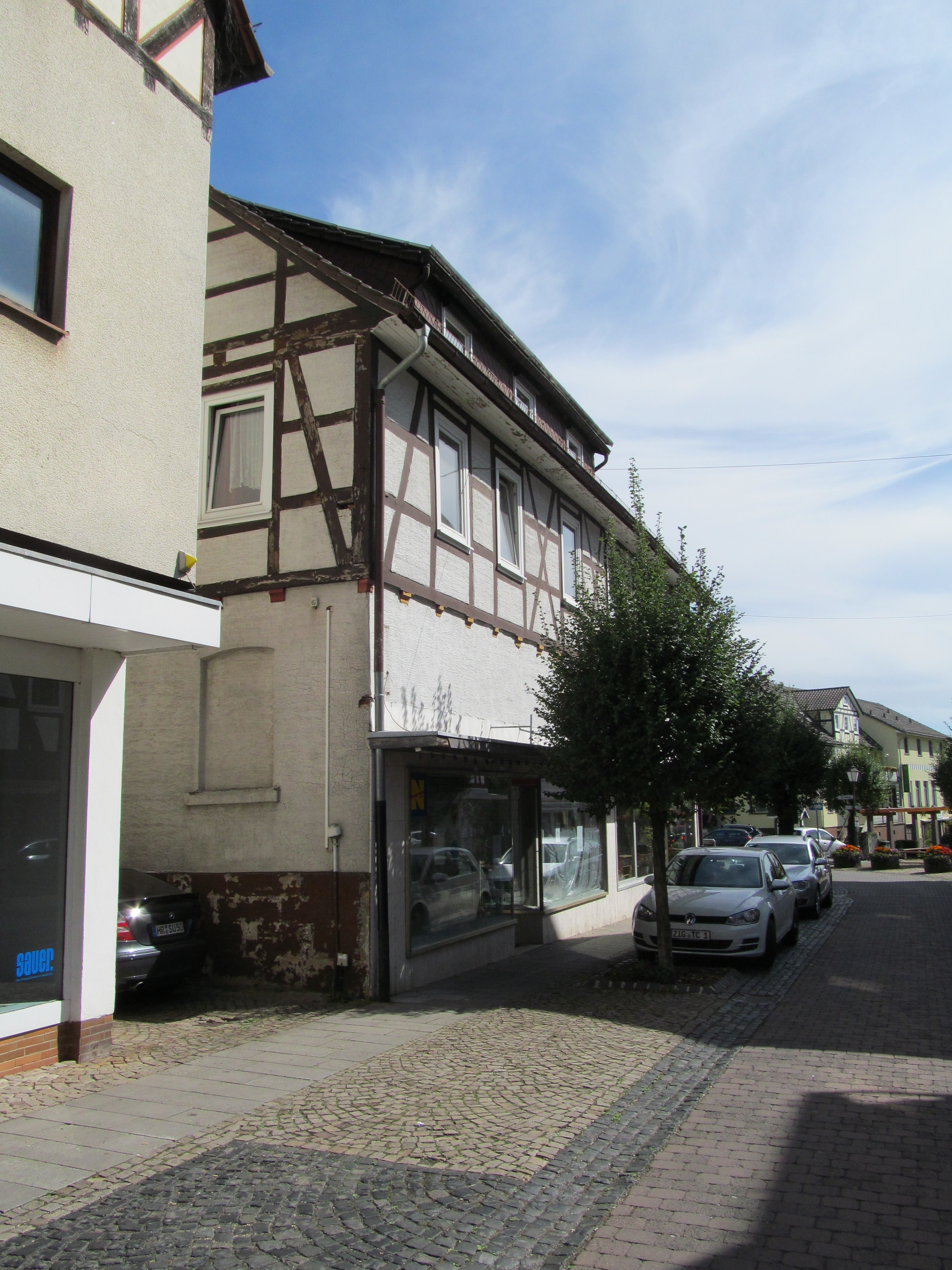
Kurhessenstraße 38
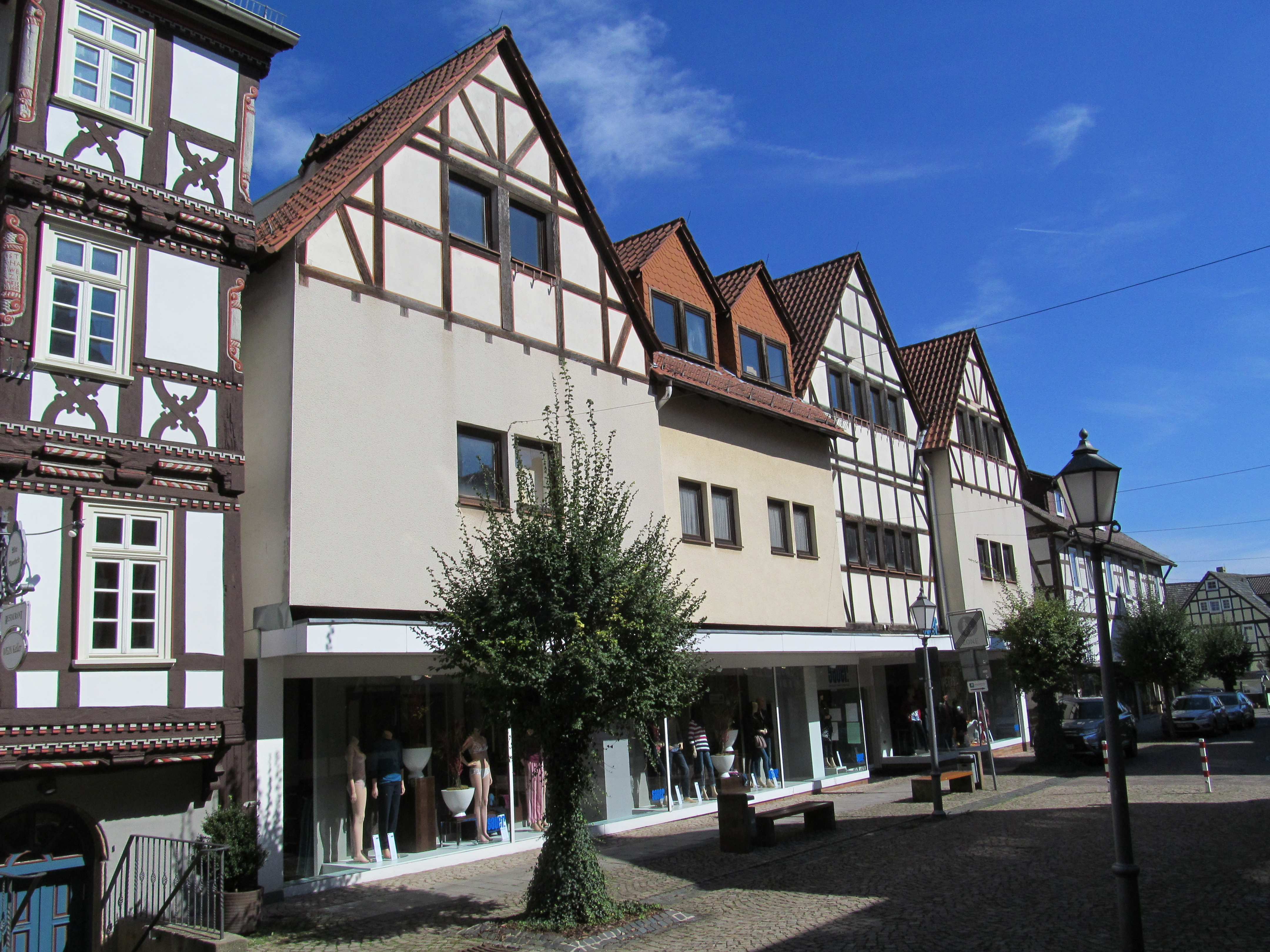
Kurhessenstraße 40
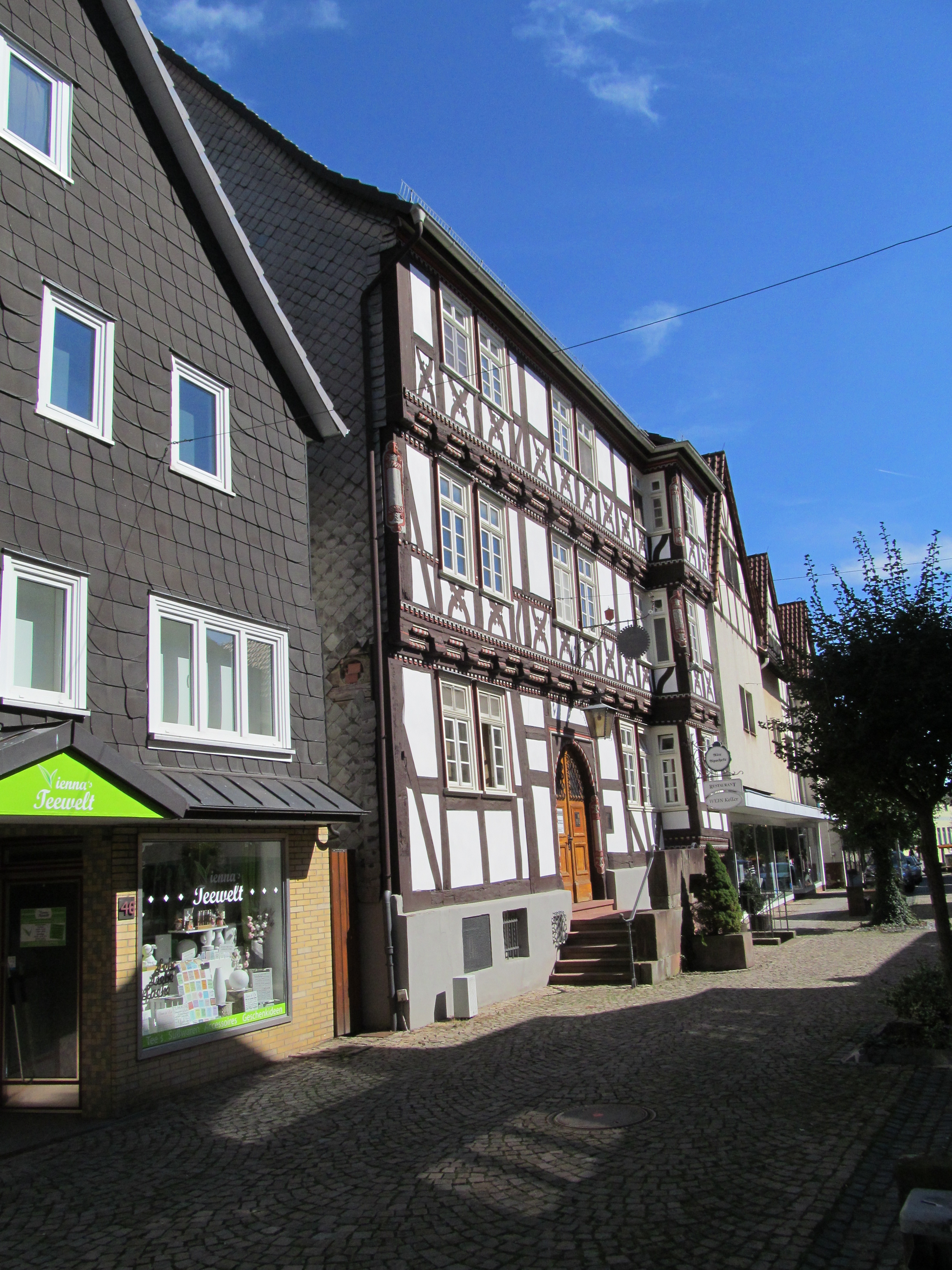
Kurhessenstraße 44
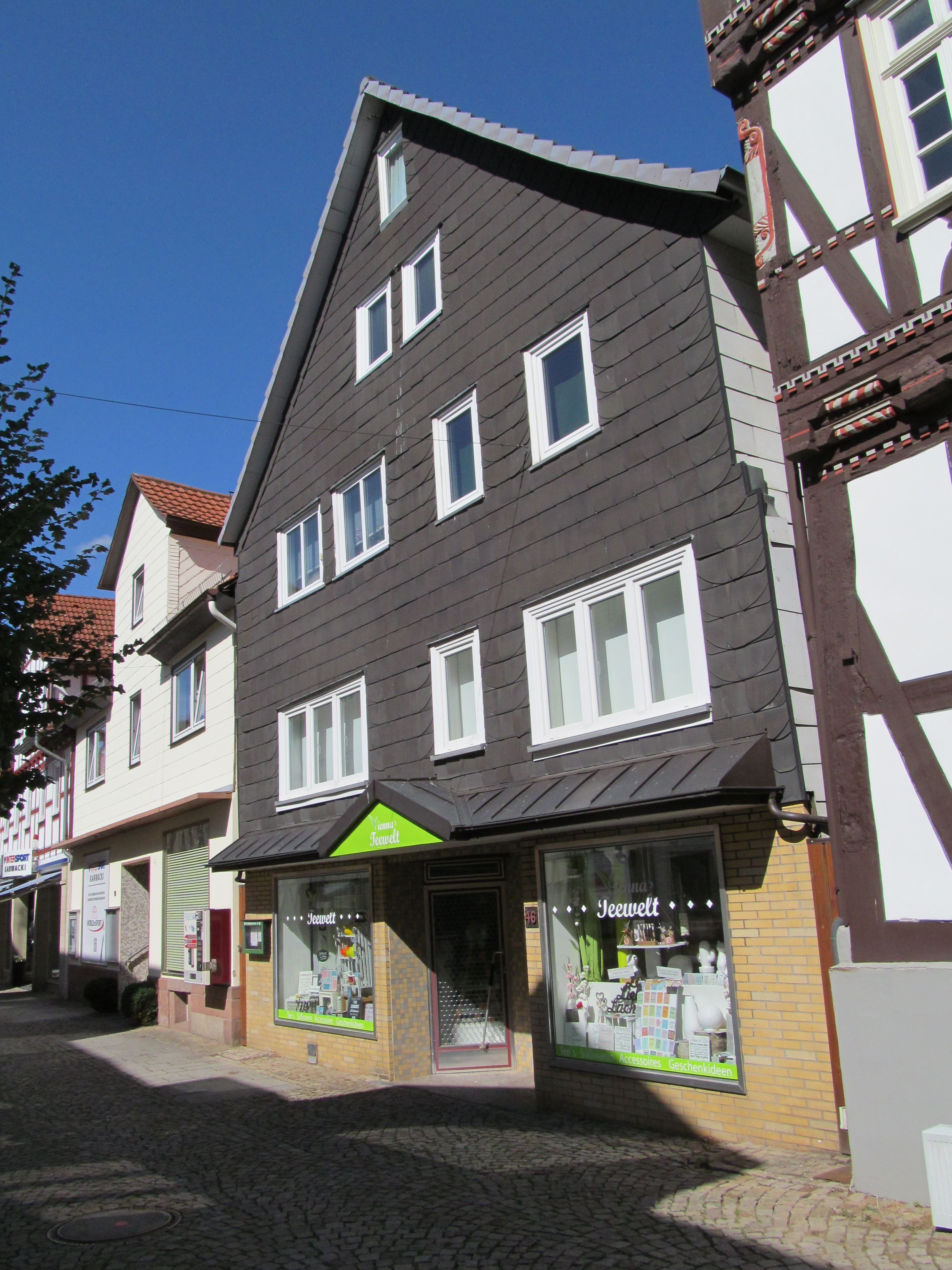
Kurhessenstraße 46
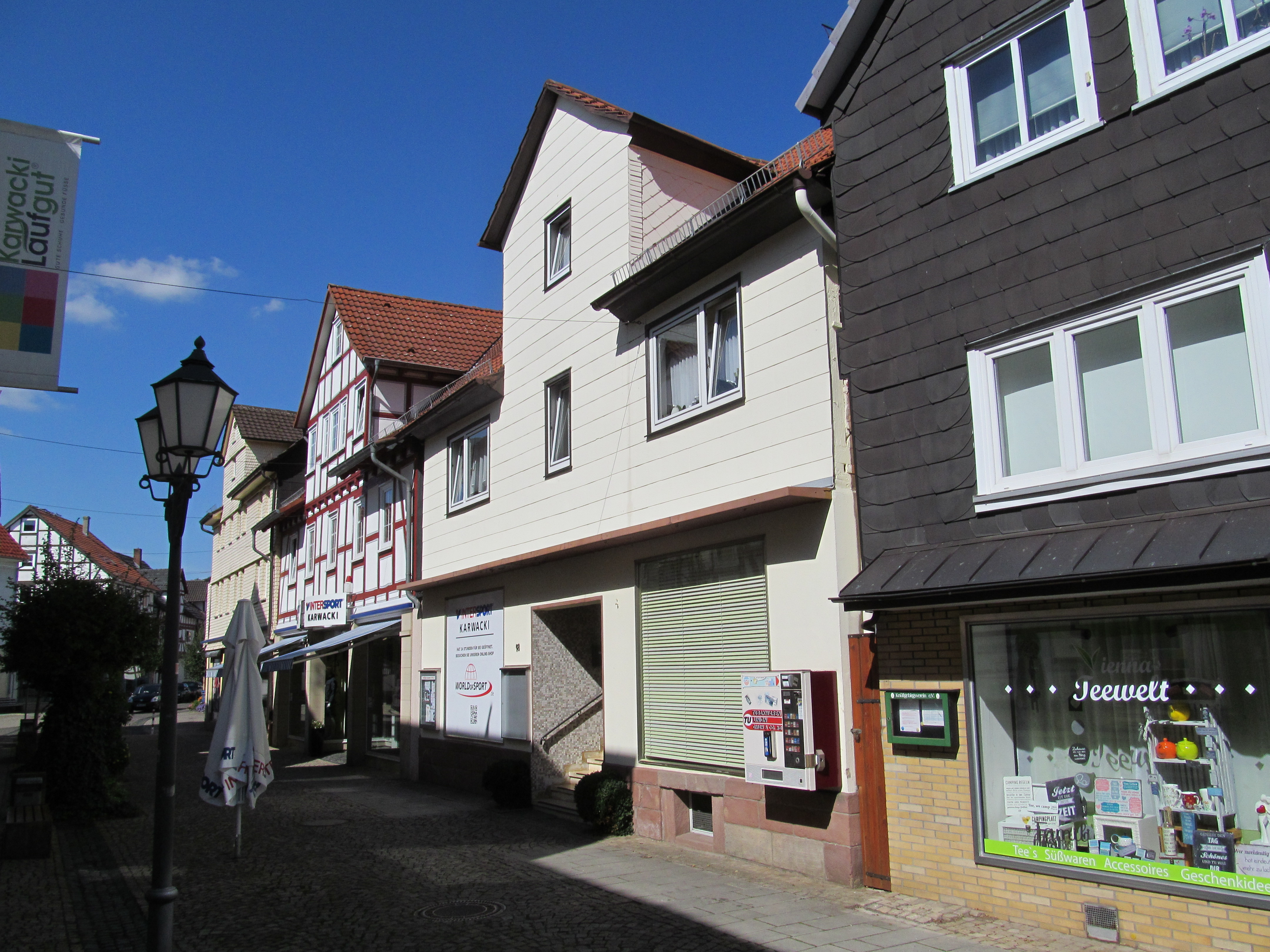
Kurhessenstraße 48
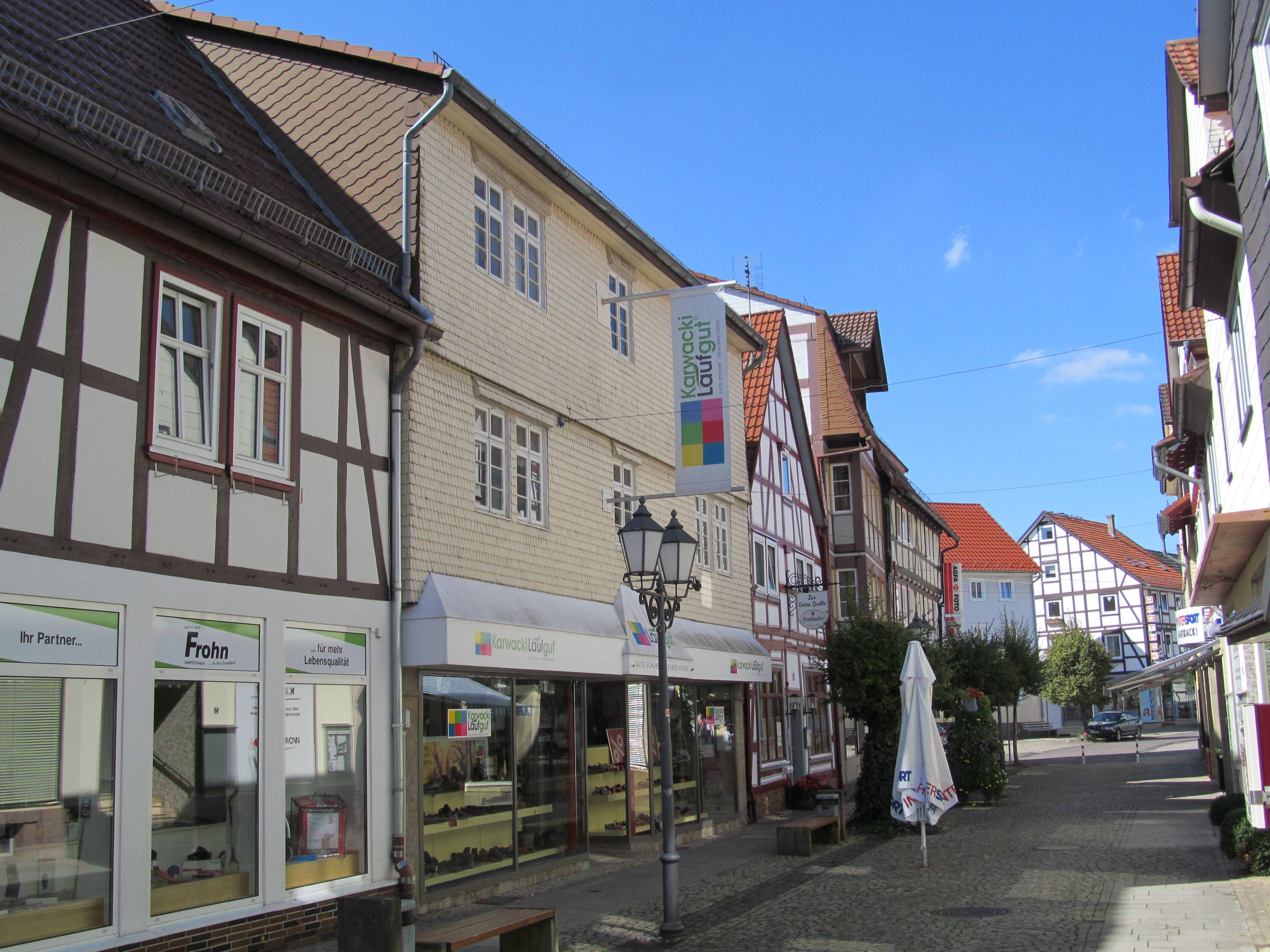
Kurhessenstraße 49
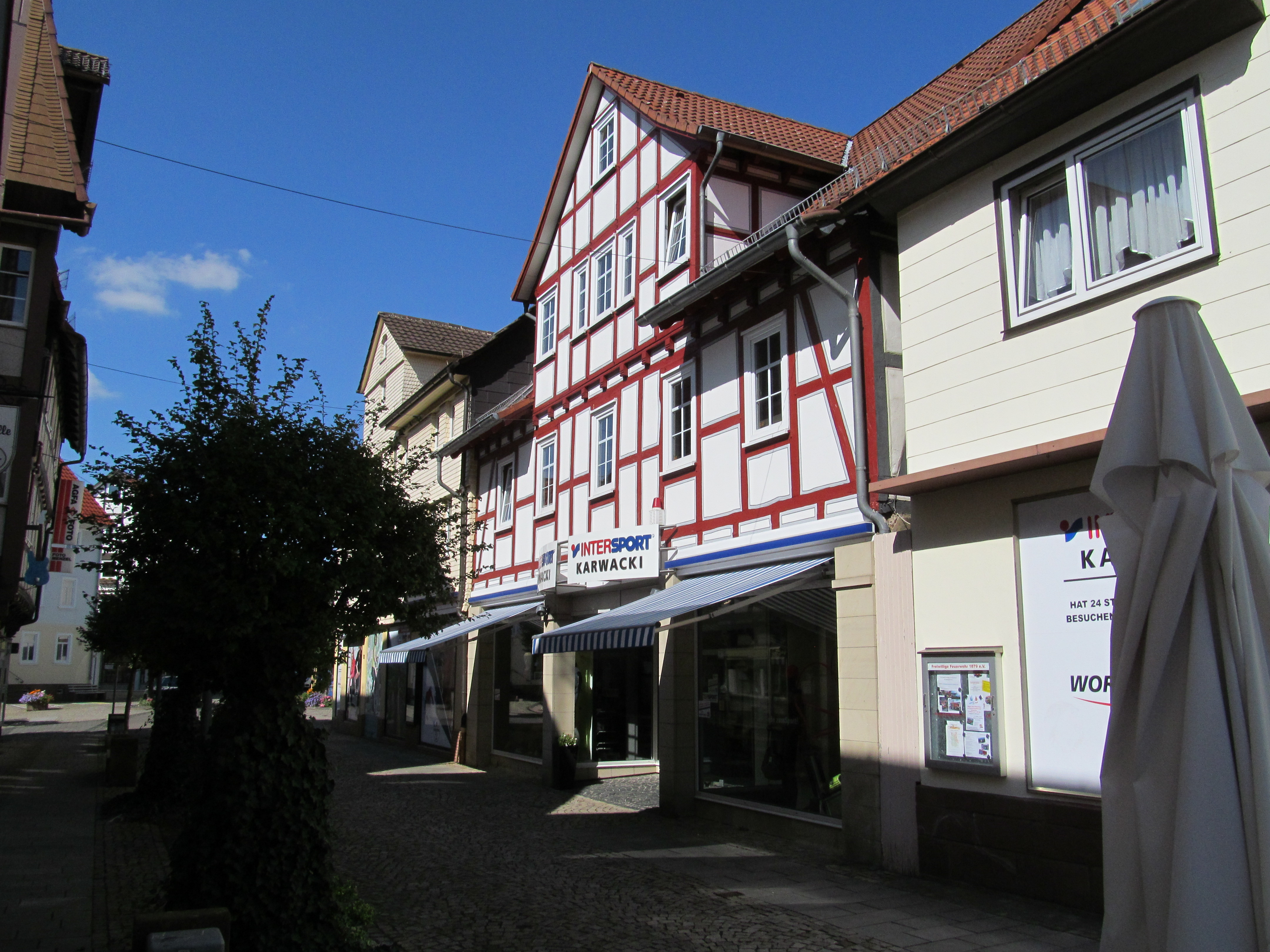
Kurhessenstraße 50
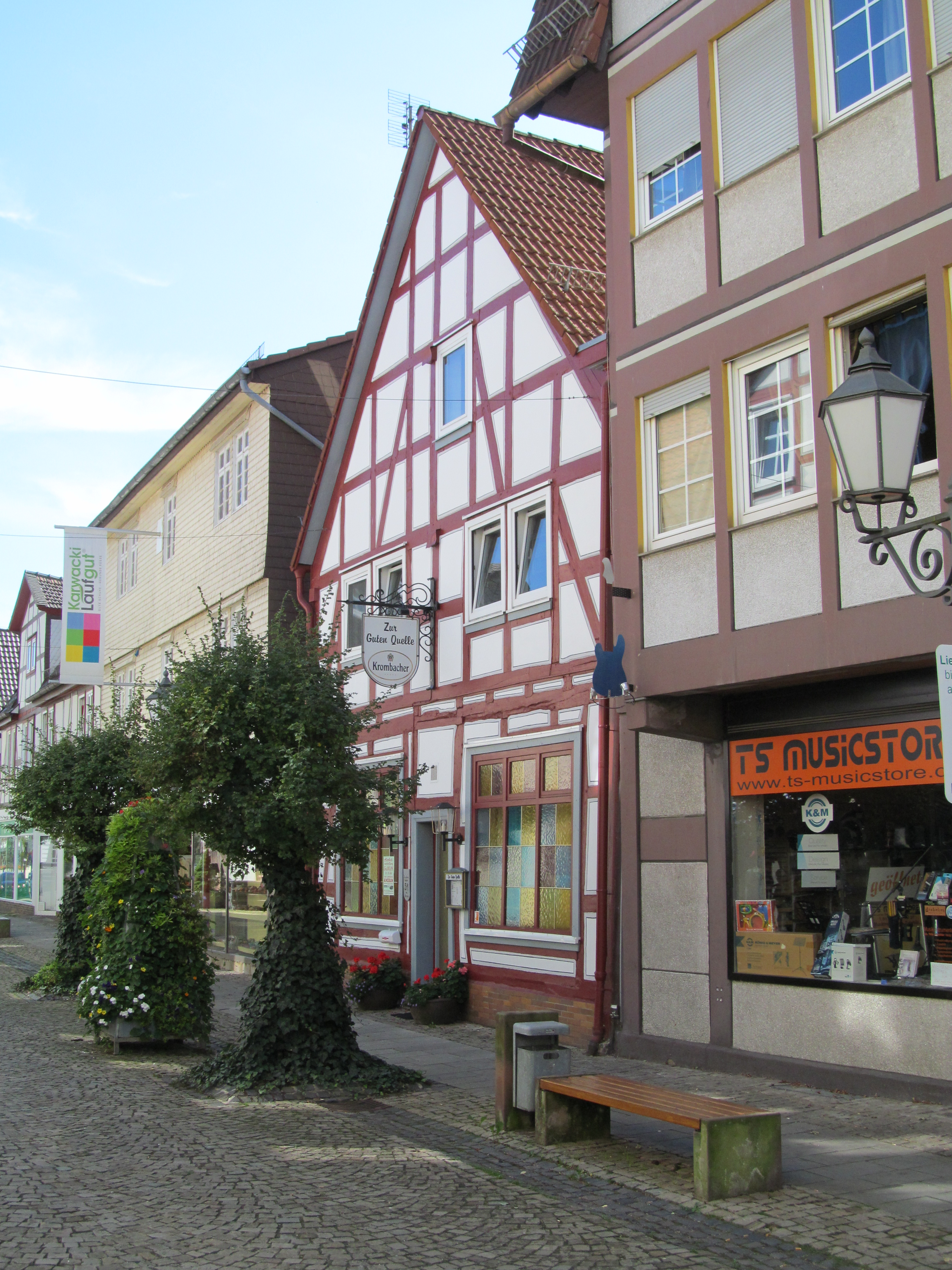
Kurhessenstraße 51
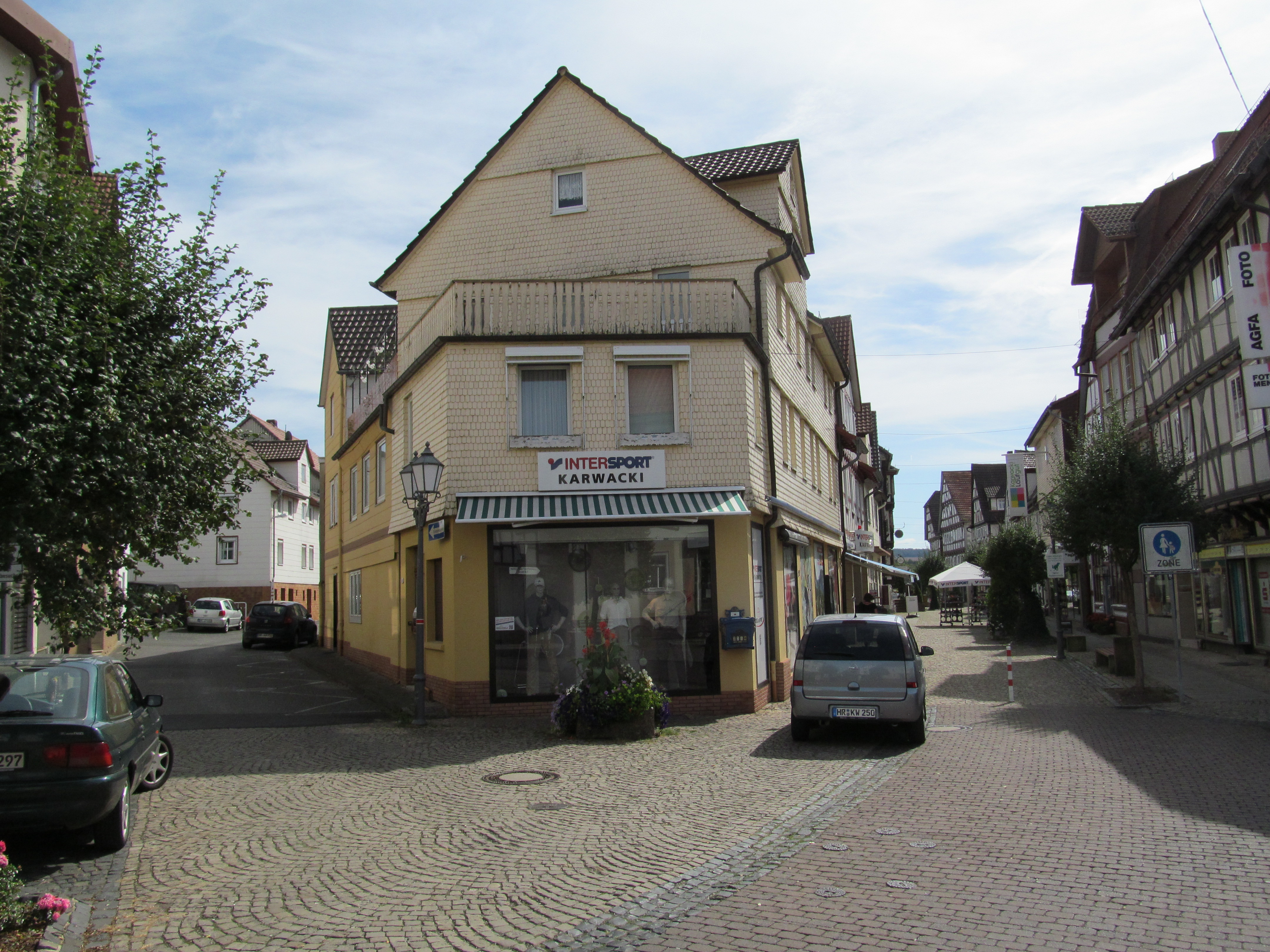
Kurhessenstraße 52
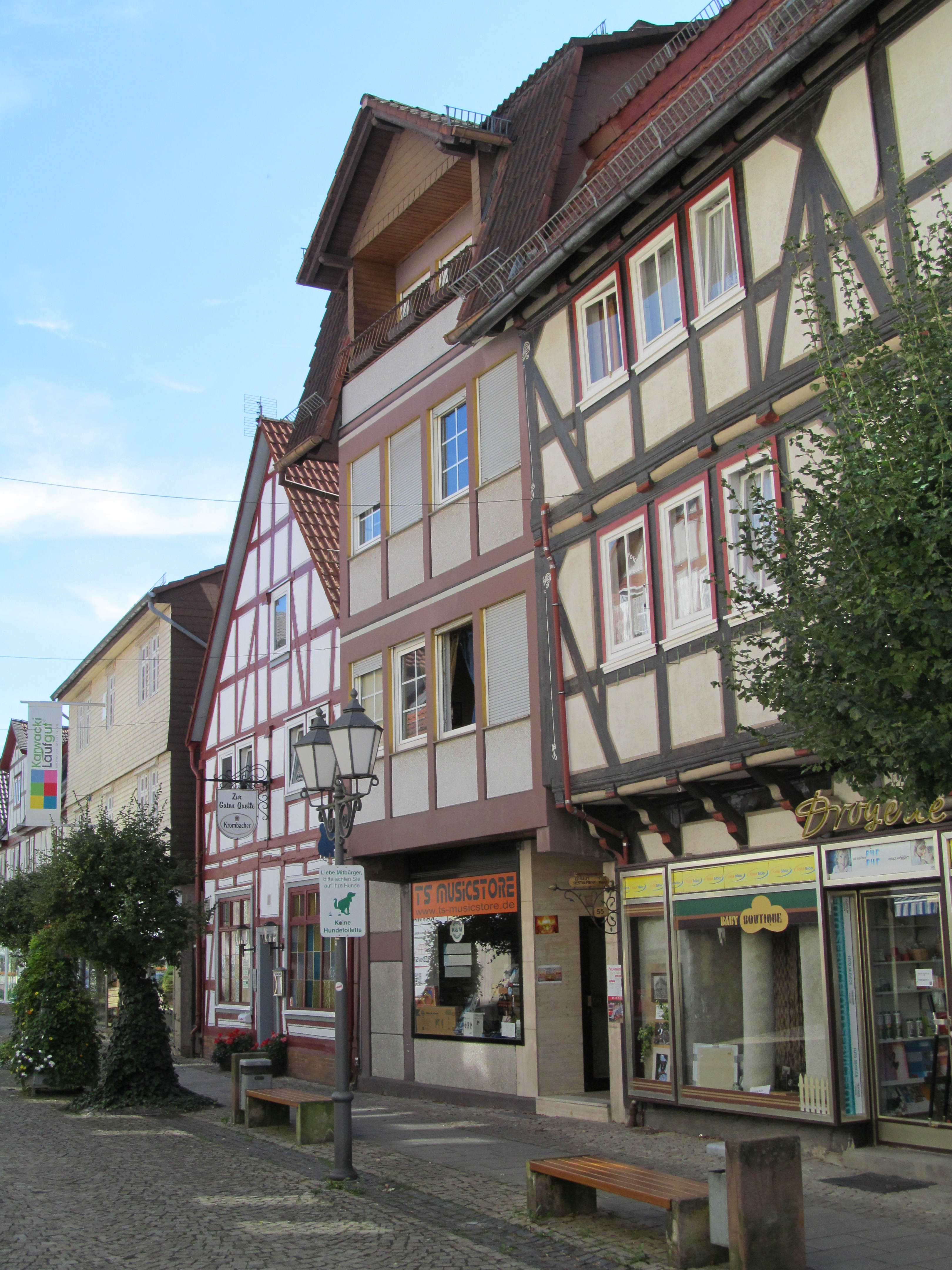
Kurhessenstraße 53
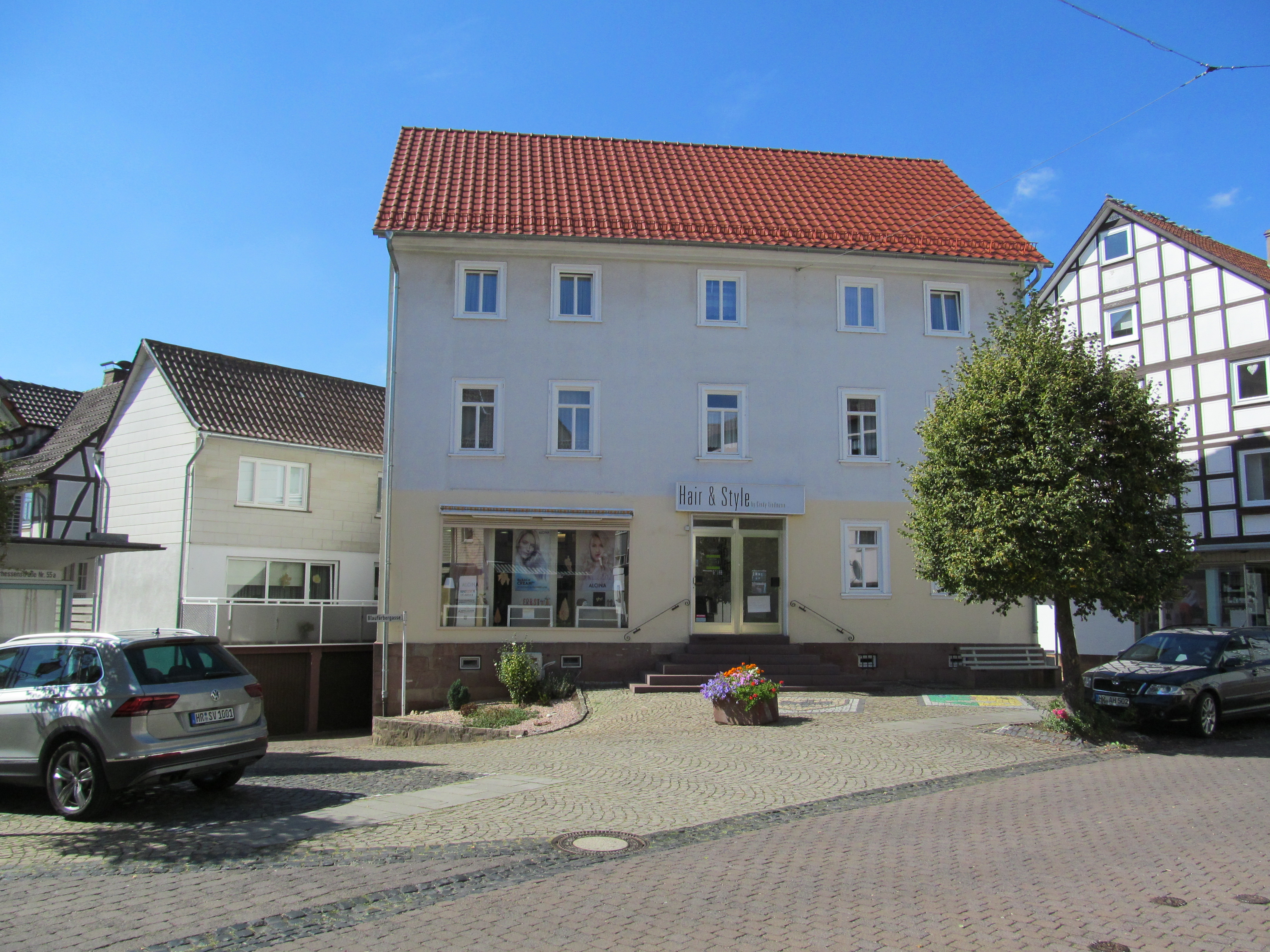
Kurhessenstraße 57
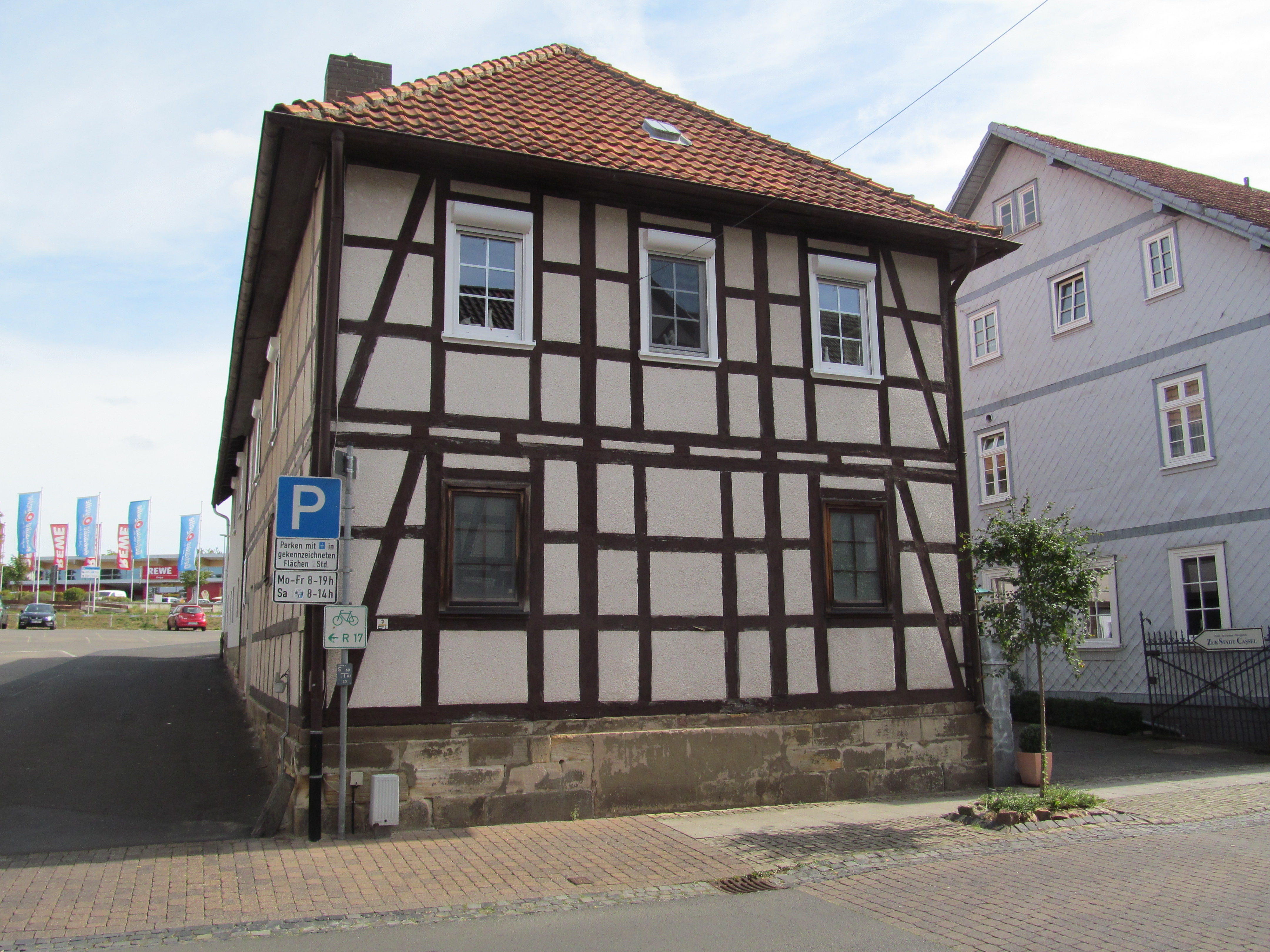
Kurhessenstraße 58
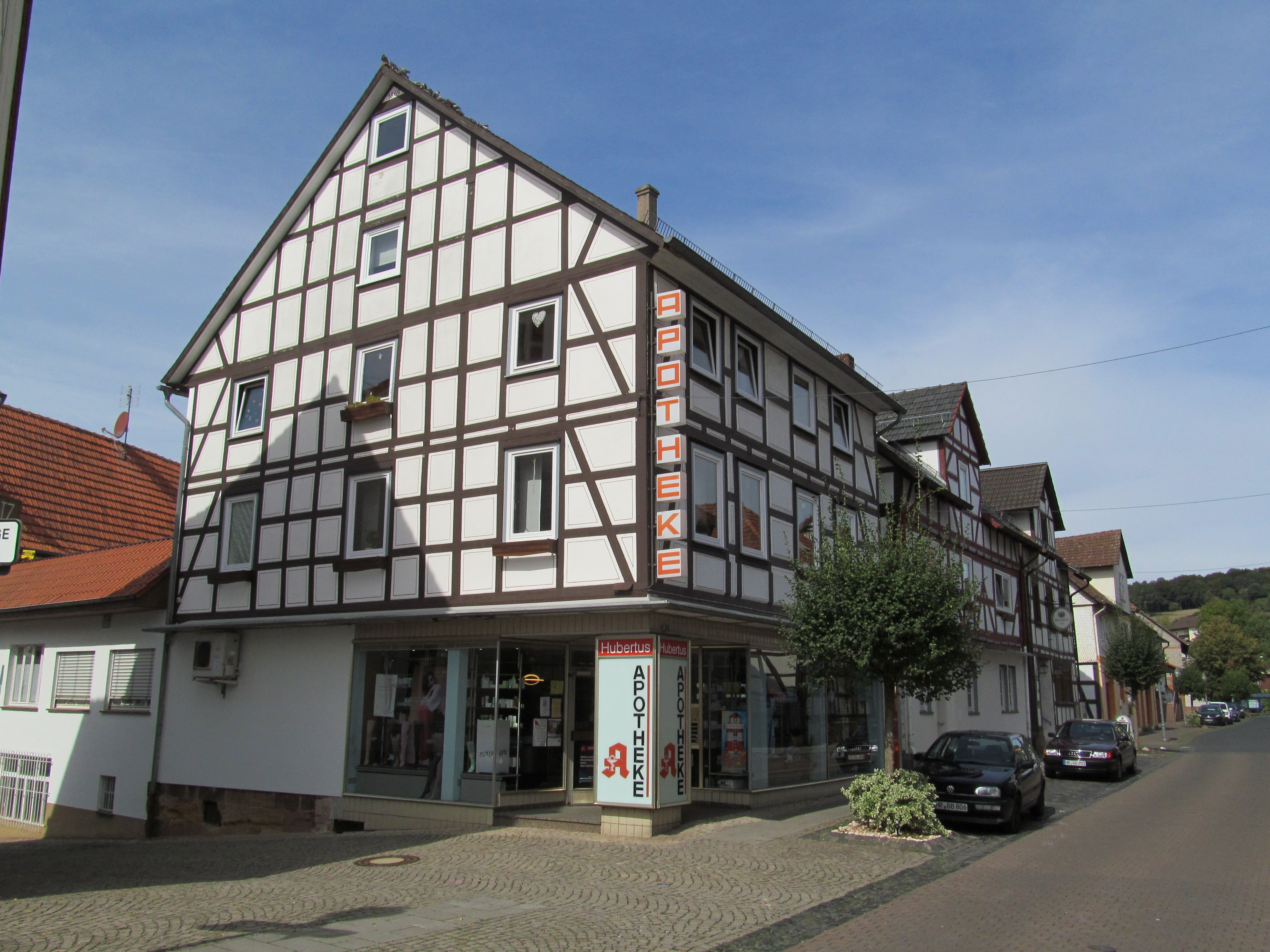
Kurhessenstraße 59
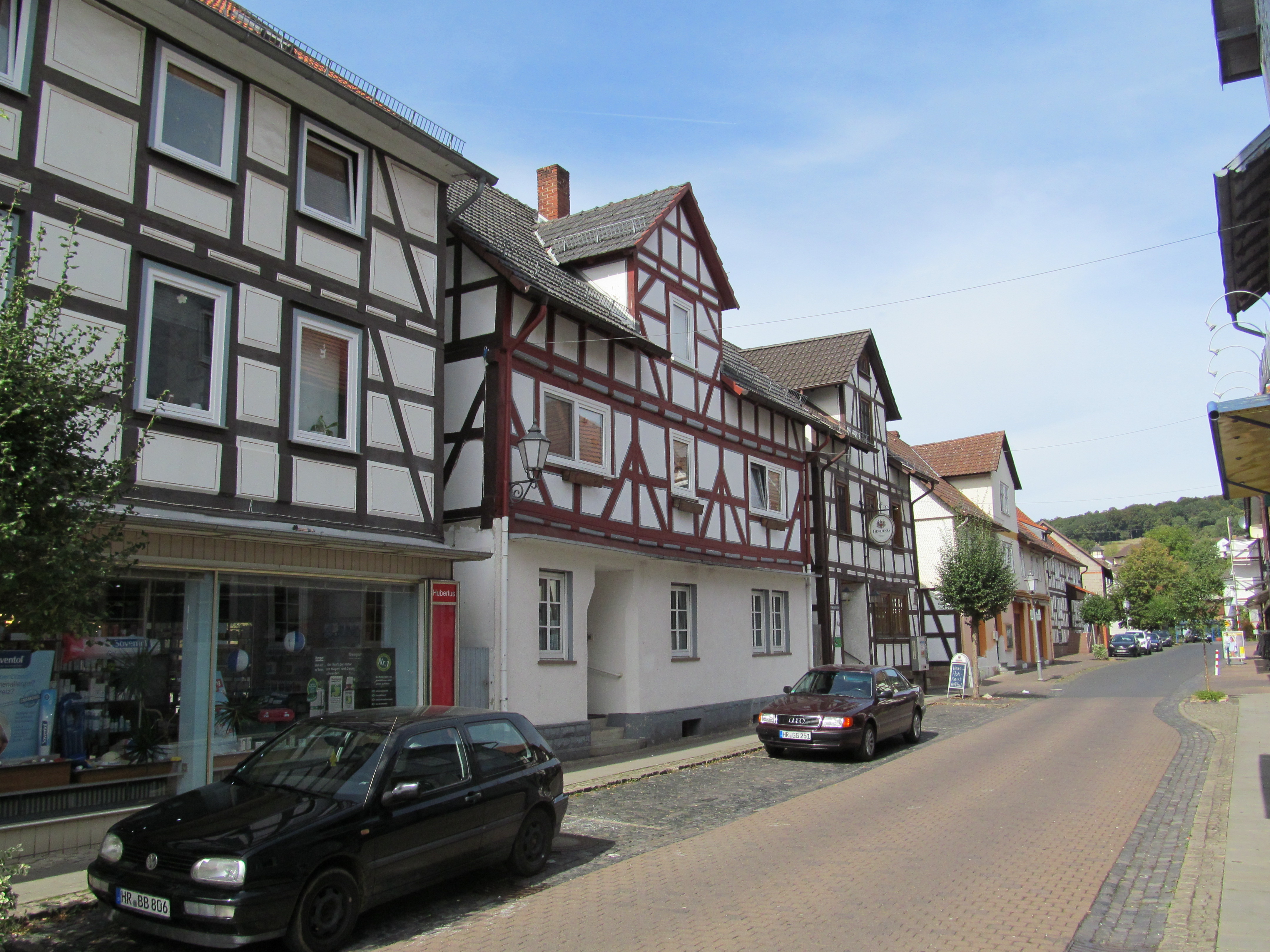
Kurhessenstraße 61
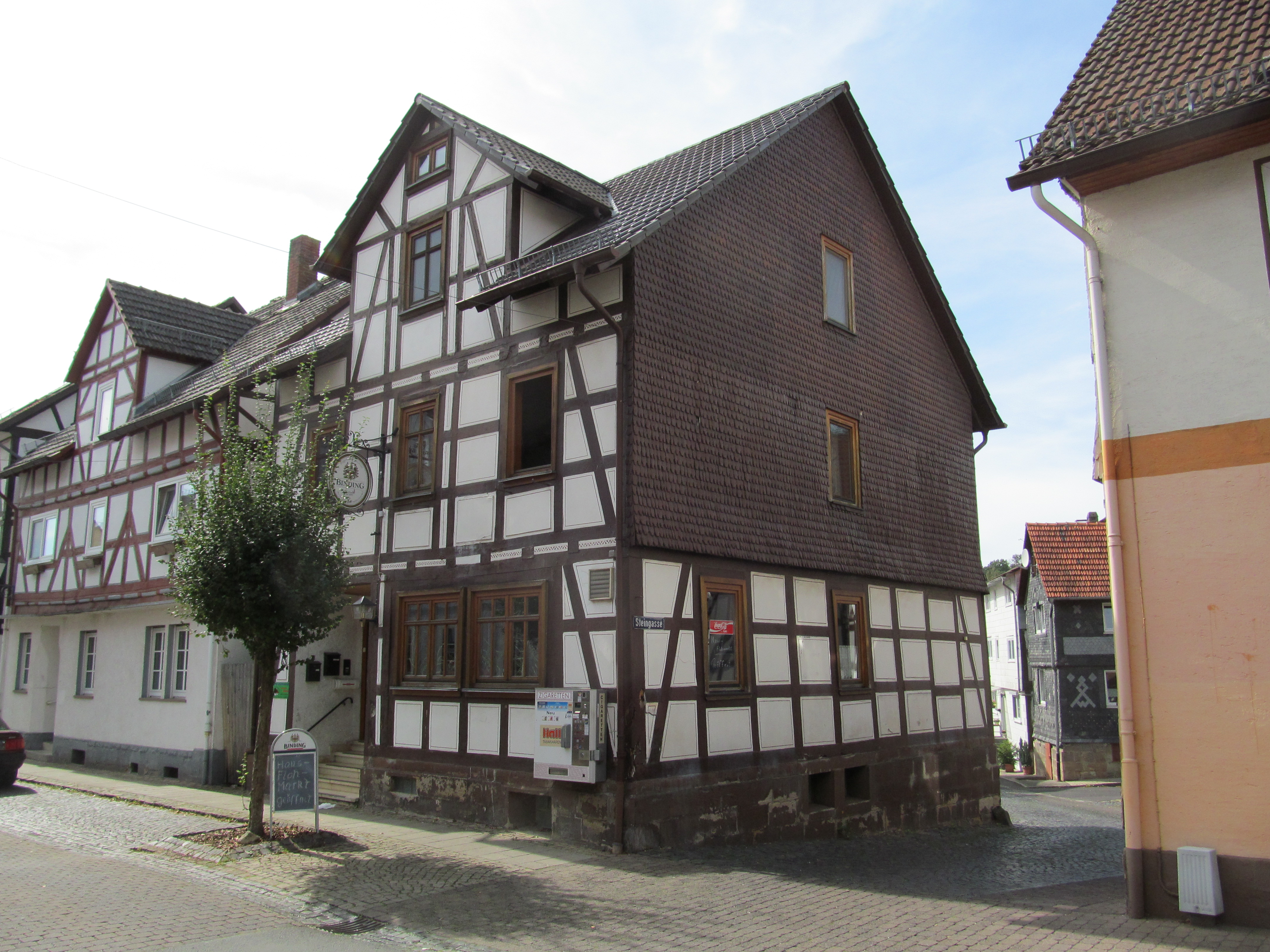
Kurhessenstraße 63
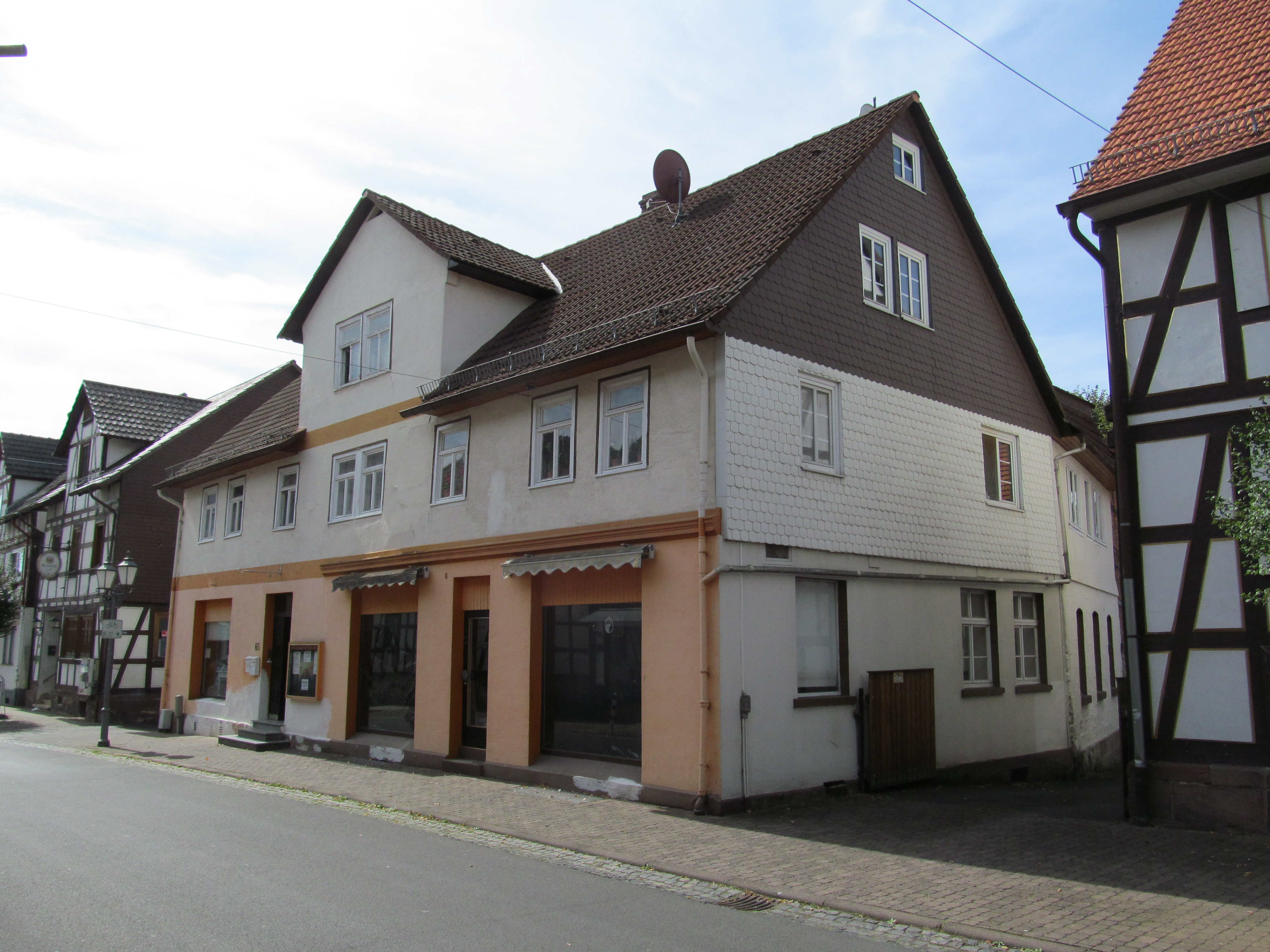
Kurhessenstraße 65
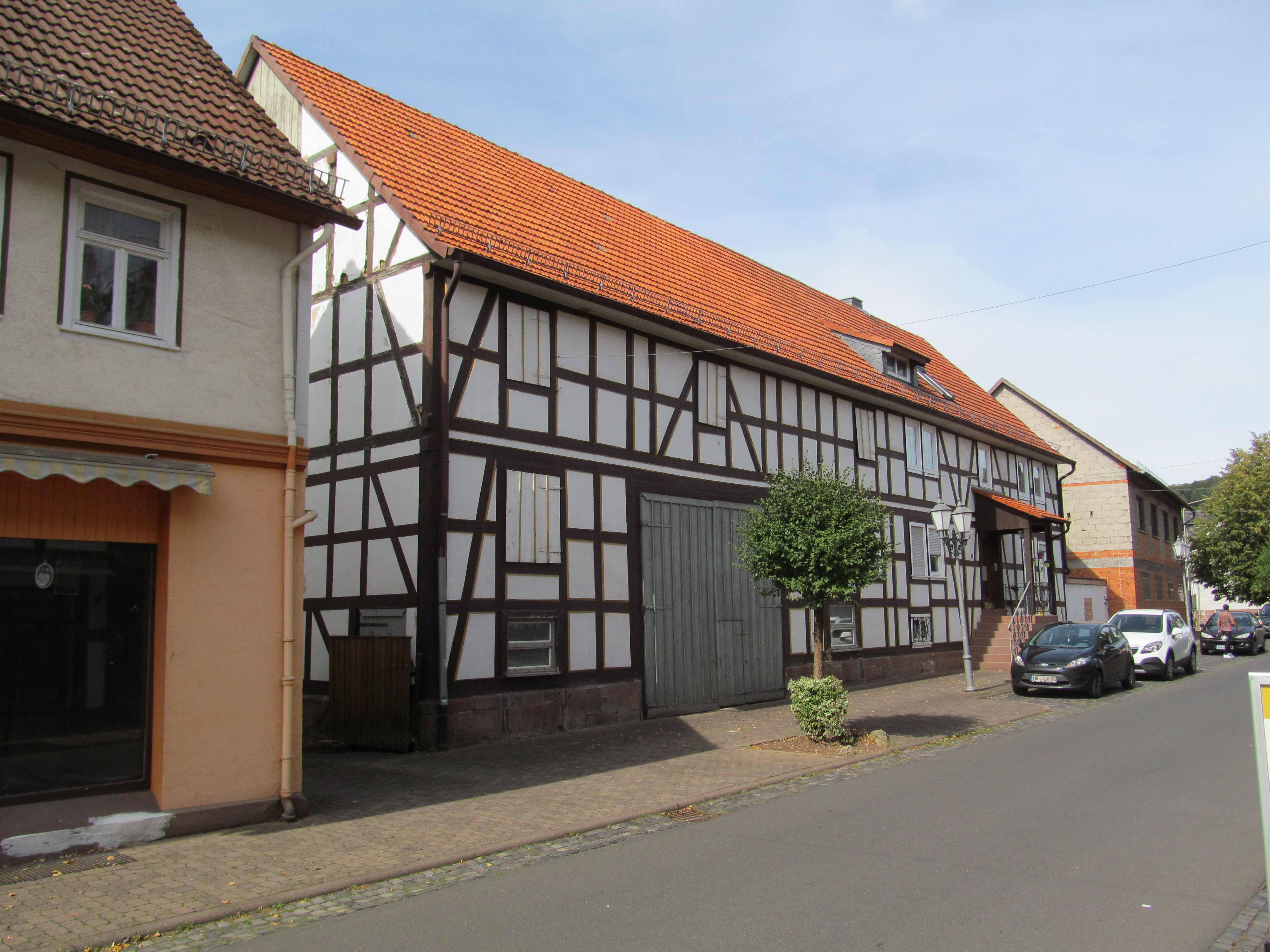
Kurhessenstraße 67
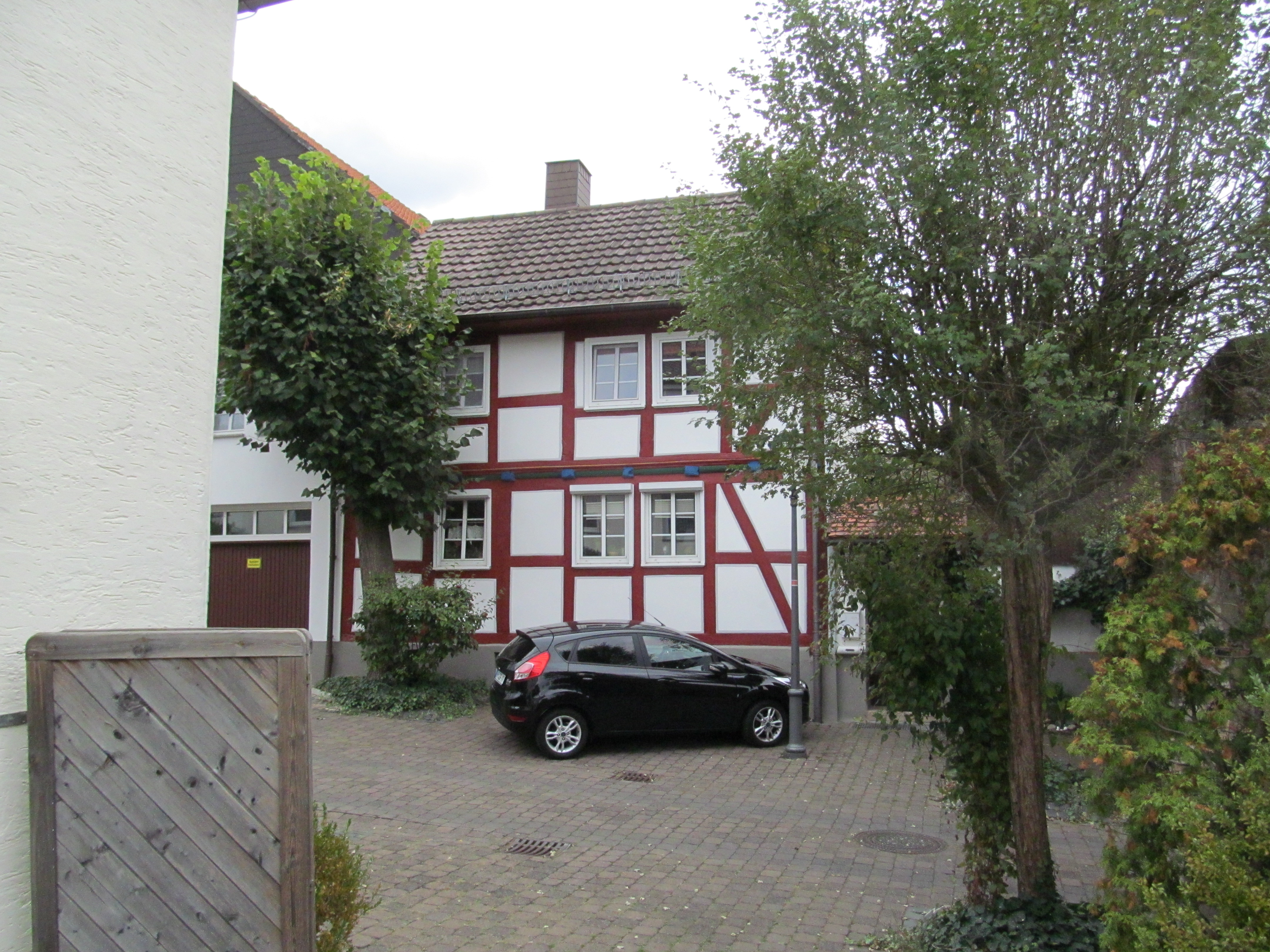
Ludwig-Jahn-Straße 6
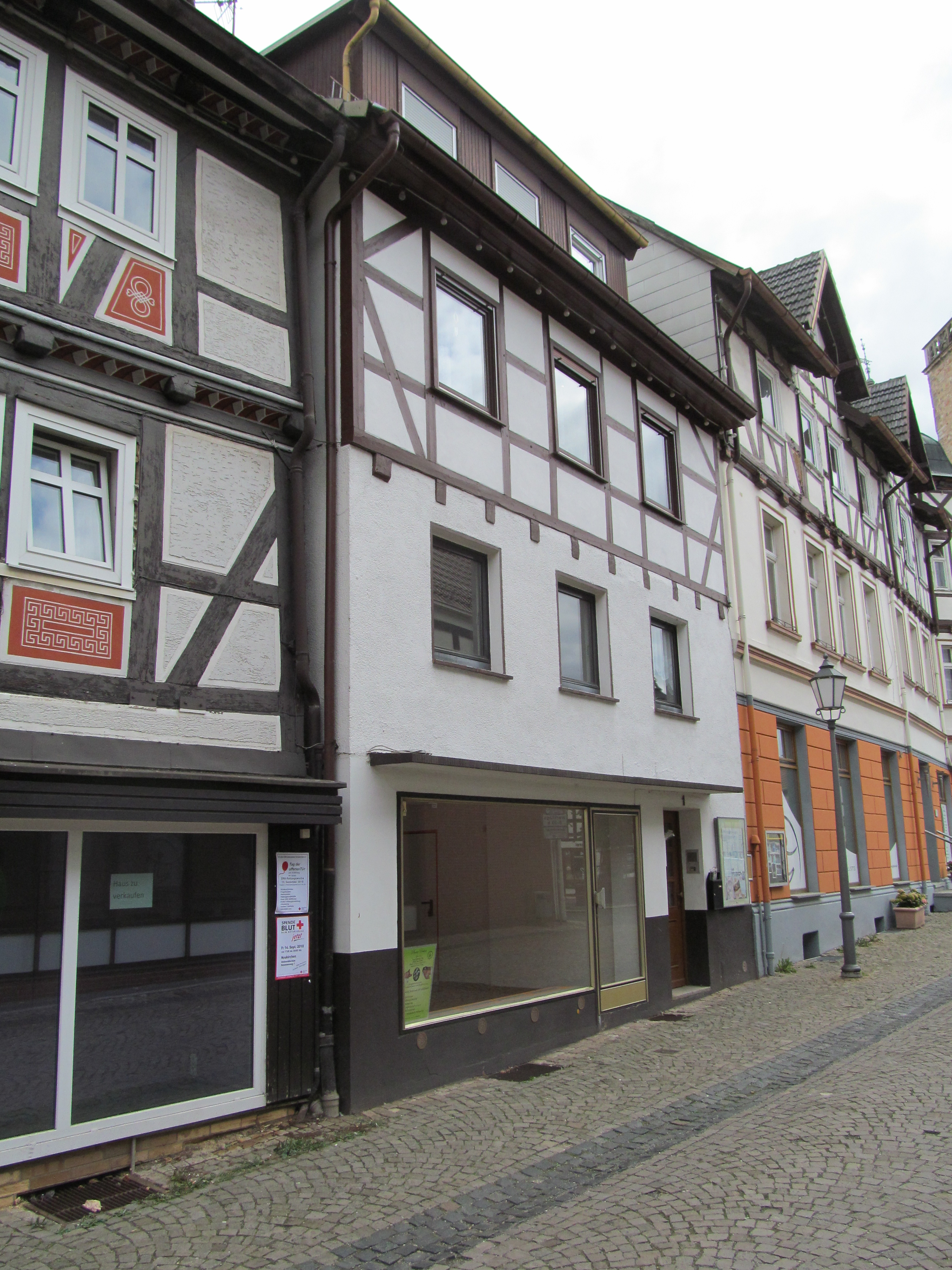
Marktgasse 1
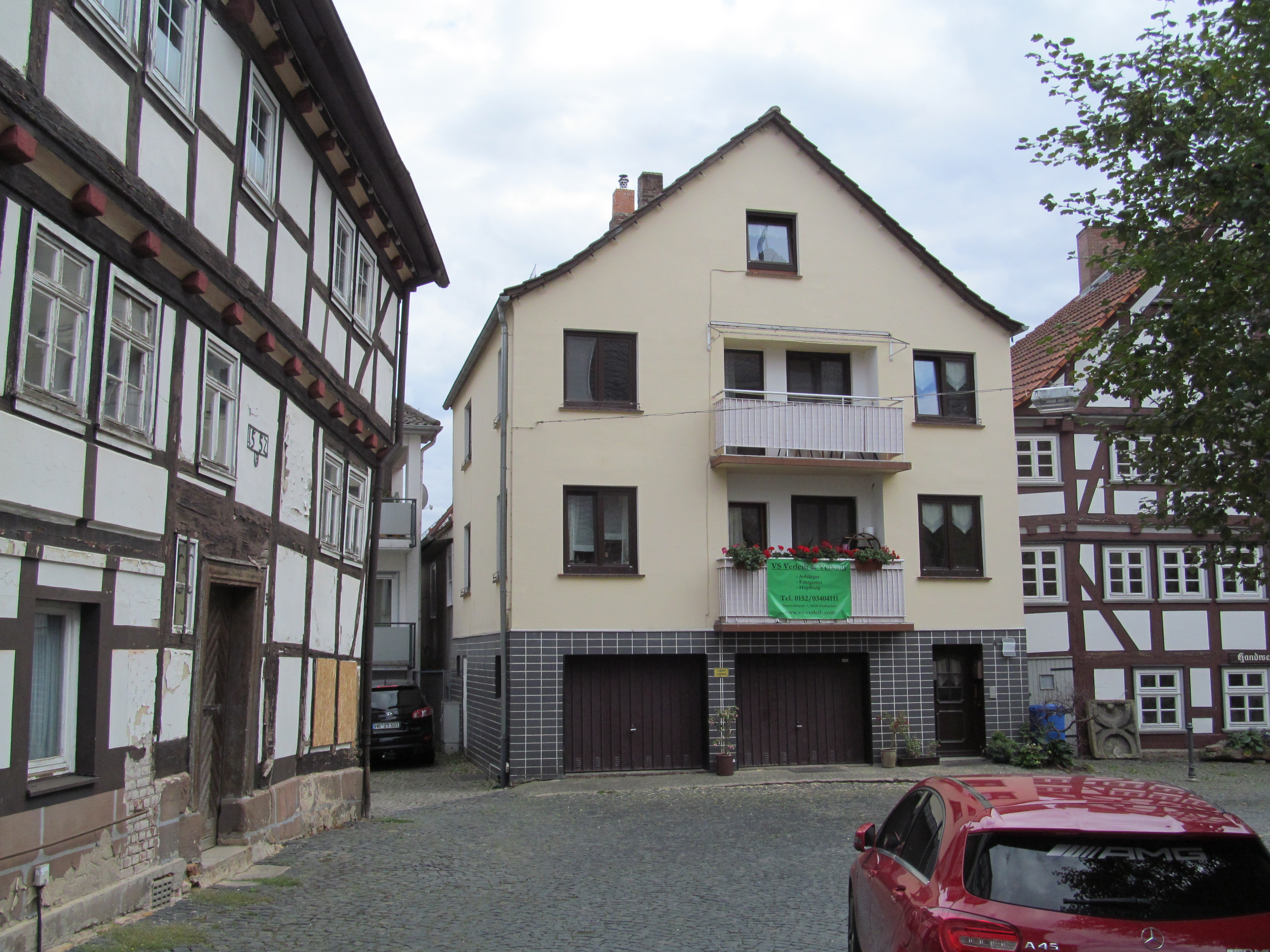
Marktplatz 4
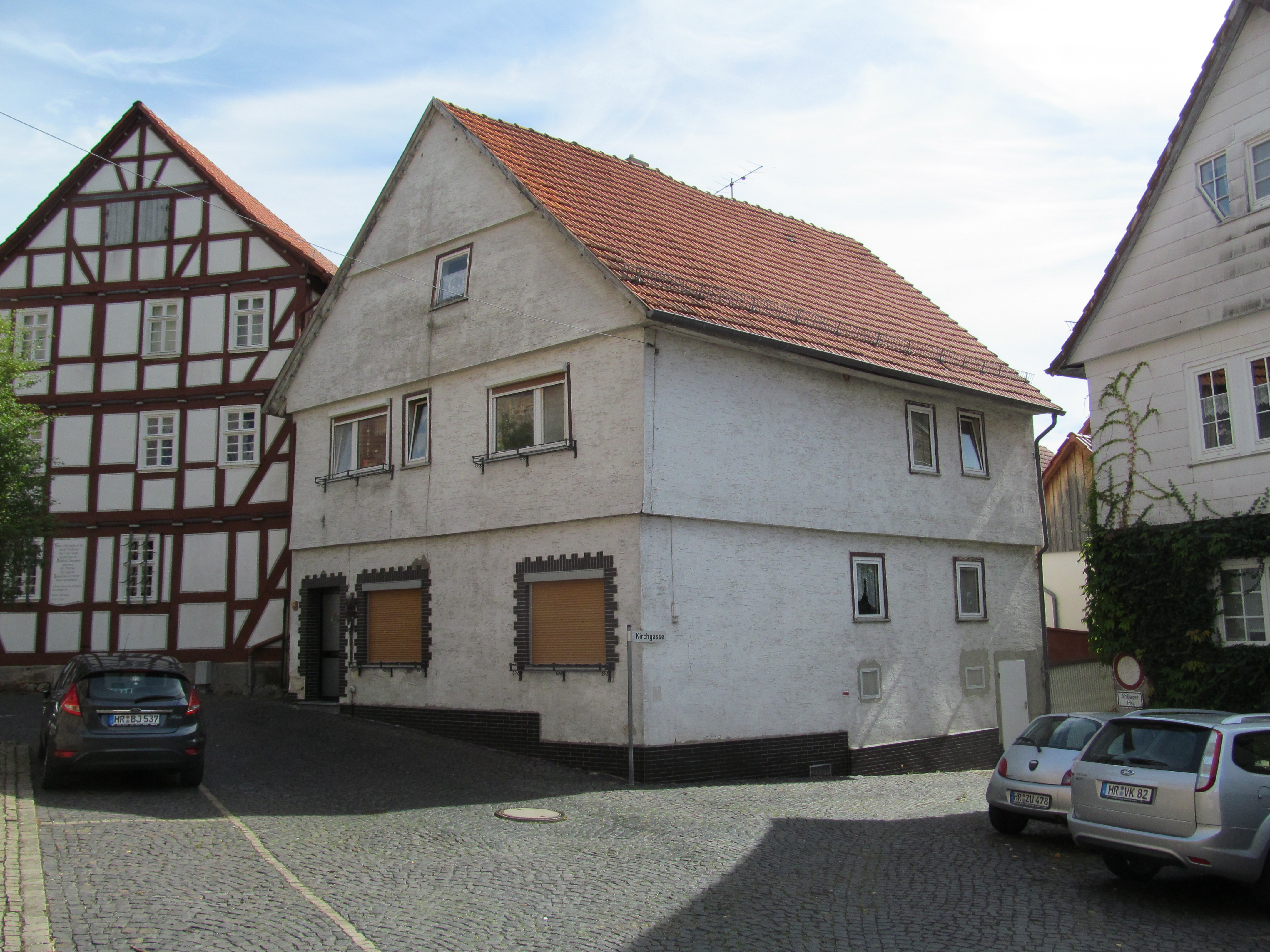
Marktplatz 7
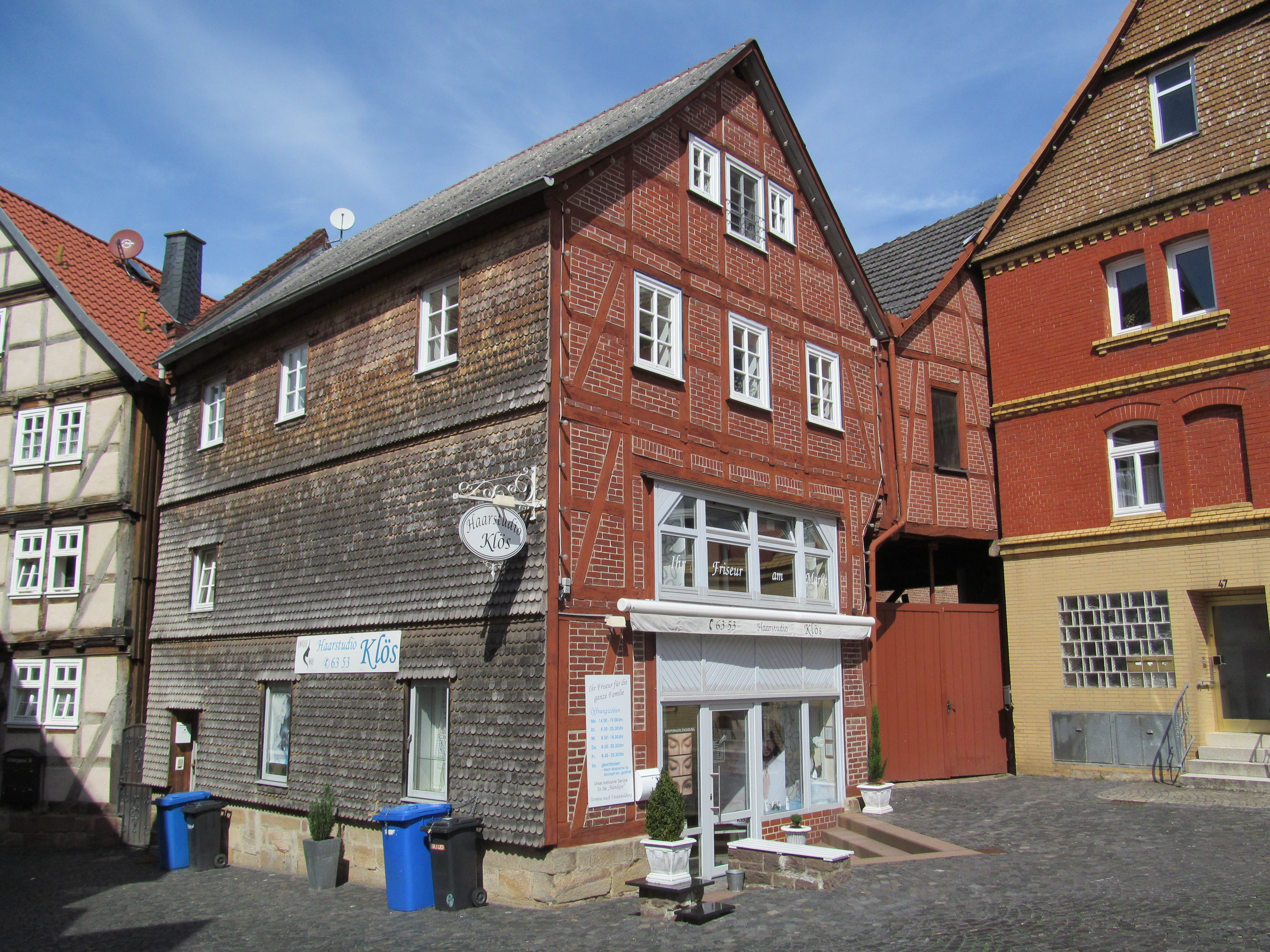
Marktplatz 16
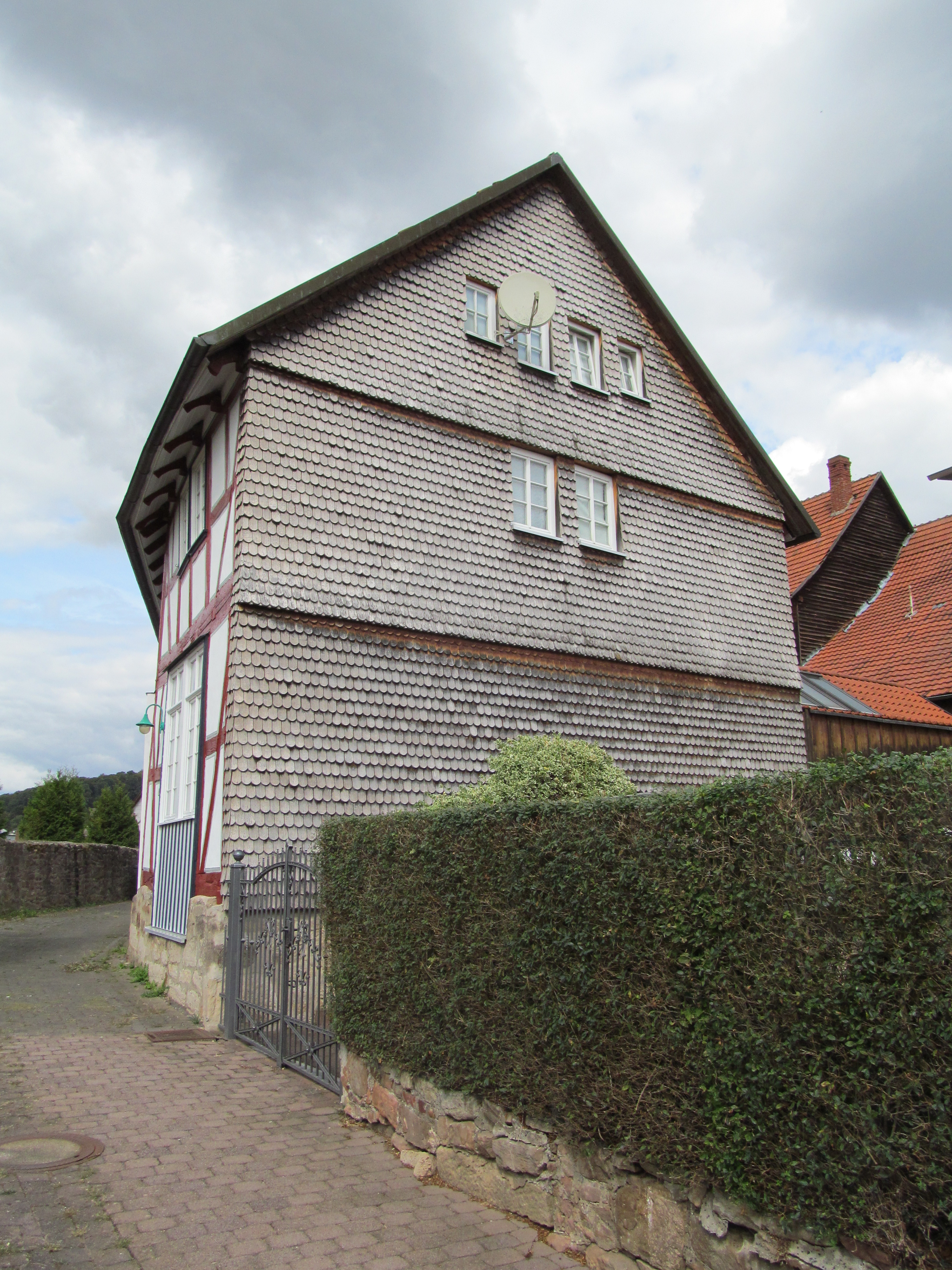
Mauergäßchen 1
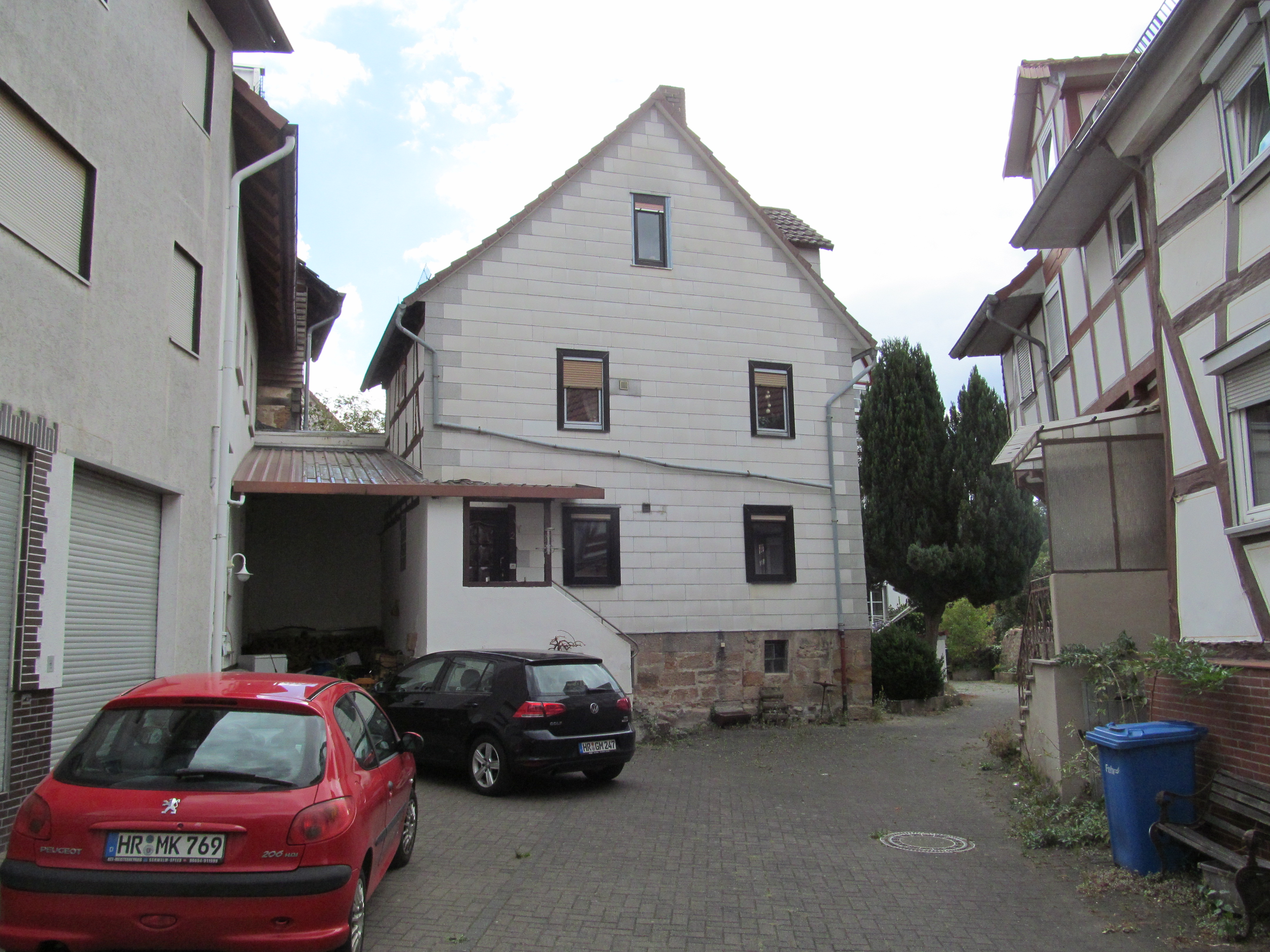
Mühlenpforte 2
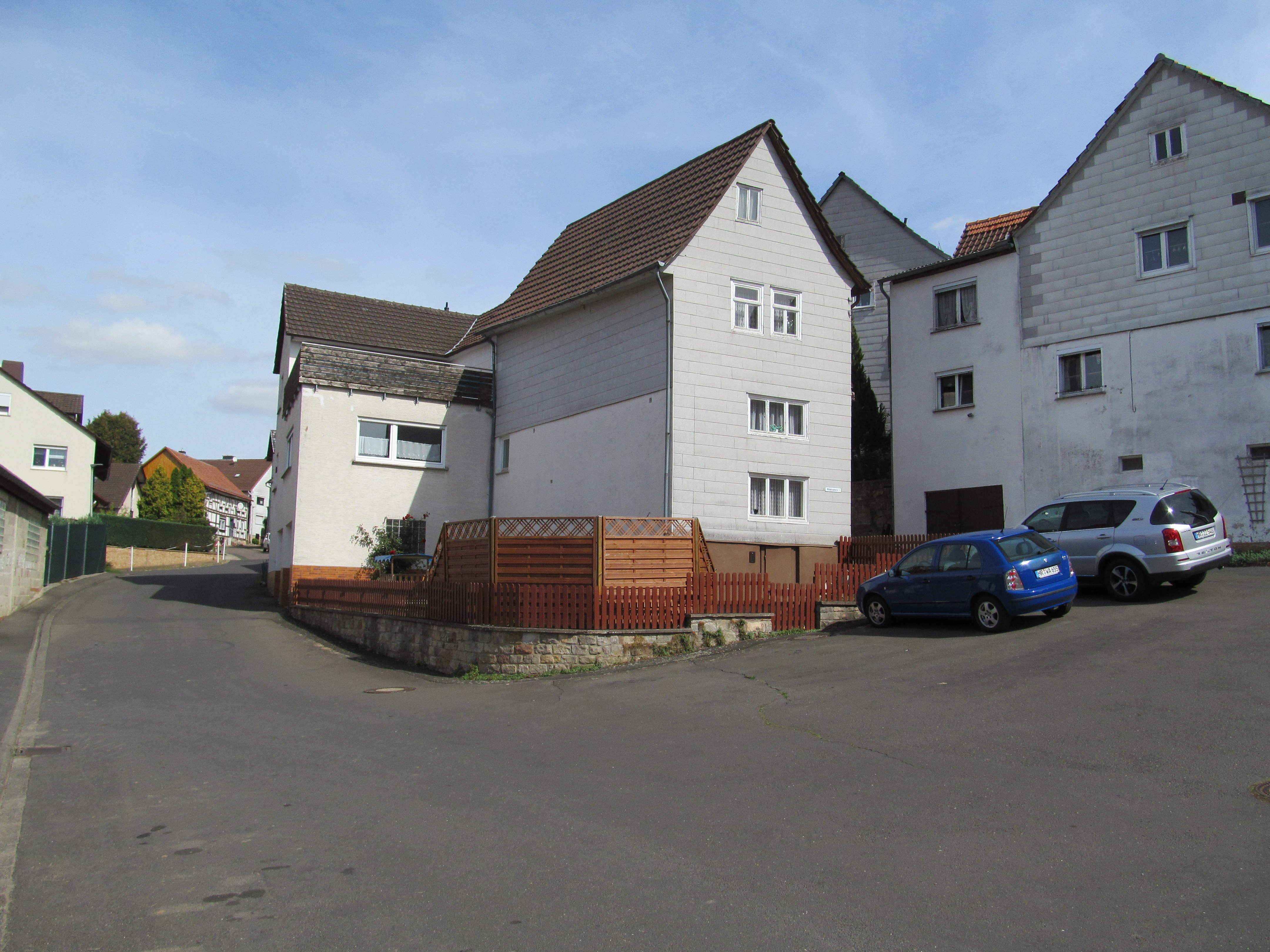
Mühlenpforte 7
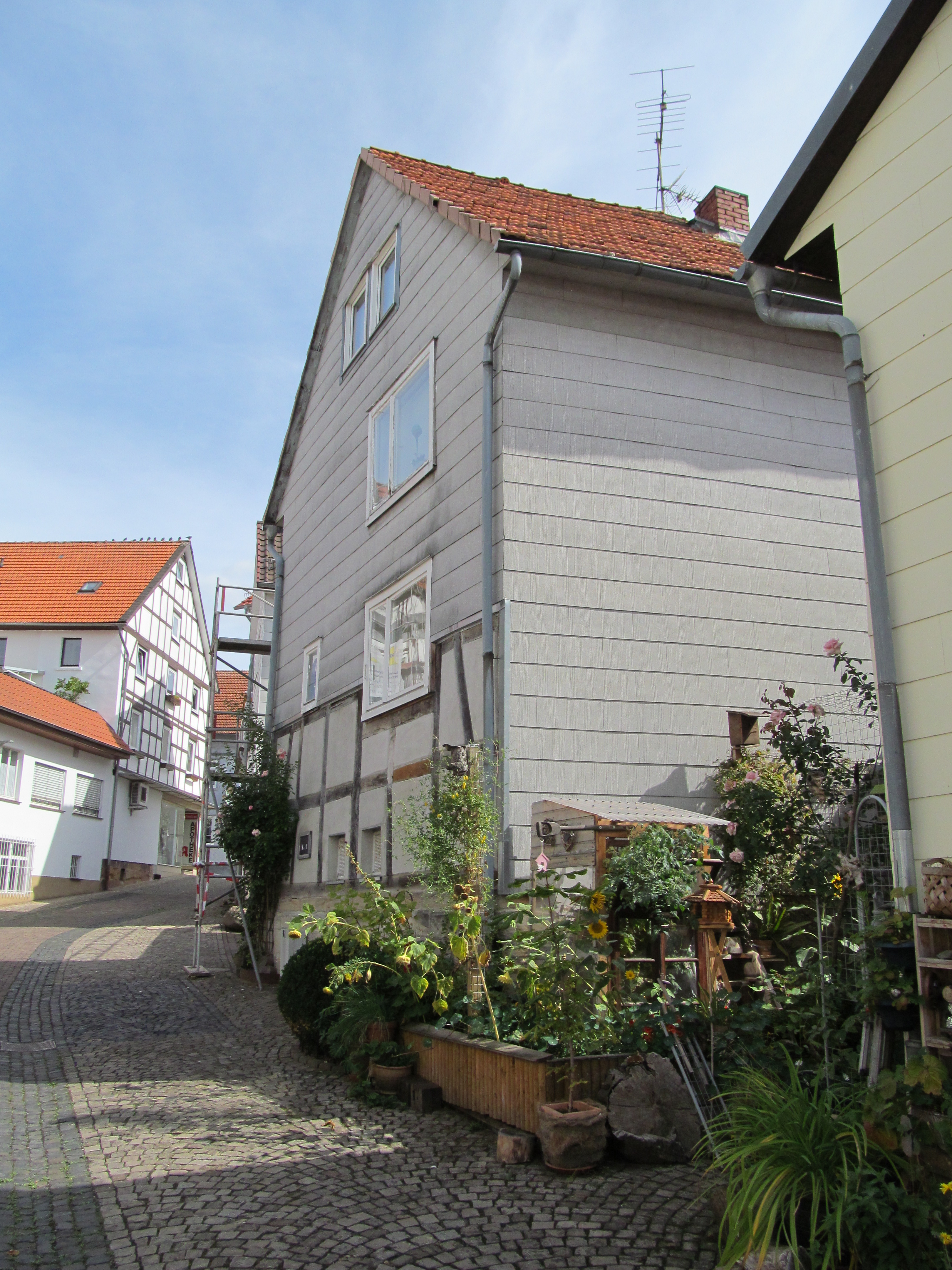
Mühlgraben 1
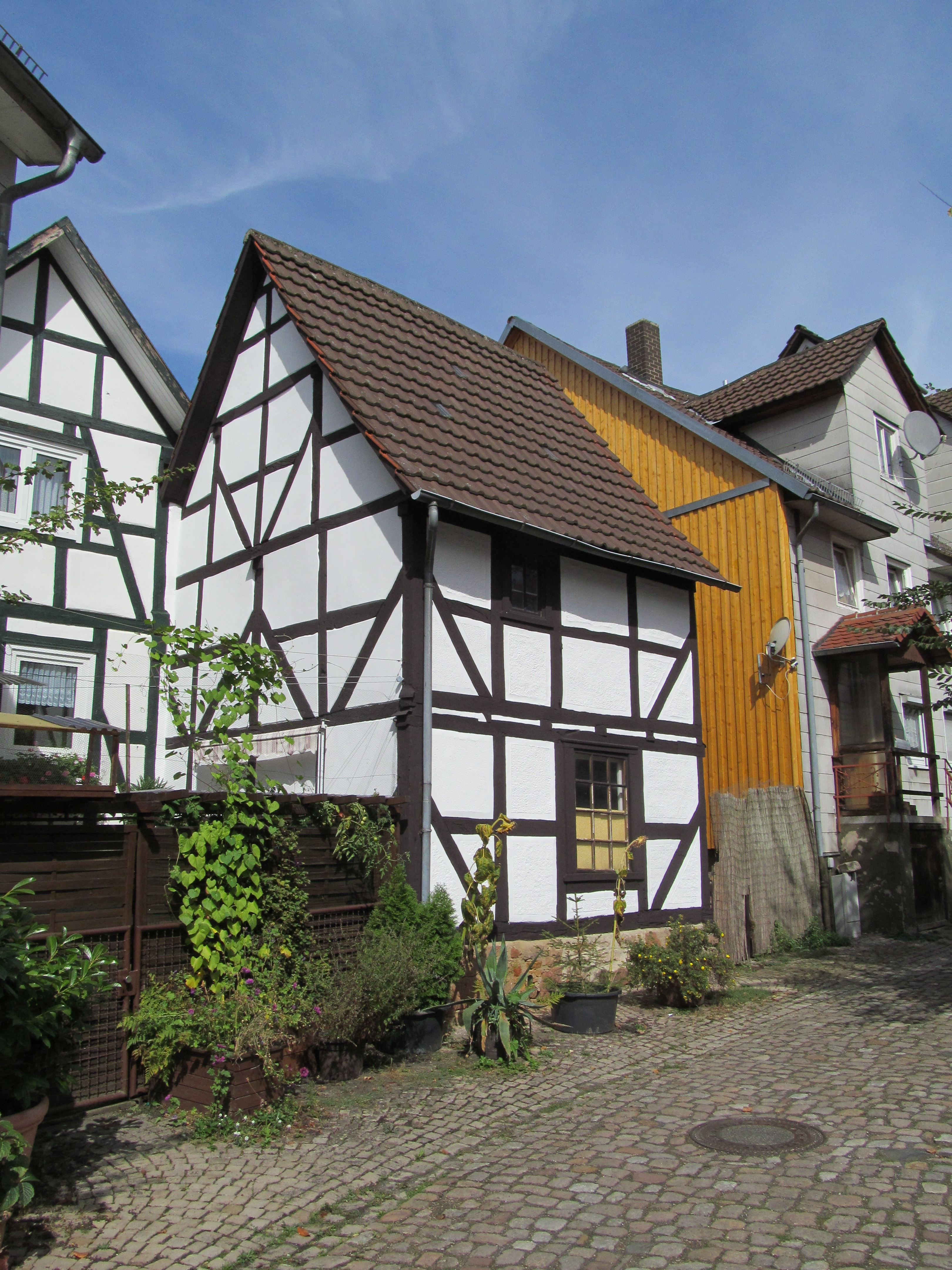
Mühlgraben 3
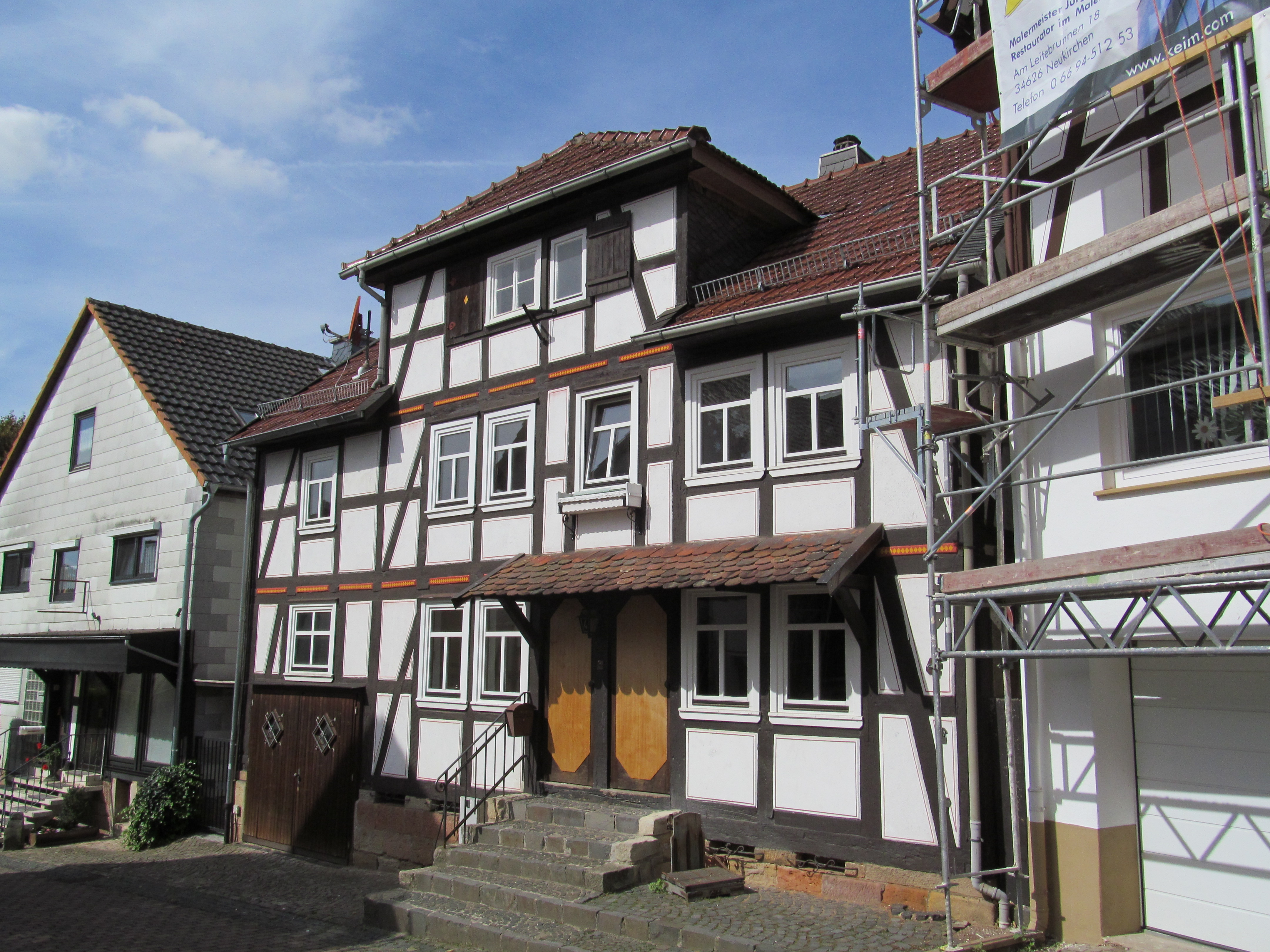
Mühlgraben 4
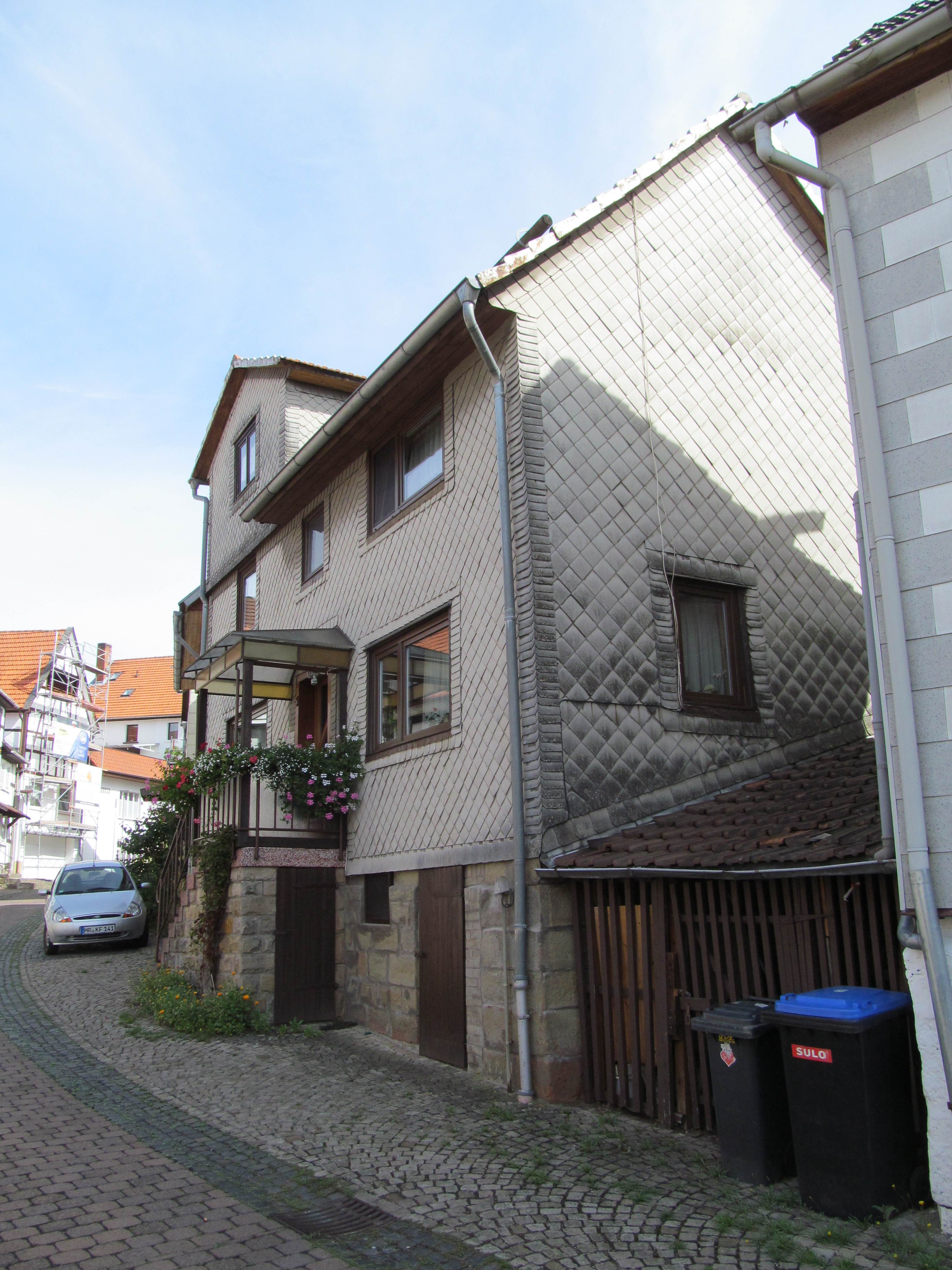
Mühlgraben 5
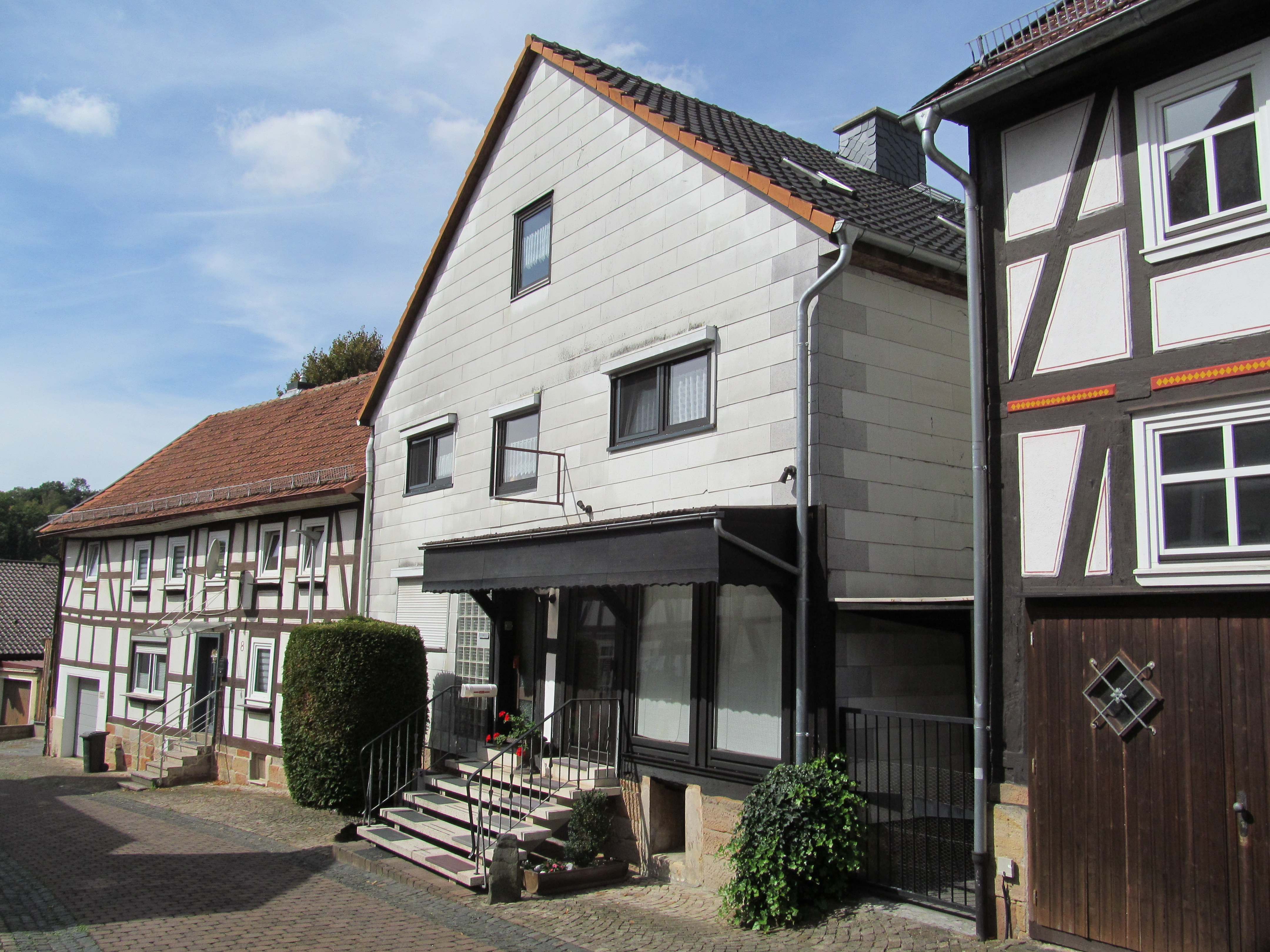
Mühlgraben 6
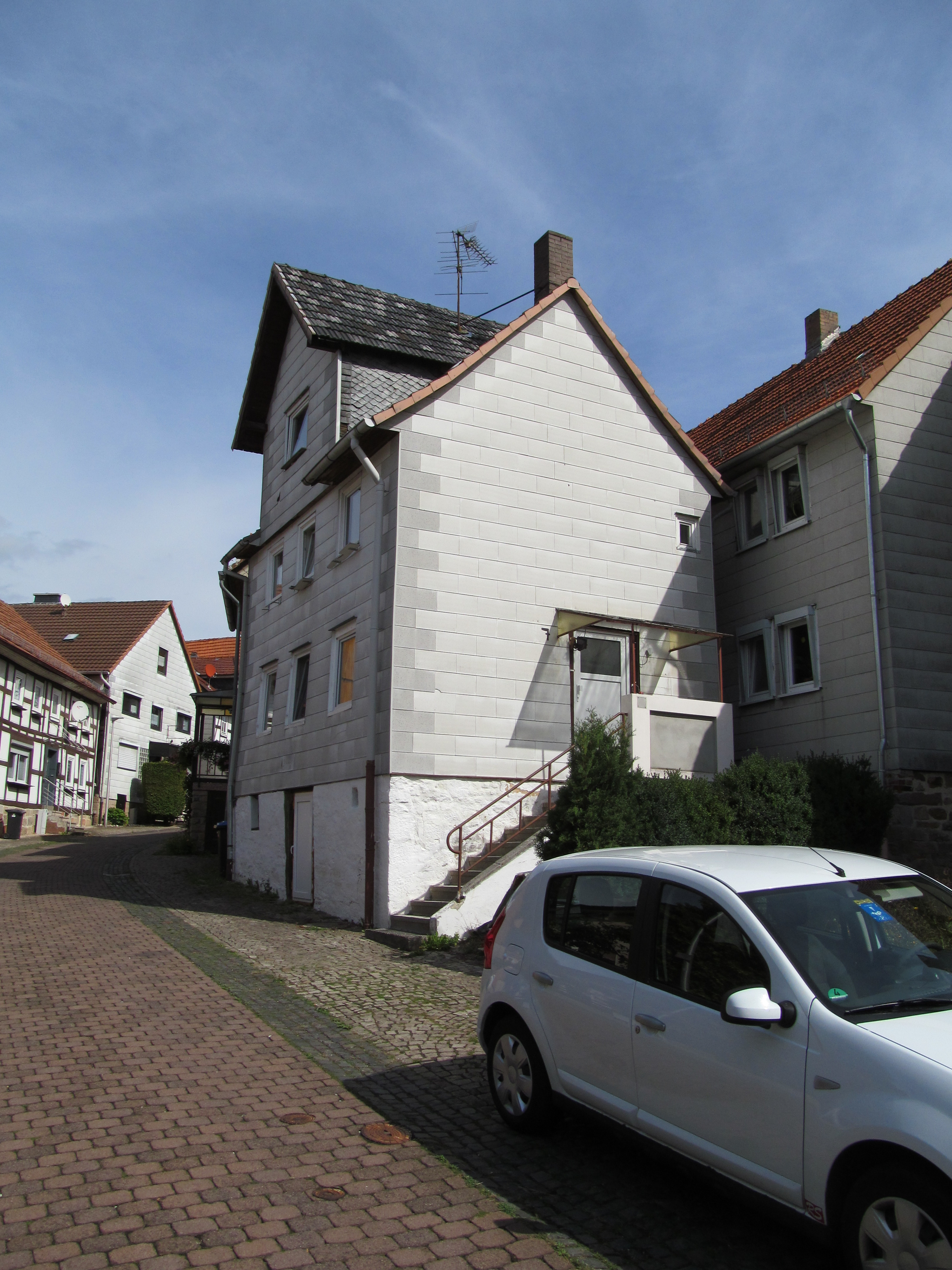
Mühlgraben 7
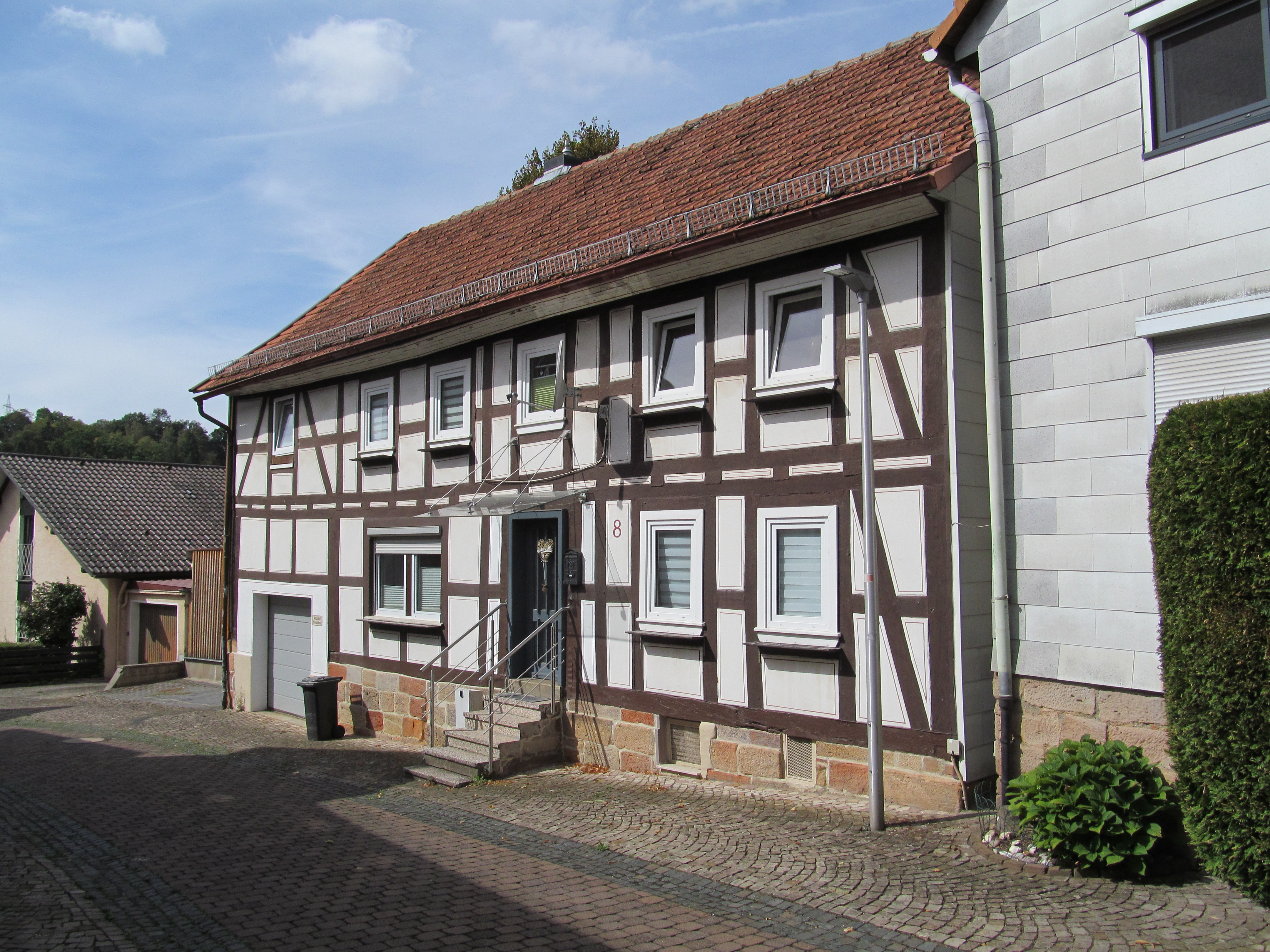
Mühlgraben 8
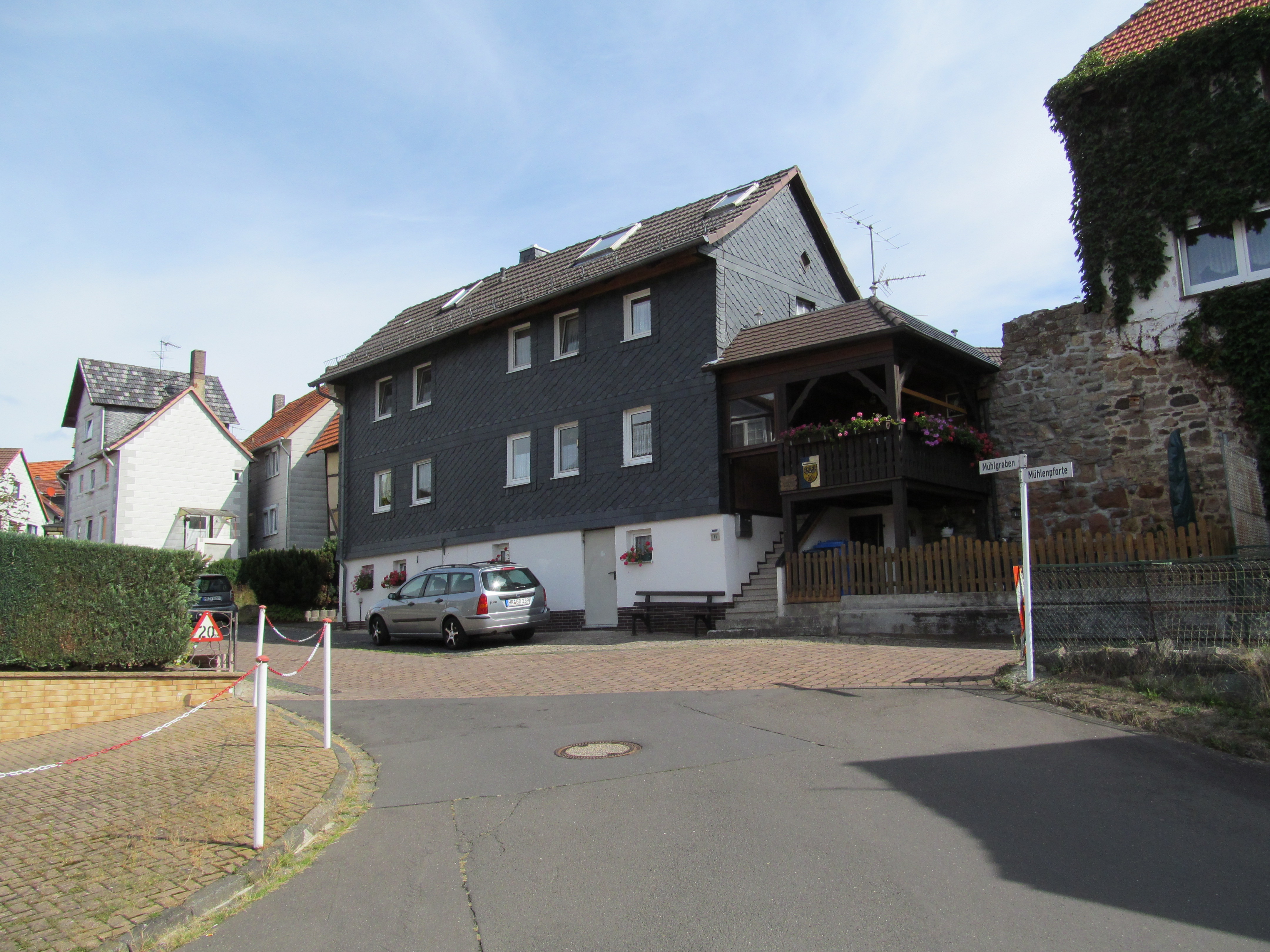
Mühlgraben 11
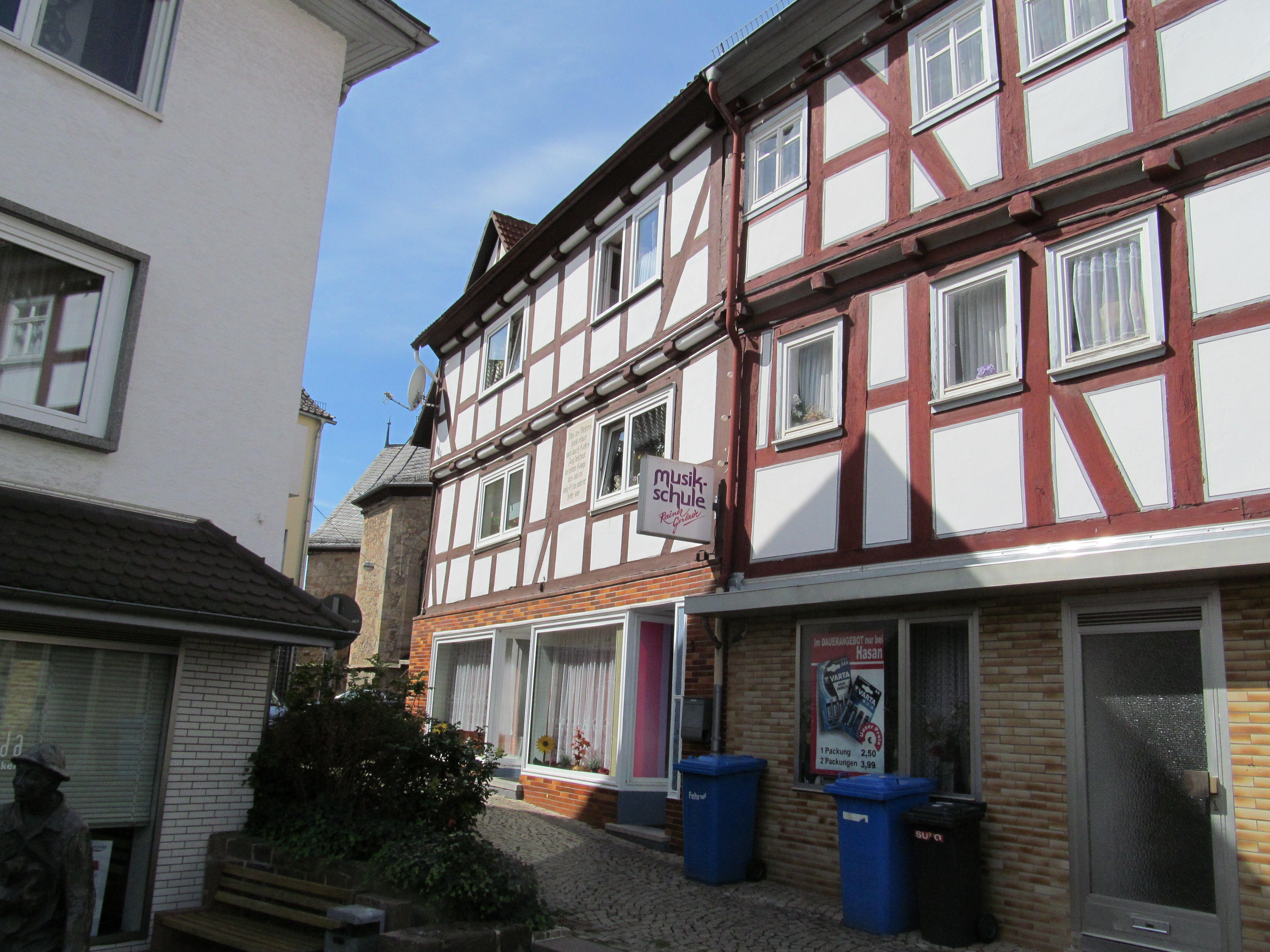
Raiffeisenplatz 4

### Einzeldenkmäler
| Bild                                          | Bezeichnung                                | Lage                            | Beschreibung | Bauzeit                    | Daten |
| --------------------------------------------- | ------------------------------------------ | ------------------------------- | --- | -------------------------- | ----- |
| Marienkapelle auf dem Friedhof von Neukirchen | Marienkapelle                              | Am Friedhof 1 Lage              | Früher Marien- und Friedhofskapelle. Gestreckter Rechteckbau mit dreiseitigem Chorschluss und Empore von 1657. Zwei vergoldete Kelche von 1481 und 1578. Zahlreiche historische Grabsteine. Heute Totenkirche. | 1443                       |       |
| Wohn- und Geschäftshaus Bahnhofsstraße 4      | Wohn- und Geschäftshaus Bahnhofsstraße 4   | Bahnhofsstraße 4 Lage           | | Frühes 19. Jahrhundert     |       |
| Backsteinhaus Bahnhofsstraße 5                | Backsteinhaus Bahnhofsstraße 5             | Bahnhofsstraße 5 Lage           | | Frühes 20. Jahrhundert     |       |
| Backsteinhaus Bahnhofsstraße 7                | Backsteinhaus Bahnhofsstraße 7             | Bahnhofsstraße 7 Lage           | | Um 1910                    |       |
| Doppelwohnhaus Bahnhofsstraße 14 und 16       | Doppelwohnhaus Bahnhofsstraße 14 und 16    | Bahnhofsstraße 14 und 16 Lage   | | Frühes 20. Jahrhundert     |       |
| das Bahnhofsgebäude von Neukirchen            | Bahnhof                                    | Bahnhofsstraße Lage             | | Frühes 20. Jahrhundert     |       |
| Wohnwirtschaftsgebäude Hersfelder Straße 1    | Wohnwirtschaftsgebäude Hersfelder Straße 1 | Hersfelder Straße 1 Lage        | | Frühes 19. Jahrhundert     |       |
| Wohn- und Geschäftshaus Kurhessenstraße 1     | Wohn- und Geschäftshaus Kurhessenstraße 1  | Kurhessenstraße 1 Lage          | | Nach 1900                  |       |
| Backsteinhaus Kurhessenstraße 3               | Backsteinhaus Kurhessenstraße 3            | Kurhessenstraße 3 Lage          | | Um 1900                    |       |
| das Wohnwirtschaftsgebäude Kurhessenstraße 16 | Wohnwirtschaftsgebäude Kurhessenstraße 16  | Kurhessenstraße 16 Lage         | | um 1910                    |       |
| Evangelisches Gemeindehaus Muhlsweg 1         | Evangelisches Gemeindehaus                 | Muhlsweg 1 Lage                 | | Um 1900                    |       |
| Erntennenhaus Niederrheinische Straße 6       | Erntennenhaus Niederrheinische Straße 6    | Niederrheinische Straße 6 Lage  | | Frühes 19. Jahrhundert     |       |
| Wohnhaus Niederrheinische Straße 7            | Wohnhaus Niederrheinische Straße 7         | Niederrheinische Straße 7 Lage  | | Um 1930                    |       |
| Fachwerkhaus Niederrheinische Straße 10       | Fachwerkhaus Niederrheinische Straße 10    | Niederrheinische Straße 10 Lage | | Mitte des 19. Jahrhunderts |       |
| Ernhaus Niederrheinische Straße 14            | Ernhaus Niederrheinische Straße 14         | Niederrheinische Straße 14 Lage | | Um 1800                    |       |
|                                               |                                            | Niederrheinische Straße 16 Lage | |                            |       |
| Wohnhaus Niederrheinische Straße 17           | Wohnhaus Niederrheinische Straße 17        | Niederrheinische Straße 17 Lage | | Nach 1900                  |       |
| Wohnhaus Niederrheinische Straße 21           | Wohnhaus Niederrheinische Straße 21        | Niederrheinische Straße 21 Lage | | Um 1900                    |       |